# UEFA Champions League 2023/24
De UEFA Champions League 2023/24 was de 69ste editie van het belangrijkste Europese voetbaltoernooi voor clubs, georganiseerd door de UEFA en de 32ste editie sinds de naamsverandering van Europacup I naar de huidige naam UEFA Champions League.
De finale werd gespeeld in het Wembley Stadium in Londen, Engeland en met 2–0 gewonnen door Real Madrid tegen Borussia Dortmund. Manchester City was de titelhouder.
Real Madrid kwalificeerde zich automatisch voor de groepsfase van de UEFA Champions League 2024/25. Daarnaast speelt men tegen de winnaar van de UEFA Europa League 2023/24 in de UEFA Super Cup 2024 en plaatste het zich automatisch voor de FIFA Intercontinental Cup 2024.
Deze editie was het laatste seizoen met de opzet van 32 clubs die deelnemen aan de groepsfase, nadat de UEFA had aangekondigd dat er een nieuwe opzet zou worden geïntroduceerd voor de volgende editie.

## Toewijzing van de deelnemende teams
Een totaal van 78 teams uit de nationale competities van de 55 UEFA-lidstaten nemen deel aan deze editie van de Champions League (met uitzondering van Liechtenstein, dit land heeft geen nationale competitie, en Rusland, teams uit dit land werden uitgesloten van deelname wegens de Russische invasie van Oekraïne). De nationale competities van deze landen worden op basis van de coëfficiënten gerangschikt om het aantal deelnemende teams per competitie te bepalen.
- De nationale competities op plek 1 tot en met 4 hebben elk vier teams die zich kunnen kwalificeren.
- De nationale competities op plek 5 en 6 hebben elk drie teams die zich kunnen kwalificeren.
- De nationale competities op plek 7 tot en met 15 (exclusief Rusland) hebben elk twee teams die zich kunnen kwalificeren.
- De nationale competities op plek 16 tot en met 55 (exclusief Liechtenstein) hebben elk één team dat zich kan kwalificeren.
- De winnaars van de UEFA Champions League 2022/23 en UEFA Europa League 2022/23 krijgen elk een extra inzending als ze zich niet kwalificeren voor de UEFA Champions League 2023/24 via hun eigen competitie.

### Rangschikking van de nationale competities
Voor de UEFA Champions League 2023/24 krijgen de nationale competities plaatsen toegewezen op basis van de UEFA-landcoëfficiënten uit 2022, waarbij rekening wordt gehouden met hun prestaties in Europese competities vanaf het seizoen 2017/18 tot en met seizoen 2021/22.
De winnaars van de UEFA Champions League en de UEFA Europa League zijn gegarandeerd van deelname aan de groepsfase van de volgende UEFA Champions League.
- (EL) – Extra plek in verband met de winnaar van de UEFA Europa League.

| Nr. | Land                | Coeff.  | Clubs | Bijz.  |
| --- | ------------------- | ------- | ----- | ------ |
| 01  | Engeland            | 106.641 | 4     |        |
| 02  | Spanje              | 096.141 | 4     | +1(EL) |
| 03  | Italië              | 076.902 | 4     |        |
| 04  | Duitsland           | 073.570 | 4     |        |
| 05  | Frankrijk           | 060.081 | 3     |        |
| 06  | Portugal            | 053.382 | 3     |        |
| 07  | Nederland           | 049.300 | 2     |        |
| 08  | Oostenrijk          | 038.850 | 2     |        |
| 09  | Schotland           | 036.900 | 2     |        |
| 10  | Rusland [Bijz. RUS] | 034.482 | 0     |        |
| 11  | Servië              | 033.375 | 2     |        |
| 12  | Oekraïne            | 031.800 | 2     |        |
| 13  | België              | 030.600 | 2     |        |
| 14  | Zwitserland         | 029.675 | 2     |        |
| 15  | Griekenland         | 028.200 | 2     |        |
| 16  | Tsjechië            | 027.800 | 1     |        |
| 17  | Noorwegen           | 027.250 | 1     |        |
| 18  | Denemarken          | 027.175 | 1     |        |
| 19  | Kroatië             | 027.150 | 1     |        |

| Nr. | Land                  | Coeff. | Clubs |
| --- | --------------------- | ------ | ----- |
| 20  | Turkije               | 27.100 | 1     |
| 21  | Cyprus                | 26.375 | 1     |
| 22  | Israël                | 24.375 | 1     |
| 23  | Zweden                | 22.875 | 1     |
| 24  | Bulgarije             | 19.500 | 1     |
| 25  | Roemenië              | 17.150 | 1     |
| 26  | Azerbeidzjan          | 17.000 | 1     |
| 27  | Hongarije             | 16.375 | 1     |
| 28  | Polen                 | 15.875 | 1     |
| 29  | Kazachstan            | 15.750 | 1     |
| 30  | Slowakije             | 15.625 | 1     |
| 31  | Slovenië              | 15.000 | 1     |
| 32  | Wit-Rusland           | 12.500 | 1     |
| 33  | Moldavië              | 11.250 | 1     |
| 34  | Litouwen              | 10.000 | 1     |
| 35  | Bosnië en Herzegovina | 09.125 | 1     |
| 36  | Finland               | 08.875 | 1     |
| 37  | Luxemburg             | 08.750 | 1     |

| Nr. | Land            | Coeff. | Clubs |
| --- | --------------- | ------ | ----- |
| 38  | Letland         | 08.625 | 1     |
| 39  | Kosovo          | 8.166  | 1     |
| 40  | Ierland         | 8.125  | 1     |
| 41  | Armenië         | 8.125  | 1     |
| 42  | Noord-Ierland   | 8.083  | 1     |
| 43  | Albanië         | 8.000  | 1     |
| 44  | Faeröer         | 7.250  | 1     |
| 45  | Estland         | 7.041  | 1     |
| 46  | Malta           | 7.000  | 1     |
| 47  | Georgië         | 7.000  | 1     |
| 48  | Noord-Macedonië | 7.000  | 1     |
| 49  | Liechtenstein   | 6.500  | 0     |
| 50  | Wales           | 5.500  | 1     |
| 51  | Gibraltar       | 5.416  | 1     |
| 52  | IJsland         | 5.375  | 1     |
| 53  | Montenegro      | 4.875  | 1     |
| 54  | Andorra         | 4.665  | 1     |
| 55  | San Marino      | 1.332  | 1     |

### Data lotingen
Alle lotingen, op die van de groepsfase na, vinden plaats in het UEFA-hoofdkantoor in Nyon, Zwitserland.
| Fase          | Ronde                    | Datum loting     | Heenwedstrijd                               | Terugwedstrijd                              |
| ------------- | ------------------------ | ---------------- | ------------------------------------------- | ------------------------------------------- |
| Kwalificatie  | Voorronde                | 13 juni 2023     | 27 juni 2023 (halve finalerondes)           | 30 juni 2023 (finaleronde)                  |
| Kwalificatie  | Eerste kwalificatieronde | 20 juni 2023     | 11 en 12 juli 2023                          | 18 en 19 juli 2023                          |
| Kwalificatie  | Tweede kwalificatieronde | 21 juni 2023     | 25 en 26 juli 2023                          | 1 en 2 augustus 2023                        |
| Kwalificatie  | Derde kwalificatieronde  | 24 juli 2023     | 8, 9 en 15 augustus 2023                    | 15 en 19 augustus 2023                      |
| Play-off      | Play-offronde            | 7 augustus 2023  | 22 en 23 augustus 2023                      | 29 en 30 augustus 2023                      |
| Groepsfase    | Wedstrijddag 1           | 31 augustus 2023 | 19 en 20 september 2023                     | 19 en 20 september 2023                     |
| Groepsfase    | Wedstrijddag 2           | 31 augustus 2023 | 3 en 4 oktober 2023                         | 3 en 4 oktober 2023                         |
| Groepsfase    | Wedstrijddag 3           | 31 augustus 2023 | 24 en 25 oktober 2023                       | 24 en 25 oktober 2023                       |
| Groepsfase    | Wedstrijddag 4           | 31 augustus 2023 | 7 en 8 november 2023                        | 7 en 8 november 2023                        |
| Groepsfase    | Wedstrijddag 5           | 31 augustus 2023 | 28 en 29 november 2023                      | 28 en 29 november 2023                      |
| Groepsfase    | Wedstrijddag 6           | 31 augustus 2023 | 12 en 13 december 2023                      | 12 en 13 december 2023                      |
| Knock-outfase | Achtste finales          | 18 december 2023 | 13-14 en 20-21 februari 2024                | 5-6 en 12-13 maart 2024                     |
| Knock-outfase | Kwartfinales             | 15 maart 2024    | 9 en 10 april 2024                          | 16 en 17 april 2024                         |
| Knock-outfase | Halve finales            | 15 maart 2024    | 30 april en 1 mei 2024                      | 7 en 8 mei 2024                             |
| Knock-outfase | Finale                   | 15 maart 2024    | 1 juni 2024 in het Wembley Stadium, Londen. | 1 juni 2024 in het Wembley Stadium, Londen. |

## Teams
De deelnemende teams gesorteerd op de fase waarin ze het toernooi instromen.
| Hoofdtoernooi                         | Hoofdtoernooi       | Hoofdtoernooi           | Hoofdtoernooi                     |
| ------------------------------------- | ------------------- | ----------------------- | --------------------------------- |
| Manchester City TH                    | Atlético Madrid     | Borussia Dortmund       | Feyenoord                         |
| Sevilla FC EL–TH                      | Real Sociedad       | RB Leipzig              | Red Bull Salzburg                 |
| Arsenal FC                            | SSC Napoli          | Union Berlin            | Celtic FC                         |
| Manchester United                     | SS Lazio            | Paris Saint-Germain     | Zenit Sint-Petersburg [Bijz. RUS] |
| Newcastle United                      | Internazionale      | RC Lens                 | Rode Ster Belgrado                |
| FC Barcelona                          | AC Milan            | SL Benfica              | Sjachtar Donetsk                  |
| Real Madrid                           | Bayern München      | FC Porto                |                                   |
| Play-offronde                         |                     |                         |                                   |
| Kampioenen                            | Kampioenen          | Niet-kampioenen         | Niet-kampioenen                   |
| Antwerp FC                            | BSC Young Boys      |                         |                                   |
| Derde kwalificatieronde               |                     |                         |                                   |
| Kampioenen                            | Kampioenen          | Niet-kampioenen         | Niet-kampioenen                   |
| AEK Athene                            | Sparta Praag        | Olympique Marseille     | Rangers FC                        |
|                                       |                     | SC Braga                | CSKA Moskou [Bijz. RUS]           |
| PSV                                   | TSC Bačka Topola    |                         |                                   |
| Sturm Graz                            |                     |                         |                                   |
| Tweede kwalificatieronde              |                     |                         |                                   |
| Kampioenen                            | Kampioenen          | Niet-kampioenen         | Niet-kampioenen                   |
| Molde FK                              | Galatasaray SK      | Dnipro-1                | Panathinaikos                     |
| FC Kopenhagen                         | Aris Limasol        | KRC Genk                |                                   |
| Dinamo Zagreb                         |                     | Servette FC             |                                   |
| Eerste kwalificatieronde (kampioenen) |                     |                         |                                   |
| Maccabi Haifa                         | Slovan Bratislava   | Valmiera FC             | Ħamrun Spartans                   |
| BK Häcken                             | Olimpija Ljubljana  | KF Ballkani             | Dinamo Tbilisi                    |
| PFK Loedogorets                       | BATE Borisov        | Shamrock Rovers         | FK Struga                         |
| Farul Constanța                       | Sheriff Tiraspol    | FC Urartu               | The New Saints                    |
| FK Qarabağ                            | FK Žalgiris         | Larne FC                | Lincoln Red Imps                  |
| Ferencváros                           | Zrinjski Mostar     | Partizan Tirana         |                                   |
| Raków Częstochowa                     | HJK Helsinki        | KÍ Klaksvík             |                                   |
| Astana FK                             | Swift Hesperange    | Flora Tallinn           |                                   |
| Voorronde (kampioenen)                |                     |                         |                                   |
| Breiðablik Kópavogur                  | Budućnost Podgorica | Atlètic Club d'Escaldes | Tre Penne                         |

 - Rusland (RUS): Op 28 februari 2022 maakten de FIFA en de UEFA in een gezamenlijk statement bekend dat alle teams uit Rusland (dus ook de nationale ploegen) tot nader order geschorst zijn, vanwege de Russische invasie in Oekraïne. Op 2 mei 2022 verlengde de UEFA deze schorsing voor het seizoen 2022/23 en 2023/24.

## Kwalificatiefase
De UEFA hanteert de volgende voorwaarden bij de lotingen:
- Clubs uit de landen Servië en Kosovo kunnen niet tegen elkaar loten. Dit geldt ook voor de landen Bosnië en Herzegovina en Kosovo, maar ook voor Armenië en Azerbeidzjan, Wit-Rusland en Oekraïne en Armenië en Turkije.
 Opmerking: Mochten deze voorwaarden zich toch voordoen, dan wordt er geschoven met de wedstrijden om toch een juiste loting te krijgen.
- De wedstrijden in de voorronde worden over één wedstrijd gespeeld.
- De wedstrijden vanaf de eerste kwalificatieronde worden over twee wedstrijden gespeeld (heen en terug).
- Bij een gelijke eindstand over twee wedstrijden wordt er overgegaan op het spelen van een verlenging en als dat nodig is een strafschoppenserie.

### Voorronde
Aan de voorronde deden 4 clubs mee. De loting vond plaats op 13 juni 2023. De halve finalewedstrijden werden gespeeld op 27 juni 2023 en de finale op 30 juni 2023. Deze wedstrijden werden allemaal gespeeld in het Kópavogsvöllur te IJsland. De verliezende clubs stroomden door naar de tweede kwalificatieronde (kampioensroute) van de UEFA Europa Conference League 2023/24.
| Halve finales           | Halve finales | Halve finales        |
| Team 1                  |               | Team 2               |
| ----------------------- | ------------- | -------------------- |
| Atlètic Club d'Escaldes | 0 – 3         | Budućnost Podgorica  |
| Tre Penne               | 1 – 7         | Breiðablik Kópavogur |
| Finale                  |               |                      |
| Team 1                  |               | Team 2               |
| Budućnost Podgorica     | 0 – 5         | Breiðablik Kópavogur |

### Eerste kwalificatieronde
Aan de eerste kwalificatieronde deden 30 clubs mee: 29 nieuwe clubs en de winnaar van de voorronde. De loting vond plaats op 20 juni 2023. De heenwedstrijden werden gespeeld op 11 en 12 juli, de terugwedstrijden op 18 en 19 juli 2023. De verliezende clubs stroomden door naar de tweede kwalificatieronde (kampioensroute) van de UEFA Europa Conference League.
| Team 1             | Tot.               | Team 2               | 1e wedstr. | 2e wedstr.   |
| ------------------ | ------------------ | -------------------- | ---------- | ------------ |
| BK Häcken          | 5 – 1              | The New Saints       | 3 – 1      | 2 – 0        |
| KF Ballkani        | 2 – 4              | PFK Loedogorets      | 2 – 0      | 0 – 4        |
| Shamrock Rovers    | 1 – 3              | Breiðablik Kópavogur | 0 – 1      | 1 – 2        |
| FK Žalgiris        | 2 – 1              | FK Struga            | 0 – 0      | 2 – 1        |
| KÍ Klaksvík        | 3 – 0              | Ferencváros          | 0 – 0      | 3 – 0        |
| Olimpija Ljubljana | 4 – 2              | Valmiera FC          | 2 – 1      | 2 – 1        |
| HJK Helsinki       | 3 – 2              | Larne FC             | 1 – 0      | 2 – 2 (n.v.) |
| Lincoln Red Imps   | 1 – 6              | FK Qarabağ           | 1 – 2      | 0 – 4        |
| Raków Częstochowa  | 4 – 0              | Flora Tallinn        | 1 – 0      | 3 – 0        |
| Slovan Bratislava  | 3 – 1              | Swift Hesperange     | 1 – 1      | 2 – 0        |
| Farul Constanța    | 1 – 3              | Sheriff Tiraspol     | 1 – 0      | 0 – 3 (n.v.) |
| Ħamrun Spartans    | 1 – 6              | Maccabi Haifa        | 0 – 4      | 1 – 2        |
| FC Urartu          | 3 – 3 (3 – 4 pen.) | Zrinjski Mostar      | 0 – 1      | 3 – 2 (n.v.) |
| Partizan Tirana    | 1 – 3              | BATE Borisov         | 1 – 1      | 0 – 2        |
| Astana FK          | 3 – 2              | Dinamo Tbilisi       | 1 – 1      | 2 – 1        |

Na deze loting bepaalde een andere loting dat de verliezers van de wedstrijden Lincoln Red Imps – FK Qarabağ en Raków Częstochowa – Flora Tallinn werden vrijgeloot van deelname aan de tweede kwalificatieronde (kampioensroute) van de UEFA Europa Conference League, waardoor de verliezers direct doorstromen naar de derde kwalificatieronde (kampioensroute) van de UEFA Europa Conference League.

### Tweede kwalificatieronde
De tweede kwalificatieronde bestond uit twee aparte constructies: een voor kampioenen en een voor niet-kampioenen. De loting vond plaats op 21 juni 2023. De heenwedstrijden worden gespeeld op 25 en 26 juli, de terugwedstrijden op 1 en 2 augustus 2023. De verliezende clubs uit beide constructies stroomden door naar de derde kwalificatieronde van de UEFA Europa League.

#### Kampioenen
Aan de tweede kwalificatieronde voor kampioenen deden 20 clubs mee: 5 nieuwe clubs en de 15 winnaars van de eerste kwalificatieronde.
| Team 1               | Tot.               | Team 2             | 1e wedstr. | 2e wedstr.   |
| -------------------- | ------------------ | ------------------ | ---------- | ------------ |
| FK Žalgiris          | 2 – 3              | Galatasaray SK     | 2 – 2      | 0 – 1        |
| PFK Loedogorets      | 2 – 3              | Olimpija Ljubljana | 1 – 1      | 1 – 2        |
| Raków Częstochowa    | 4 – 3              | FK Qarabağ         | 3 – 2      | 1 – 1        |
| KÍ Klaksvík          | 3 – 3 (4 – 3 pen.) | BK Häcken          | 0 – 0      | 3 – 3 (n.v.) |
| HJK Helsinki         | 1 – 2              | Molde FK           | 1 – 0      | 0 – 2        |
| Breiðablik Kópavogur | 3 – 8              | FC Kopenhagen      | 0 – 2      | 3 – 6        |
| Sheriff Tiraspol     | 2 – 4              | Maccabi Haifa      | 1 – 0      | 1 – 4 (n.v.) |
| Aris Limasol         | 11 – 5             | BATE Borisov       | 6 – 2      | 5 – 3        |
| Zrinjski Mostar      | 2 – 3              | Slovan Bratislava  | 0 – 1      | 2 – 2        |
| Dinamo Zagreb        | 6 – 0              | Astana FK          | 4 – 0      | 2 – 0        |

#### Niet-kampioenen
Aan de tweede kwalificatieronde voor niet-kampioenen deden 4 clubs mee.
| Team 1      | Tot.               | Team 2        | 1e wedstr. | 2e wedstr.   |
| ----------- | ------------------ | ------------- | ---------- | ------------ |
| Dnipro-1    | 3 – 5              | Panathinaikos | 1 – 3      | 2 – 2        |
| Servette FC | 3 – 3 (4 – 1 pen.) | KRC Genk      | 1 – 1      | 2 – 2 (n.v.) |

### Derde kwalificatieronde
De derde kwalificatieronde bestond uit twee aparte constructies: één voor kampioenen en één voor niet-kampioenen. De verliezende clubs vanuit de constructie kampioenen stroomden door naar de play-offronde van de UEFA Europa League en de verliezende clubs vanuit de constructie niet-kampioenen stroomden door naar de groepsfase van de UEFA Europa League. De loting vond plaats op 24 juli 2023. De heenwedstrijden werden gespeeld op 8, 9 en 15 augustus, de terugwedstrijden op 15 en 19 augustus 2023.

#### Kampioenen
Aan de derde kwalificatieronde voor kampioenen deden 12 clubs mee: 2 nieuwe clubs en de 10 winnaars van de tweede kwalificatieronde voor kampioenen.
| Team 1             | Tot.               | Team 2         | 1e wedstr. | 2e wedstr.   |
| ------------------ | ------------------ | -------------- | ---------- | ------------ |
| Raków Częstochowa  | 3 – 1              | Aris Limasol   | 2 – 1      | 1 – 0        |
| Slovan Bratislava  | 2 – 5              | Maccabi Haifa  | 1 – 2      | 1 – 3        |
| Dinamo Zagreb      | 3 – 4 *            | AEK Athene     | 1 – 2      | 2 – 2        |
| Olimpija Ljubljana | 0 – 4              | Galatasaray SK | 0 – 3      | 0 – 1        |
| FC Kopenhagen      | 3 – 3 (4 – 2 pen.) | Sparta Praag   | 0 – 0      | 3 – 3 (n.v.) |
| KÍ Klaksvík        | 2 – 3              | Molde FK       | 2 – 1      | 0 – 2 (n.v.) |

Bijz.: * Deze wedstrijd werd omgedraaid na de oorspronkelijke loting, doordat er rellen tussen hooligans van AEK Athene en Dinamo Zagreb op de avond voor de wedstrijd zijn geweest. Hierdoor bezweek een Griekse supporter in het ziekenhuis aan zijn verwondingen.

#### Niet-kampioenen
Aan de derde kwalificatieronde voor niet-kampioenen deden 8 clubs mee: 6 nieuwe clubs en de 2 winnaars van de tweede kwalificatieronde voor niet-kampioenen.
| Team 1        | Tot.               | Team 2              | 1e wedstr. | 2e wedstr.   |
| ------------- | ------------------ | ------------------- | ---------- | ------------ |
| SC Braga      | 7 – 1              | TSC Bačka Topola    | 3 – 0      | 4 – 1        |
| Rangers FC    | 3 – 2              | Servette FC         | 2 – 1      | 1 – 1        |
| Panathinaikos | 2 – 2 (5 – 3 pen.) | Olympique Marseille | 1 – 0      | 1 – 2 (n.v.) |
| PSV           | 7 – 2              | Sturm Graz          | 4 – 1      | 3 – 1        |

### Play-offronde
De play-offronde bestond uit twee aparte constructies: een voor kampioenen en een voor niet-kampioenen. De loting vond plaats op 7 augustus 2023. De heenwedstrijden werden gespeeld op 22 en 23 augustus, de terugwedstrijden op 29 en 30 augustus 2023. De verliezende clubs van beide constructies stroomden door naar de groepsfase van de UEFA Europa League.

#### Kampioenen
Aan de play-offronde voor kampioenen deden 8 clubs mee: 2 nieuwe clubs en de 6 winnaars van de derde kwalificatieronde voor kampioenen.
| Team 1            | Tot.  | Team 2         | 1e wedstr. | 2e wedstr. |
| ----------------- | ----- | -------------- | ---------- | ---------- |
| Maccabi Haifa     | 0 – 3 | BSC Young Boys | 0 – 0      | 0 – 3      |
| Antwerp FC        | 3 – 1 | AEK Athene     | 1 – 0      | 2 – 1      |
| Raków Częstochowa | 1 – 2 | FC Kopenhagen  | 0 – 1      | 1 – 1      |
| Molde FK          | 3 – 5 | Galatasaray SK | 2 – 3      | 1 – 2      |

#### Niet-kampioenen
Aan de play-offronde voor niet-kampioenen deden de 4 winnaars van de derde kwalificatieronde voor niet-kampioenen mee.
| Team 1     | Tot.  | Team 2        | 1e wedstr. | 2e wedstr. |
| ---------- | ----- | ------------- | ---------- | ---------- |
| Rangers FC | 3 – 7 | PSV           | 2 – 2      | 1 – 5      |
| SC Braga   | 3 – 1 | Panathinaikos | 2 – 1      | 1 – 0      |

## Hoofdtoernooi

### Groepsfase
De loting vond plaats op 31 augustus 2023 in Monaco. Een totaal van 32 clubs werden verdeeld over 8 groepen van elk 4 clubs, met de regel dat clubs uit hetzelfde land niet in dezelfde groep konden komen. De 32 clubs bestonden uit 26 rechtstreeks geplaatste clubs en de 6 winnaars van de play-offronde uit beide constructies.
Potindeling
| Pot 1               | Pot 1   |
| Team                | Coeff.  |
| ------------------- | ------- |
| Manchester City TH  | 145.000 |
| Sevilla FC EL–TH    | 091.000 |
| FC Barcelona        | 098.000 |
| SSC Napoli          | 081.000 |
| Bayern München      | 136.000 |
| Paris Saint-Germain | 112.000 |
| SL Benfica          | 082.000 |
| Feyenoord           | 051.000 |

| Pot 2             | Pot 2   |
| Team              | Coeff.  |
| ----------------- | ------- |
| Real Madrid       | 121.000 |
| Manchester United | 104.000 |
| Internazionale    | 096.000 |
| Borussia Dortmund | 086.000 |
| Atlético Madrid   | 085.000 |
| RB Leipzig        | 084.000 |
| FC Porto          | 081.000 |
| Arsenal FC        | 076.000 |

| Pot 3              | Pot 3  |
| Team               | Coeff. |
| ------------------ | ------ |
| Sjachtar Donetsk   | 63.000 |
| Red Bull Salzburg  | 59.000 |
| AC Milan           | 50.000 |
| SC Braga           | 44.000 |
| PSV                | 43.000 |
| SS Lazio           | 42.000 |
| Rode Ster Belgrado | 42.000 |
| FC Kopenhagen      | 40.500 |

| Pot 4            | Pot 4  |
| Team             | Coeff. |
| ---------------- | ------ |
| Young Boys       | 34.500 |
| Real Sociedad    | 33.000 |
| Galatasaray SK   | 31.500 |
| Celtic FC        | 31.000 |
| Newcastle United | 21.914 |
| Union Berlin     | 17.000 |
| Antwerp FC       | 17.000 |
| RC Lens          | 12.232 |

| Legendakleuren in de tabellen                                  |
| Groepswinnaars en nummers twee gaan door naar de knock-outfase |
| Nummers 3 gaan door naar de tussenronde van de Europa League.  |
| Uitgeschakeld                                                  |

#### Criteria voor opmaak van de stand
De stand wordt bepaald aan het aantal behaalde punten, waarbij een ploeg 3 punten krijgt bij een overwinning, 1 punt bij een gelijkspel en 0 punten bij een nederlaag.
Indien 2 of meer ploegen hetzelfde aantal punten behalen gelden de volgende aanvullende criteria:
1. Meeste behaalde punten in wedstrijden tussen de betrokken ploegen.
2. Beste doelsaldo in wedstrijden tussen de betrokken ploegen.
3. Hoogste aantal gescoorde doelpunten in wedstrijden tussen de betrokken ploegen.
4. Wanneer toepassing van criteria a. t/m c. nog altijd leidde tot een gelijke stand voor meerdere ploegen, werden deze criteria herhaald voor alleen die ploegen. Dit uiteraard mits dit niet exact dezelfde ploegen waren als voorheen.
5. Beste doelsaldo in alle groepswedstrijden.
6. Hoogste aantal gescoorde doelpunten in alle groepswedstrijden.
7. Hoogste aantal gescoorde uitdoelpunten in alle groepswedstrijden.
8. Hoogste aantal overwinningen in alle groepswedstrijden.
9. Hoogste aantal uitoverwinningen in alle groepswedstrijden.
10. Minste aantal disciplinaire strafpunten.
11. Hoogste UEFA clubcoëfficiënt.

#### Groep A
| Pos | Team              | Wed | W | G | V | Ptn | DV | DT | +/− | Kwalificatie            |  | BAY   | KPH   | GAL   | MUN   |
| --- | ----------------- | --- | - | - | - | --- | -- | -- | --- | ----------------------- |  | ----- | ----- | ----- | ----- |
| 1   | Bayern München    | 6   | 5 | 1 | 0 | 16  | 12 | 6  | +6  | Naar de achtste finales |  |       | 0 – 0 | 2 – 1 | 4 – 3 |
| 2   | FC Kopenhagen     | 6   | 2 | 2 | 2 | 8   | 8  | 8  | 0   | Naar de achtste finales |  | 1 – 2 |       | 1 – 0 | 4 – 3 |
| 3   | Galatasaray SK    | 6   | 1 | 2 | 3 | 5   | 10 | 13 | −3  | Naar de tussenronde EL  |  | 0 – 3 | 2 – 2 |       | 3 – 3 |
| 4   | Manchester United | 6   | 1 | 1 | 4 | 4   | 12 | 15 | −3  |                         |  | 0 – 1 | 1 – 0 | 2 – 3 |       |

##### Wedstrijden
|                             |                   |         |                                               | |
| 20 september 2023 18:45 uur | Galatasaray SK    | 2 – 2   | FC Kopenhagen                                 | Stadion: Ali Sami Yen Spor Kompleksi Rams Park, Istanbul Toeschouwers: 46.911 Scheidsrechter: Georgi Kabakov Video-assistent: Ivajlo Stojanov AVAR: Dragomir Draganov |
| 20 september 2023 18:45 uur | Boey 86' Tetê 88' | Verslag | 35' Elyounoussi 58' Gonçalves 52', 73' Jelert | Stadion: Ali Sami Yen Spor Kompleksi Rams Park, Istanbul Toeschouwers: 46.911 Scheidsrechter: Georgi Kabakov Video-assistent: Ivajlo Stojanov AVAR: Dragomir Draganov |
| 20 september 2023 18:45 uur |                   |         |                                               | Stadion: Ali Sami Yen Spor Kompleksi Rams Park, Istanbul Toeschouwers: 46.911 Scheidsrechter: Georgi Kabakov Video-assistent: Ivajlo Stojanov AVAR: Dragomir Draganov |
| 20 september 2023 18:45 uur |                   |         |                                               | Stadion: Ali Sami Yen Spor Kompleksi Rams Park, Istanbul Toeschouwers: 46.911 Scheidsrechter: Georgi Kabakov Video-assistent: Ivajlo Stojanov AVAR: Dragomir Draganov |
|                             |                   |         |                                               | |

|                             |                                               |         |                                 | |
| 20 september 2023 21:00 uur | Bayern München                                | 4 – 3   | Manchester United               | Stadion: Allianz Arena, München Toeschouwers: 75.000 Scheidsrechter: Glenn Nyberg Video-assistent: Pol van Boekel AVAR: Alejandro Hernández |
| 20 september 2023 21:00 uur | Sané 28' Gnabry 32' Kane 53' (pen.) Tel 90+2' | Verslag | 49' Højlund 88', 90+5' Casemiro | Stadion: Allianz Arena, München Toeschouwers: 75.000 Scheidsrechter: Glenn Nyberg Video-assistent: Pol van Boekel AVAR: Alejandro Hernández |
| 20 september 2023 21:00 uur |                                               |         |                                 | Stadion: Allianz Arena, München Toeschouwers: 75.000 Scheidsrechter: Glenn Nyberg Video-assistent: Pol van Boekel AVAR: Alejandro Hernández |
| 20 september 2023 21:00 uur |                                               |         |                                 | Stadion: Allianz Arena, München Toeschouwers: 75.000 Scheidsrechter: Glenn Nyberg Video-assistent: Pol van Boekel AVAR: Alejandro Hernández |
|                             |                                               |         |                                 | |

|                          |                                    |         |                                                | |
| 3 oktober 2023 21:00 uur | Manchester United                  | 2 – 3   | Galatasaray SK                                 | Stadion: Old Trafford, Manchester Toeschouwers: 73.704 Scheidsrechter: Ivan Kružliak Video-assistent: Bastian Dankert AVAR: Bram Van Driessche |
| 3 oktober 2023 21:00 uur | Højlund 17', 67' Casemiro 34', 77' | Verslag | 23' Zaha 71' Aktürkoğlu 78' (pen.), 81' Icardi | Stadion: Old Trafford, Manchester Toeschouwers: 73.704 Scheidsrechter: Ivan Kružliak Video-assistent: Bastian Dankert AVAR: Bram Van Driessche |
| 3 oktober 2023 21:00 uur |                                    |         |                                                | Stadion: Old Trafford, Manchester Toeschouwers: 73.704 Scheidsrechter: Ivan Kružliak Video-assistent: Bastian Dankert AVAR: Bram Van Driessche |
| 3 oktober 2023 21:00 uur |                                    |         |                                                | Stadion: Old Trafford, Manchester Toeschouwers: 73.704 Scheidsrechter: Ivan Kružliak Video-assistent: Bastian Dankert AVAR: Bram Van Driessche |
|                          |                                    |         |                                                | |

|                          |               |         |                     | |
| 3 oktober 2023 21:00 uur | FC Kopenhagen | 1 – 2   | Bayern München      | Stadion: Telia Parken, Kopenhagen Toeschouwers: 35.690 Scheidsrechter: Orel Grinfeeld Video-assistent: Roi Reinshreiber AVAR: Ziv Adler |
| 3 oktober 2023 21:00 uur | Lerager 55'   | Verslag | 67' Musiala 83' Tel | Stadion: Telia Parken, Kopenhagen Toeschouwers: 35.690 Scheidsrechter: Orel Grinfeeld Video-assistent: Roi Reinshreiber AVAR: Ziv Adler |
| 3 oktober 2023 21:00 uur |               |         |                     | Stadion: Telia Parken, Kopenhagen Toeschouwers: 35.690 Scheidsrechter: Orel Grinfeeld Video-assistent: Roi Reinshreiber AVAR: Ziv Adler |
| 3 oktober 2023 21:00 uur |               |         |                     | Stadion: Telia Parken, Kopenhagen Toeschouwers: 35.690 Scheidsrechter: Orel Grinfeeld Video-assistent: Roi Reinshreiber AVAR: Ziv Adler |
|                          |               |         |                     | |

|                           |                   |         |                               | |
| 24 oktober 2023 18:45 uur | Galatasaray SK    | 1 – 3   | Bayern München                | Stadion: Ali Sami Yen Spor Kompleksi Rams Park, Istanbul Toeschouwers: 51.776 Scheidsrechter: Davide Massa Video-assistent: Aleandro Di Paolo AVAR: Gianluca Aureliano |
| 24 oktober 2023 18:45 uur | Icardi 30' (pen.) | Verslag | 8' Coman 73' Kane 79' Musiala | Stadion: Ali Sami Yen Spor Kompleksi Rams Park, Istanbul Toeschouwers: 51.776 Scheidsrechter: Davide Massa Video-assistent: Aleandro Di Paolo AVAR: Gianluca Aureliano |
| 24 oktober 2023 18:45 uur |                   |         |                               | Stadion: Ali Sami Yen Spor Kompleksi Rams Park, Istanbul Toeschouwers: 51.776 Scheidsrechter: Davide Massa Video-assistent: Aleandro Di Paolo AVAR: Gianluca Aureliano |
| 24 oktober 2023 18:45 uur |                   |         |                               | Stadion: Ali Sami Yen Spor Kompleksi Rams Park, Istanbul Toeschouwers: 51.776 Scheidsrechter: Davide Massa Video-assistent: Aleandro Di Paolo AVAR: Gianluca Aureliano |
|                           |                   |         |                               | |

|                           |                   |         |                      | |
| 24 oktober 2023 21:00 uur | Manchester United | 1 – 0   | FC Kopenhagen        | Stadion: Old Trafford, Manchester Toeschouwers: 73.249 Scheidsrechter: Marco Guida Video-assistent: Simone Sozza AVAR: Massimiliano Irrati |
| 24 oktober 2023 21:00 uur | Maguire 72'       | Verslag | 90+7' (pen.) Larsson | Stadion: Old Trafford, Manchester Toeschouwers: 73.249 Scheidsrechter: Marco Guida Video-assistent: Simone Sozza AVAR: Massimiliano Irrati |
| 24 oktober 2023 21:00 uur |                   |         |                      | Stadion: Old Trafford, Manchester Toeschouwers: 73.249 Scheidsrechter: Marco Guida Video-assistent: Simone Sozza AVAR: Massimiliano Irrati |
| 24 oktober 2023 21:00 uur |                   |         |                      | Stadion: Old Trafford, Manchester Toeschouwers: 73.249 Scheidsrechter: Marco Guida Video-assistent: Simone Sozza AVAR: Massimiliano Irrati |
|                           |                   |         |                      | |

|                           |                                                                 |         |                                                   | |
| 8 november 2023 21:00 uur | FC Kopenhagen                                                   | 4 – 3   | Manchester United                                 | Stadion: Telia Parken, Kopenhagen Toeschouwers: 36.099 Scheidsrechter: Donatas Rumšas Video-assistent: Tomasz Kwiatkowski AVAR: Carlos del Cerro Grande |
| 8 november 2023 21:00 uur | Elyounoussi 45' Gonçalves 45+9' (pen.) Lerager 83' Bardghji 87' | Verslag | 3', 28' Højlund 40' Rashford 69' (pen.) Fernandes | Stadion: Telia Parken, Kopenhagen Toeschouwers: 36.099 Scheidsrechter: Donatas Rumšas Video-assistent: Tomasz Kwiatkowski AVAR: Carlos del Cerro Grande |
| 8 november 2023 21:00 uur |                                                                 |         |                                                   | Stadion: Telia Parken, Kopenhagen Toeschouwers: 36.099 Scheidsrechter: Donatas Rumšas Video-assistent: Tomasz Kwiatkowski AVAR: Carlos del Cerro Grande |
| 8 november 2023 21:00 uur |                                                                 |         |                                                   | Stadion: Telia Parken, Kopenhagen Toeschouwers: 36.099 Scheidsrechter: Donatas Rumšas Video-assistent: Tomasz Kwiatkowski AVAR: Carlos del Cerro Grande |
|                           |                                                                 |         |                                                   | |

|                           |                |         |                | |
| 8 november 2023 21:00 uur | Bayern München | 2 – 1   | Galatasaray SK | Stadion: Allianz Arena, München Toeschouwers: 75.000 Scheidsrechter: António Nobre Video-assistent: Tiago Martins AVAR: Juan Martínez Munuera |
| 8 november 2023 21:00 uur | Kane 80', 86'  | Verslag | 90+3' Bakambu  | Stadion: Allianz Arena, München Toeschouwers: 75.000 Scheidsrechter: António Nobre Video-assistent: Tiago Martins AVAR: Juan Martínez Munuera |
| 8 november 2023 21:00 uur |                |         |                | Stadion: Allianz Arena, München Toeschouwers: 75.000 Scheidsrechter: António Nobre Video-assistent: Tiago Martins AVAR: Juan Martínez Munuera |
| 8 november 2023 21:00 uur |                |         |                | Stadion: Allianz Arena, München Toeschouwers: 75.000 Scheidsrechter: António Nobre Video-assistent: Tiago Martins AVAR: Juan Martínez Munuera |
|                           |                |         |                | |

|                            |                                |         |                                          | |
| 29 november 2023 18:45 uur | Galatasaray SK                 | 3 – 3   | Manchester United                        | Stadion: Ali Sami Yen Spor Kompleksi Rams Park, Istanbul Toeschouwers: 51.733 Scheidsrechter: José María Sánchez Martínez Video-assistent: Ricardo de Burgos Bengoetxea AVAR: Juan Martínez Munuera |
| 29 november 2023 18:45 uur | Ziyech 29', 62' Aktürkoğlu 71' | Verslag | 11' Garnacho 18' Fernandes 55' McTominay | Stadion: Ali Sami Yen Spor Kompleksi Rams Park, Istanbul Toeschouwers: 51.733 Scheidsrechter: José María Sánchez Martínez Video-assistent: Ricardo de Burgos Bengoetxea AVAR: Juan Martínez Munuera |
| 29 november 2023 18:45 uur |                                |         |                                          | Stadion: Ali Sami Yen Spor Kompleksi Rams Park, Istanbul Toeschouwers: 51.733 Scheidsrechter: José María Sánchez Martínez Video-assistent: Ricardo de Burgos Bengoetxea AVAR: Juan Martínez Munuera |
| 29 november 2023 18:45 uur |                                |         |                                          | Stadion: Ali Sami Yen Spor Kompleksi Rams Park, Istanbul Toeschouwers: 51.733 Scheidsrechter: José María Sánchez Martínez Video-assistent: Ricardo de Burgos Bengoetxea AVAR: Juan Martínez Munuera |
|                            |                                |         |                                          | |

|                            |                |       |               | |
| 29 november 2023 21:00 uur | Bayern München | 0 – 0 | FC Kopenhagen | Stadion: Allianz Arena, München Toeschouwers: 75.000 Scheidsrechter: Stéphanie Frappart Video-assistent: Carlos del Cerro Grande AVAR: Alejandro Hernández |
| 29 november 2023 21:00 uur | Verslag        |       |               | Stadion: Allianz Arena, München Toeschouwers: 75.000 Scheidsrechter: Stéphanie Frappart Video-assistent: Carlos del Cerro Grande AVAR: Alejandro Hernández |
| 29 november 2023 21:00 uur |                |       |               | Stadion: Allianz Arena, München Toeschouwers: 75.000 Scheidsrechter: Stéphanie Frappart Video-assistent: Carlos del Cerro Grande AVAR: Alejandro Hernández |
| 29 november 2023 21:00 uur |                |       |               | Stadion: Allianz Arena, München Toeschouwers: 75.000 Scheidsrechter: Stéphanie Frappart Video-assistent: Carlos del Cerro Grande AVAR: Alejandro Hernández |
|                            |                |       |               | |

|                            |                       |         |                | |
| 12 december 2023 21:00 uur | FC Kopenhagen         | 1 – 0   | Galatasaray SK | Stadion: Telia Parken, Kopenhagen Toeschouwers: 34.726 Scheidsrechter: Daniele Orsato Video-assistent: Massimiliano Irrati AVAR: Paolo Valeri |
| 12 december 2023 21:00 uur | Lerager 58', 85', 90' | Verslag |                | Stadion: Telia Parken, Kopenhagen Toeschouwers: 34.726 Scheidsrechter: Daniele Orsato Video-assistent: Massimiliano Irrati AVAR: Paolo Valeri |
| 12 december 2023 21:00 uur |                       |         |                | Stadion: Telia Parken, Kopenhagen Toeschouwers: 34.726 Scheidsrechter: Daniele Orsato Video-assistent: Massimiliano Irrati AVAR: Paolo Valeri |
| 12 december 2023 21:00 uur |                       |         |                | Stadion: Telia Parken, Kopenhagen Toeschouwers: 34.726 Scheidsrechter: Daniele Orsato Video-assistent: Massimiliano Irrati AVAR: Paolo Valeri |
|                            |                       |         |                | |

|                            |                   |         |                | |
| 12 december 2023 21:00 uur | Manchester United | 0 – 1   | Bayern München | Stadion: Old Trafford, Manchester Toeschouwers: 73.073 Scheidsrechter: Espen Eskås Video-assistent: Pol van Boekel AVAR: Clay Ruperti |
| 12 december 2023 21:00 uur |                   | Verslag | 71' Coman      | Stadion: Old Trafford, Manchester Toeschouwers: 73.073 Scheidsrechter: Espen Eskås Video-assistent: Pol van Boekel AVAR: Clay Ruperti |
| 12 december 2023 21:00 uur |                   |         |                | Stadion: Old Trafford, Manchester Toeschouwers: 73.073 Scheidsrechter: Espen Eskås Video-assistent: Pol van Boekel AVAR: Clay Ruperti |
| 12 december 2023 21:00 uur |                   |         |                | Stadion: Old Trafford, Manchester Toeschouwers: 73.073 Scheidsrechter: Espen Eskås Video-assistent: Pol van Boekel AVAR: Clay Ruperti |
|                            |                   |         |                | |

#### Groep B
| Pos | Team       | Wed | W | G | V | Ptn | DV | DT | +/− | Kwalificatie            |  | ARS   | PSV   | LEN   | SEV   |
| --- | ---------- | --- | - | - | - | --- | -- | -- | --- | ----------------------- |  | ----- | ----- | ----- | ----- |
| 1   | Arsenal FC | 6   | 4 | 1 | 1 | 13  | 16 | 4  | +12 | Naar de achtste finales |  |       | 4 – 0 | 6 – 0 | 2 – 0 |
| 2   | PSV        | 6   | 2 | 3 | 1 | 9   | 8  | 10 | −2  | Naar de achtste finales |  | 1 – 1 |       | 1 – 0 | 2 – 2 |
| 3   | RC Lens    | 6   | 2 | 2 | 2 | 8   | 6  | 11 | −5  | Naar de tussenronde EL  |  | 2 – 1 | 1 – 1 |       | 2 – 1 |
| 4   | Sevilla FC | 6   | 0 | 2 | 4 | 2   | 7  | 12 | −5  |                         |  | 1 – 2 | 2 – 3 | 1 – 1 |       |

##### Wedstrijden
|                             |            |         |             | |
| 20 september 2023 21:00 uur | Sevilla FC | 1 – 1   | RC Lens     | Stadion: Estadio Ramón Sánchez Pizjuán, Sevilla Toeschouwers: 33.544 Scheidsrechter: Tobias Stieler Video-assistent: Bastian Dankert AVAR: Nejc Kajtazović |
| 20 september 2023 21:00 uur | Ocampos 9' | Verslag | 24' Fulgini | Stadion: Estadio Ramón Sánchez Pizjuán, Sevilla Toeschouwers: 33.544 Scheidsrechter: Tobias Stieler Video-assistent: Bastian Dankert AVAR: Nejc Kajtazović |
| 20 september 2023 21:00 uur |            |         |             | Stadion: Estadio Ramón Sánchez Pizjuán, Sevilla Toeschouwers: 33.544 Scheidsrechter: Tobias Stieler Video-assistent: Bastian Dankert AVAR: Nejc Kajtazović |
| 20 september 2023 21:00 uur |            |         |             | Stadion: Estadio Ramón Sánchez Pizjuán, Sevilla Toeschouwers: 33.544 Scheidsrechter: Tobias Stieler Video-assistent: Bastian Dankert AVAR: Nejc Kajtazović |
|                             |            |         |             | |

|                             |                                             |         |     | |
| 20 september 2023 21:00 uur | Arsenal FC                                  | 4 – 0   | PSV | Stadion: Emirates Stadium, Londen Toeschouwers: 58.860 Scheidsrechter: Felix Zwayer Video-assistent: Marco Fritz AVAR: Juan Martínez Munuera |
| 20 september 2023 21:00 uur | Saka 8' Trossard 20' Jesus 38' Ødegaard 70' | Verslag |     | Stadion: Emirates Stadium, Londen Toeschouwers: 58.860 Scheidsrechter: Felix Zwayer Video-assistent: Marco Fritz AVAR: Juan Martínez Munuera |
| 20 september 2023 21:00 uur |                                             |         |     | Stadion: Emirates Stadium, Londen Toeschouwers: 58.860 Scheidsrechter: Felix Zwayer Video-assistent: Marco Fritz AVAR: Juan Martínez Munuera |
| 20 september 2023 21:00 uur |                                             |         |     | Stadion: Emirates Stadium, Londen Toeschouwers: 58.860 Scheidsrechter: Felix Zwayer Video-assistent: Marco Fritz AVAR: Juan Martínez Munuera |
|                             |                                             |         |     | |

|                          |                        |         |            | |
| 3 oktober 2023 21:00 uur | RC Lens                | 2 – 1   | Arsenal FC | Stadion: Stade Bollaert-Delelis, Lens Toeschouwers: 37.040 Scheidsrechter: Marco Guida Video-assistent: Paolo Valeri AVAR: Michael Fabbri |
| 3 oktober 2023 21:00 uur | Thomasson 25' Wahi 69' | Verslag | 14' Jesus  | Stadion: Stade Bollaert-Delelis, Lens Toeschouwers: 37.040 Scheidsrechter: Marco Guida Video-assistent: Paolo Valeri AVAR: Michael Fabbri |
| 3 oktober 2023 21:00 uur |                        |         |            | Stadion: Stade Bollaert-Delelis, Lens Toeschouwers: 37.040 Scheidsrechter: Marco Guida Video-assistent: Paolo Valeri AVAR: Michael Fabbri |
| 3 oktober 2023 21:00 uur |                        |         |            | Stadion: Stade Bollaert-Delelis, Lens Toeschouwers: 37.040 Scheidsrechter: Marco Guida Video-assistent: Paolo Valeri AVAR: Michael Fabbri |
|                          |                        |         |            | |

|                          |                               |         |                          | |
| 3 oktober 2023 21:00 uur | PSV                           | 2 – 2   | Sevilla FC               | Stadion: Philips Stadion, Eindhoven Toeschouwers: 34.203 Scheidsrechter: Daniele Orsato Video-assistent: Massimiliano Irrati AVAR: Tiago Martins |
| 3 oktober 2023 21:00 uur | De Jong 86' (pen.) Teze 90+5' | Verslag | 68' Gudelj 87' En-Nesyri | Stadion: Philips Stadion, Eindhoven Toeschouwers: 34.203 Scheidsrechter: Daniele Orsato Video-assistent: Massimiliano Irrati AVAR: Tiago Martins |
| 3 oktober 2023 21:00 uur |                               |         |                          | Stadion: Philips Stadion, Eindhoven Toeschouwers: 34.203 Scheidsrechter: Daniele Orsato Video-assistent: Massimiliano Irrati AVAR: Tiago Martins |
| 3 oktober 2023 21:00 uur |                               |         |                          | Stadion: Philips Stadion, Eindhoven Toeschouwers: 34.203 Scheidsrechter: Daniele Orsato Video-assistent: Massimiliano Irrati AVAR: Tiago Martins |
|                          |                               |         |                          | |

|                           |            |         |                            | |
| 24 oktober 2023 21:00 uur | Sevilla FC | 1 – 2   | Arsenal FC                 | Stadion: Estadio Ramón Sánchez Pizjuán, Sevilla Toeschouwers: 39.595 Scheidsrechter: Glenn Nyberg Video-assistent: Marco Fritz AVAR: Nejc Kajtazović |
| 24 oktober 2023 21:00 uur | Gudelj 58' | Verslag | 45+4' Martinelli 53' Jesus | Stadion: Estadio Ramón Sánchez Pizjuán, Sevilla Toeschouwers: 39.595 Scheidsrechter: Glenn Nyberg Video-assistent: Marco Fritz AVAR: Nejc Kajtazović |
| 24 oktober 2023 21:00 uur |            |         |                            | Stadion: Estadio Ramón Sánchez Pizjuán, Sevilla Toeschouwers: 39.595 Scheidsrechter: Glenn Nyberg Video-assistent: Marco Fritz AVAR: Nejc Kajtazović |
| 24 oktober 2023 21:00 uur |            |         |                            | Stadion: Estadio Ramón Sánchez Pizjuán, Sevilla Toeschouwers: 39.595 Scheidsrechter: Glenn Nyberg Video-assistent: Marco Fritz AVAR: Nejc Kajtazović |
|                           |            |         |                            | |

|                           |          |         |              | |
| 24 oktober 2023 21:00 uur | RC Lens  | 1 – 1   | PSV          | Stadion: Stade Bollaert-Delelis, Lens Toeschouwers: 38.133 Scheidsrechter: Radu Petrescu Video-assistent: Cătălin Popa AVAR: Tomasz Kwiatkowski |
| 24 oktober 2023 21:00 uur | Wahi 65' | Verslag | 54' Bakayoko | Stadion: Stade Bollaert-Delelis, Lens Toeschouwers: 38.133 Scheidsrechter: Radu Petrescu Video-assistent: Cătălin Popa AVAR: Tomasz Kwiatkowski |
| 24 oktober 2023 21:00 uur |          |         |              | Stadion: Stade Bollaert-Delelis, Lens Toeschouwers: 38.133 Scheidsrechter: Radu Petrescu Video-assistent: Cătălin Popa AVAR: Tomasz Kwiatkowski |
| 24 oktober 2023 21:00 uur |          |         |              | Stadion: Stade Bollaert-Delelis, Lens Toeschouwers: 38.133 Scheidsrechter: Radu Petrescu Video-assistent: Cătălin Popa AVAR: Tomasz Kwiatkowski |
|                           |          |         |              | |

|                           |                       |         |            | |
| 8 november 2023 21:00 uur | Arsenal FC            | 2 – 0   | Sevilla FC | Stadion: Emirates Stadium, Londen Toeschouwers: 60.024 Scheidsrechter: István Kovács Video-assistent: Bastian Dankert AVAR: Benoît Millot |
| 8 november 2023 21:00 uur | Trossard 29' Saka 64' | Verslag |            | Stadion: Emirates Stadium, Londen Toeschouwers: 60.024 Scheidsrechter: István Kovács Video-assistent: Bastian Dankert AVAR: Benoît Millot |
| 8 november 2023 21:00 uur |                       |         |            | Stadion: Emirates Stadium, Londen Toeschouwers: 60.024 Scheidsrechter: István Kovács Video-assistent: Bastian Dankert AVAR: Benoît Millot |
| 8 november 2023 21:00 uur |                       |         |            | Stadion: Emirates Stadium, Londen Toeschouwers: 60.024 Scheidsrechter: István Kovács Video-assistent: Bastian Dankert AVAR: Benoît Millot |
|                           |                       |         |            | |

|                           |             |         |                       | |
| 8 november 2023 21:00 uur | PSV         | 1 – 0   | RC Lens               | Stadion: Philips Stadion, Eindhoven Toeschouwers: 32.000 Scheidsrechter: Daniel Siebert Video-assistent: Christian Dingert AVAR: Paolo Valeri |
| 8 november 2023 21:00 uur | De Jong 12' | Verslag | 82', 90+2' Guilavogui | Stadion: Philips Stadion, Eindhoven Toeschouwers: 32.000 Scheidsrechter: Daniel Siebert Video-assistent: Christian Dingert AVAR: Paolo Valeri |
| 8 november 2023 21:00 uur |             |         |                       | Stadion: Philips Stadion, Eindhoven Toeschouwers: 32.000 Scheidsrechter: Daniel Siebert Video-assistent: Christian Dingert AVAR: Paolo Valeri |
| 8 november 2023 21:00 uur |             |         |                       | Stadion: Philips Stadion, Eindhoven Toeschouwers: 32.000 Scheidsrechter: Daniel Siebert Video-assistent: Christian Dingert AVAR: Paolo Valeri |
|                           |             |         |                       | |

|                            |                                                         |         |                                          | |
| 29 november 2023 18:45 uur | Sevilla FC                                              | 2 – 3   | PSV                                      | Stadion: Estadio Ramón Sánchez Pizjuán, Sevilla Toeschouwers: 29.403 Scheidsrechter: Davide Massa Video-assistent: Paolo Valeri AVAR: Massimiliano Irrati |
| 29 november 2023 18:45 uur | Ramos 24' En-Nesyri 47' Ocampos 63', 66' Fernando 90+7' | Verslag | 68' Saibari 81' (e.d.) Gudelj 90+2' Pepi | Stadion: Estadio Ramón Sánchez Pizjuán, Sevilla Toeschouwers: 29.403 Scheidsrechter: Davide Massa Video-assistent: Paolo Valeri AVAR: Massimiliano Irrati |
| 29 november 2023 18:45 uur |                                                         |         |                                          | Stadion: Estadio Ramón Sánchez Pizjuán, Sevilla Toeschouwers: 29.403 Scheidsrechter: Davide Massa Video-assistent: Paolo Valeri AVAR: Massimiliano Irrati |
| 29 november 2023 18:45 uur |                                                         |         |                                          | Stadion: Estadio Ramón Sánchez Pizjuán, Sevilla Toeschouwers: 29.403 Scheidsrechter: Davide Massa Video-assistent: Paolo Valeri AVAR: Massimiliano Irrati |
|                            |                                                         |         |                                          | |

|                            |                                                                                  |         |         | |
| 29 november 2023 21:00 uur | Arsenal FC                                                                       | 6 – 0   | RC Lens | Stadion: Emirates Stadium, Londen Toeschouwers: 59.987 Scheidsrechter: Artur Soares Dias Video-assistent: Tiago Martins AVAR: Hugo Miguel |
| 29 november 2023 21:00 uur | Havertz 13' Jesus 21' Saka 23' Martinelli 27' Ødegaard 45+1' Jorginho 86' (pen.) | Verslag |         | Stadion: Emirates Stadium, Londen Toeschouwers: 59.987 Scheidsrechter: Artur Soares Dias Video-assistent: Tiago Martins AVAR: Hugo Miguel |
| 29 november 2023 21:00 uur |                                                                                  |         |         | Stadion: Emirates Stadium, Londen Toeschouwers: 59.987 Scheidsrechter: Artur Soares Dias Video-assistent: Tiago Martins AVAR: Hugo Miguel |
| 29 november 2023 21:00 uur |                                                                                  |         |         | Stadion: Emirates Stadium, Londen Toeschouwers: 59.987 Scheidsrechter: Artur Soares Dias Video-assistent: Tiago Martins AVAR: Hugo Miguel |
|                            |                                                                                  |         |         | |

|                            |                                     |         |                  | |
| 12 december 2023 18:45 uur | RC Lens                             | 2 – 1   | Sevilla FC       | Stadion: Stade Bollaert-Delelis, Lens Toeschouwers: 37.456 Scheidsrechter: Felix Zwayer Video-assistent: Bastian Dankert AVAR: Sören Storks |
| 12 december 2023 18:45 uur | Frankowski 63' (pen.) Fulgini 90+6' | Verslag | 79' (pen.) Ramos | Stadion: Stade Bollaert-Delelis, Lens Toeschouwers: 37.456 Scheidsrechter: Felix Zwayer Video-assistent: Bastian Dankert AVAR: Sören Storks |
| 12 december 2023 18:45 uur |                                     |         |                  | Stadion: Stade Bollaert-Delelis, Lens Toeschouwers: 37.456 Scheidsrechter: Felix Zwayer Video-assistent: Bastian Dankert AVAR: Sören Storks |
| 12 december 2023 18:45 uur |                                     |         |                  | Stadion: Stade Bollaert-Delelis, Lens Toeschouwers: 37.456 Scheidsrechter: Felix Zwayer Video-assistent: Bastian Dankert AVAR: Sören Storks |
|                            |                                     |         |                  | |

|                            |               |         |             | |
| 12 december 2023 18:45 uur | PSV           | 1 – 1   | Arsenal FC  | Stadion: Philips Stadion, Eindhoven Toeschouwers: 35.000 Scheidsrechter: Tobias Stieler Video-assistent: Christian Dingert AVAR: Tiago Martins |
| 12 december 2023 18:45 uur | Vertessen 50' | Verslag | 42' Nketiah | Stadion: Philips Stadion, Eindhoven Toeschouwers: 35.000 Scheidsrechter: Tobias Stieler Video-assistent: Christian Dingert AVAR: Tiago Martins |
| 12 december 2023 18:45 uur |               |         |             | Stadion: Philips Stadion, Eindhoven Toeschouwers: 35.000 Scheidsrechter: Tobias Stieler Video-assistent: Christian Dingert AVAR: Tiago Martins |
| 12 december 2023 18:45 uur |               |         |             | Stadion: Philips Stadion, Eindhoven Toeschouwers: 35.000 Scheidsrechter: Tobias Stieler Video-assistent: Christian Dingert AVAR: Tiago Martins |
|                            |               |         |             | |

#### Groep C
| Pos | Team         | Wed | W | G | V | Ptn | DV | DT | +/− | Kwalificatie            |  | RMA   | NAP   | BRA   | UBE   |
| --- | ------------ | --- | - | - | - | --- | -- | -- | --- | ----------------------- |  | ----- | ----- | ----- | ----- |
| 1   | Real Madrid  | 6   | 6 | 0 | 0 | 18  | 16 | 7  | +9  | Naar de achtste finales |  |       | 4 – 2 | 3 – 0 | 1 – 0 |
| 2   | SSC Napoli   | 6   | 3 | 1 | 2 | 10  | 10 | 9  | +1  | Naar de achtste finales |  | 2 – 3 |       | 2 – 0 | 1 – 1 |
| 3   | SC Braga     | 6   | 1 | 1 | 4 | 4   | 6  | 12 | −6  | Naar de tussenronde EL  |  | 1 – 2 | 1 – 2 |       | 1 – 1 |
| 4   | Union Berlin | 6   | 0 | 2 | 4 | 2   | 6  | 10 | −4  |                         |  | 2 – 3 | 0 – 1 | 2 – 3 |       |

##### Wedstrijden
|                             |                  |         |              | |
| 20 september 2023 18:45 uur | Real Madrid      | 1 – 0   | Union Berlin | Stadion: Estadio Santiago Bernabéu, Madrid Toeschouwers: 65.207 Scheidsrechter: Espen Eskås Video-assistent: Massimiliano Irrati AVAR: Tiago Martins |
| 20 september 2023 18:45 uur | Bellingham 90+4' | Verslag |              | Stadion: Estadio Santiago Bernabéu, Madrid Toeschouwers: 65.207 Scheidsrechter: Espen Eskås Video-assistent: Massimiliano Irrati AVAR: Tiago Martins |
| 20 september 2023 18:45 uur |                  |         |              | Stadion: Estadio Santiago Bernabéu, Madrid Toeschouwers: 65.207 Scheidsrechter: Espen Eskås Video-assistent: Massimiliano Irrati AVAR: Tiago Martins |
| 20 september 2023 18:45 uur |                  |         |              | Stadion: Estadio Santiago Bernabéu, Madrid Toeschouwers: 65.207 Scheidsrechter: Espen Eskås Video-assistent: Massimiliano Irrati AVAR: Tiago Martins |
|                             |                  |         |              | |

|                             |           |         |                                     | |
| 20 september 2023 21:00 uur | SC Braga  | 1 – 2   | SSC Napoli                          | Stadion: Estádio Municipal, Braga Toeschouwers: 18.422 Scheidsrechter: Serdar Gözübüyük Video-assistent: Dennis Higler AVAR: Rob Dieperink |
| 20 september 2023 21:00 uur | Bruma 84' | Verslag | 45+1' Di Lorenzo 88' (e.d.) Niakaté | Stadion: Estádio Municipal, Braga Toeschouwers: 18.422 Scheidsrechter: Serdar Gözübüyük Video-assistent: Dennis Higler AVAR: Rob Dieperink |
| 20 september 2023 21:00 uur |           |         |                                     | Stadion: Estádio Municipal, Braga Toeschouwers: 18.422 Scheidsrechter: Serdar Gözübüyük Video-assistent: Dennis Higler AVAR: Rob Dieperink |
| 20 september 2023 21:00 uur |           |         |                                     | Stadion: Estádio Municipal, Braga Toeschouwers: 18.422 Scheidsrechter: Serdar Gözübüyük Video-assistent: Dennis Higler AVAR: Rob Dieperink |
|                             |           |         |                                     | |

|                          |                 |         |                                    | |
| 3 oktober 2023 18:45 uur | Union Berlin    | 2 – 3   | SC Braga                           | Stadion: Olympiastadion, Berlijn Toeschouwers: 73.445 Scheidsrechter: Srđan Jovanović Video-assistent: Ivan Bebek AVAR: Stuart Attwell |
| 3 oktober 2023 18:45 uur | Becker 30', 37' | Verslag | 41' Niakaté 51' Bruma 90+4' Castro | Stadion: Olympiastadion, Berlijn Toeschouwers: 73.445 Scheidsrechter: Srđan Jovanović Video-assistent: Ivan Bebek AVAR: Stuart Attwell |
| 3 oktober 2023 18:45 uur |                 |         |                                    | Stadion: Olympiastadion, Berlijn Toeschouwers: 73.445 Scheidsrechter: Srđan Jovanović Video-assistent: Ivan Bebek AVAR: Stuart Attwell |
| 3 oktober 2023 18:45 uur |                 |         |                                    | Stadion: Olympiastadion, Berlijn Toeschouwers: 73.445 Scheidsrechter: Srđan Jovanović Video-assistent: Ivan Bebek AVAR: Stuart Attwell |
|                          |                 |         |                                    | |

|                          |                                   |         |                                              | |
| 3 oktober 2023 21:00 uur | SSC Napoli                        | 2 – 3   | Real Madrid                                  | Stadion: Stadio Diego Armando Maradona, Napels Toeschouwers: 51.649 Scheidsrechter: Clément Turpin Video-assistent: Jérôme Brisard AVAR: Benoît Millot |
| 3 oktober 2023 21:00 uur | Østigård 19' Zieliński 54' (pen.) | Verslag | 27' Vinícius 34' Bellingham 78' (e.d.) Meret | Stadion: Stadio Diego Armando Maradona, Napels Toeschouwers: 51.649 Scheidsrechter: Clément Turpin Video-assistent: Jérôme Brisard AVAR: Benoît Millot |
| 3 oktober 2023 21:00 uur |                                   |         |                                              | Stadion: Stadio Diego Armando Maradona, Napels Toeschouwers: 51.649 Scheidsrechter: Clément Turpin Video-assistent: Jérôme Brisard AVAR: Benoît Millot |
| 3 oktober 2023 21:00 uur |                                   |         |                                              | Stadion: Stadio Diego Armando Maradona, Napels Toeschouwers: 51.649 Scheidsrechter: Clément Turpin Video-assistent: Jérôme Brisard AVAR: Benoît Millot |
|                          |                                   |         |                                              | |

|                           |              |         |               | |
| 24 oktober 2023 21:00 uur | Union Berlin | 0 – 1   | SSC Napoli    | Stadion: Olympiastadion, Berlijn Toeschouwers: 72.062 Scheidsrechter: Irfan Peljto Video-assistent: Pol van Boekel AVAR: Piotr Lasyk |
| 24 oktober 2023 21:00 uur |              | Verslag | 65' Raspadori | Stadion: Olympiastadion, Berlijn Toeschouwers: 72.062 Scheidsrechter: Irfan Peljto Video-assistent: Pol van Boekel AVAR: Piotr Lasyk |
| 24 oktober 2023 21:00 uur |              |         |               | Stadion: Olympiastadion, Berlijn Toeschouwers: 72.062 Scheidsrechter: Irfan Peljto Video-assistent: Pol van Boekel AVAR: Piotr Lasyk |
| 24 oktober 2023 21:00 uur |              |         |               | Stadion: Olympiastadion, Berlijn Toeschouwers: 72.062 Scheidsrechter: Irfan Peljto Video-assistent: Pol van Boekel AVAR: Piotr Lasyk |
|                           |              |         |               | |

|                           |           |         |                            | |
| 24 oktober 2023 21:00 uur | SC Braga  | 1 – 2   | Real Madrid                | Stadion: Estádio Municipal, Braga Scheidsrechter: Michael Oliver Video-assistent: Stuart Attwell AVAR: Christian Dingert |
| 24 oktober 2023 21:00 uur | Djaló 63' | Verslag | 16' Rodrygo 61' Bellingham | Stadion: Estádio Municipal, Braga Scheidsrechter: Michael Oliver Video-assistent: Stuart Attwell AVAR: Christian Dingert |
| 24 oktober 2023 21:00 uur |           |         |                            | Stadion: Estádio Municipal, Braga Scheidsrechter: Michael Oliver Video-assistent: Stuart Attwell AVAR: Christian Dingert |
| 24 oktober 2023 21:00 uur |           |         |                            | Stadion: Estádio Municipal, Braga Scheidsrechter: Michael Oliver Video-assistent: Stuart Attwell AVAR: Christian Dingert |
|                           |           |         |                            | |

|                           |              |         |              | |
| 8 november 2023 18:45 uur | SSC Napoli   | 1 – 1   | Union Berlin | Stadion: Stadio Diego Armando Maradona, Napels Toeschouwers: 42.449 Scheidsrechter: Danny Makkelie Video-assistent: Clay Ruperti AVAR: Ivan Bebek |
| 8 november 2023 18:45 uur | Politano 39' | Verslag | 52' Fofana   | Stadion: Stadio Diego Armando Maradona, Napels Toeschouwers: 42.449 Scheidsrechter: Danny Makkelie Video-assistent: Clay Ruperti AVAR: Ivan Bebek |
| 8 november 2023 18:45 uur |              |         |              | Stadion: Stadio Diego Armando Maradona, Napels Toeschouwers: 42.449 Scheidsrechter: Danny Makkelie Video-assistent: Clay Ruperti AVAR: Ivan Bebek |
| 8 november 2023 18:45 uur |              |         |              | Stadion: Stadio Diego Armando Maradona, Napels Toeschouwers: 42.449 Scheidsrechter: Danny Makkelie Video-assistent: Clay Ruperti AVAR: Ivan Bebek |
|                           |              |         |              | |

|                           |                                   |         |                  | |
| 8 november 2023 21:00 uur | Real Madrid                       | 3 – 0   | SC Braga         | Stadion: Estadio Santiago Bernabéu, Madrid Toeschouwers: 68.509 Scheidsrechter: Halil Umut Meler Video-assistent: Massimiliano Irrati AVAR: Alper Ulusoy |
| 8 november 2023 21:00 uur | Díaz 27' Vinícius 58' Rodrygo 61' | Verslag | 6' (pen.) Djalol | Stadion: Estadio Santiago Bernabéu, Madrid Toeschouwers: 68.509 Scheidsrechter: Halil Umut Meler Video-assistent: Massimiliano Irrati AVAR: Alper Ulusoy |
| 8 november 2023 21:00 uur |                                   |         |                  | Stadion: Estadio Santiago Bernabéu, Madrid Toeschouwers: 68.509 Scheidsrechter: Halil Umut Meler Video-assistent: Massimiliano Irrati AVAR: Alper Ulusoy |
| 8 november 2023 21:00 uur |                                   |         |                  | Stadion: Estadio Santiago Bernabéu, Madrid Toeschouwers: 68.509 Scheidsrechter: Halil Umut Meler Video-assistent: Massimiliano Irrati AVAR: Alper Ulusoy |
|                           |                                   |         |                  | |

|                            |                                                 |         |                         | |
| 29 november 2023 21:00 uur | Real Madrid                                     | 4 – 2   | SSC Napoli              | Stadion: Estadio Santiago Bernabéu, Madrid Toeschouwers: 73.562 Scheidsrechter: François Letexier Video-assistent: Jérôme Brisard AVAR: Pol van Boekel |
| 29 november 2023 21:00 uur | Rodrygo 11' Bellingham 22' Paz 84' Joselu 90+4' | Verslag | 9' Simeone 47' Anguissa | Stadion: Estadio Santiago Bernabéu, Madrid Toeschouwers: 73.562 Scheidsrechter: François Letexier Video-assistent: Jérôme Brisard AVAR: Pol van Boekel |
| 29 november 2023 21:00 uur |                                                 |         |                         | Stadion: Estadio Santiago Bernabéu, Madrid Toeschouwers: 73.562 Scheidsrechter: François Letexier Video-assistent: Jérôme Brisard AVAR: Pol van Boekel |
| 29 november 2023 21:00 uur |                                                 |         |                         | Stadion: Estadio Santiago Bernabéu, Madrid Toeschouwers: 73.562 Scheidsrechter: François Letexier Video-assistent: Jérôme Brisard AVAR: Pol van Boekel |
|                            |                                                 |         |                         | |

|                            |                       |         |              | |
| 29 november 2023 21:00 uur | SC Braga              | 1 – 1   | Union Berlin | Stadion: Estádio Municipal, Braga Toeschouwers: 15.855 Scheidsrechter: Clément Turpin Video-assistent: Willy Delajod AVAR: Stuart Attwell |
| 29 november 2023 21:00 uur | Niakaté 31' Djaló 51' | Verslag | 42' Gosens   | Stadion: Estádio Municipal, Braga Toeschouwers: 15.855 Scheidsrechter: Clément Turpin Video-assistent: Willy Delajod AVAR: Stuart Attwell |
| 29 november 2023 21:00 uur |                       |         |              | Stadion: Estádio Municipal, Braga Toeschouwers: 15.855 Scheidsrechter: Clément Turpin Video-assistent: Willy Delajod AVAR: Stuart Attwell |
| 29 november 2023 21:00 uur |                       |         |              | Stadion: Estádio Municipal, Braga Toeschouwers: 15.855 Scheidsrechter: Clément Turpin Video-assistent: Willy Delajod AVAR: Stuart Attwell |
|                            |                       |         |              | |

|                            |                              |         |          | |
| 12 december 2023 21:00 uur | SSC Napoli                   | 2 – 0   | SC Braga | Stadion: Stadio Diego Armando Maradona, Napels Toeschouwers: 37.841 Scheidsrechter: Slavko Vinčić Video-assistent: Nejc Kajtazović AVAR: Rob Dieperink |
| 12 december 2023 21:00 uur | Saatçı 9' (e.d.) Osimhen 33' | Verslag |          | Stadion: Stadio Diego Armando Maradona, Napels Toeschouwers: 37.841 Scheidsrechter: Slavko Vinčić Video-assistent: Nejc Kajtazović AVAR: Rob Dieperink |
| 12 december 2023 21:00 uur |                              |         |          | Stadion: Stadio Diego Armando Maradona, Napels Toeschouwers: 37.841 Scheidsrechter: Slavko Vinčić Video-assistent: Nejc Kajtazović AVAR: Rob Dieperink |
| 12 december 2023 21:00 uur |                              |         |          | Stadion: Stadio Diego Armando Maradona, Napels Toeschouwers: 37.841 Scheidsrechter: Slavko Vinčić Video-assistent: Nejc Kajtazović AVAR: Rob Dieperink |
|                            |                              |         |          | |

|                            |                        |         |                                                | |
| 12 december 2023 21:00 uur | Union Berlin           | 2 – 3   | Real Madrid                                    | Stadion: Olympiastadion, Berlijn Toeschouwers: 73.420 Scheidsrechter: Rade Obrenovič Video-assistent: Stuart Attwell AVAR: David Coote |
| 12 december 2023 21:00 uur | Volland 45+1' Král 85' | Verslag | 45' (pen.) Modrić 61', 72' Joselu 89' Ceballos | Stadion: Olympiastadion, Berlijn Toeschouwers: 73.420 Scheidsrechter: Rade Obrenovič Video-assistent: Stuart Attwell AVAR: David Coote |
| 12 december 2023 21:00 uur |                        |         |                                                | Stadion: Olympiastadion, Berlijn Toeschouwers: 73.420 Scheidsrechter: Rade Obrenovič Video-assistent: Stuart Attwell AVAR: David Coote |
| 12 december 2023 21:00 uur |                        |         |                                                | Stadion: Olympiastadion, Berlijn Toeschouwers: 73.420 Scheidsrechter: Rade Obrenovič Video-assistent: Stuart Attwell AVAR: David Coote |
|                            |                        |         |                                                | |

#### Groep D
| Pos | Team              | Wed | W | G | V | Ptn | DV | DT | +/− | Kwalificatie            |  | RSO   | INT   | BEN   | SAL   |
| --- | ----------------- | --- | - | - | - | --- | -- | -- | --- | ----------------------- |  | ----- | ----- | ----- | ----- |
| 1   | Real Sociedad     | 6   | 3 | 3 | 0 | 12  | 7  | 2  | +5  | Naar de achtste finales |  |       | 1 – 1 | 3 – 1 | 0 – 0 |
| 2   | Internazionale    | 6   | 3 | 3 | 0 | 12  | 8  | 5  | +3  | Naar de achtste finales |  | 0 – 0 |       | 1 – 0 | 2 – 1 |
| 3   | SL Benfica        | 6   | 1 | 1 | 4 | 4   | 7  | 11 | −4  | Naar de tussenronde EL  |  | 0 – 1 | 3 – 3 |       | 0 – 2 |
| 4   | Red Bull Salzburg | 6   | 1 | 1 | 4 | 4   | 4  | 8  | −4  |                         |  | 0 – 2 | 0 – 1 | 1 – 3 |       |

1. 1 2 3 4  Totale doelsaldo (Criteria e.): Het totale doelsaldo werd gebruikt als criteria voor de stand.
Tussen SL Benfica en FC Red Bull Salzburg werd het totaal aantal gescoorde doelpunten (Criteria f.) gebruikt als criteria.

##### Wedstrijden
|                             |              |         |                                              | |
| 20 september 2023 21:00 uur | SL Benfica   | 0 – 2   | Red Bull Salzburg                            | Stadion: Estádio da Luz, Lissabon Toeschouwers: 60.917 Scheidsrechter: Halil Umut Meler Video-assistent: Alper Ulusoy AVAR: Abdulkadir Bitigen |
| 20 september 2023 21:00 uur | A. Silva 13' | Verslag | 3' (pen.) Konate 15' (pen.) Šimić 51' Gloukh | Stadion: Estádio da Luz, Lissabon Toeschouwers: 60.917 Scheidsrechter: Halil Umut Meler Video-assistent: Alper Ulusoy AVAR: Abdulkadir Bitigen |
| 20 september 2023 21:00 uur |              |         |                                              | Stadion: Estádio da Luz, Lissabon Toeschouwers: 60.917 Scheidsrechter: Halil Umut Meler Video-assistent: Alper Ulusoy AVAR: Abdulkadir Bitigen |
| 20 september 2023 21:00 uur |              |         |                                              | Stadion: Estádio da Luz, Lissabon Toeschouwers: 60.917 Scheidsrechter: Halil Umut Meler Video-assistent: Alper Ulusoy AVAR: Abdulkadir Bitigen |
|                             |              |         |                                              | |

|                             |               |         |                | |
| 20 september 2023 21:00 uur | Real Sociedad | 1 – 1   | Internazionale | Stadion: Estadio Anoeta, San Sebastian Toeschouwers: 36.591 Scheidsrechter: Michael Oliver Video-assistent: Stuart Attwell AVAR: Ivan Bebek |
| 20 september 2023 21:00 uur | Mendez 4'     | Verslag | 87' Martínez   | Stadion: Estadio Anoeta, San Sebastian Toeschouwers: 36.591 Scheidsrechter: Michael Oliver Video-assistent: Stuart Attwell AVAR: Ivan Bebek |
| 20 september 2023 21:00 uur |               |         |                | Stadion: Estadio Anoeta, San Sebastian Toeschouwers: 36.591 Scheidsrechter: Michael Oliver Video-assistent: Stuart Attwell AVAR: Ivan Bebek |
| 20 september 2023 21:00 uur |               |         |                | Stadion: Estadio Anoeta, San Sebastian Toeschouwers: 36.591 Scheidsrechter: Michael Oliver Video-assistent: Stuart Attwell AVAR: Ivan Bebek |
|                             |               |         |                | |

|                          |                   |         |                         | |
| 3 oktober 2023 18:45 uur | Red Bull Salzburg | 0 – 2   | Real Sociedad           | Stadion: Red Bull Arena, Salzburg Toeschouwers: 28.227 Scheidsrechter: Bartosz Frankowski Video-assistent: Tomasz Kwiatkowski AVAR: Piotr Lasyk |
| 3 oktober 2023 18:45 uur |                   | Verslag | 7' Oyarzabal 27' Méndez | Stadion: Red Bull Arena, Salzburg Toeschouwers: 28.227 Scheidsrechter: Bartosz Frankowski Video-assistent: Tomasz Kwiatkowski AVAR: Piotr Lasyk |
| 3 oktober 2023 18:45 uur |                   |         |                         | Stadion: Red Bull Arena, Salzburg Toeschouwers: 28.227 Scheidsrechter: Bartosz Frankowski Video-assistent: Tomasz Kwiatkowski AVAR: Piotr Lasyk |
| 3 oktober 2023 18:45 uur |                   |         |                         | Stadion: Red Bull Arena, Salzburg Toeschouwers: 28.227 Scheidsrechter: Bartosz Frankowski Video-assistent: Tomasz Kwiatkowski AVAR: Piotr Lasyk |
|                          |                   |         |                         | |

|                          |                |         |            | |
| 3 oktober 2023 21:00 uur | Internazionale | 1 – 0   | SL Benfica | Stadion: Stadio Giuseppe Meazza, Milaan Toeschouwers: 66.573 Scheidsrechter: Danny Makkelie Video-assistent: Rob Dieperink AVAR: Nejc Kajtazović |
| 3 oktober 2023 21:00 uur | Thuram 62'     | Verslag |            | Stadion: Stadio Giuseppe Meazza, Milaan Toeschouwers: 66.573 Scheidsrechter: Danny Makkelie Video-assistent: Rob Dieperink AVAR: Nejc Kajtazović |
| 3 oktober 2023 21:00 uur |                |         |            | Stadion: Stadio Giuseppe Meazza, Milaan Toeschouwers: 66.573 Scheidsrechter: Danny Makkelie Video-assistent: Rob Dieperink AVAR: Nejc Kajtazović |
| 3 oktober 2023 21:00 uur |                |         |            | Stadion: Stadio Giuseppe Meazza, Milaan Toeschouwers: 66.573 Scheidsrechter: Danny Makkelie Video-assistent: Rob Dieperink AVAR: Nejc Kajtazović |
|                          |                |         |            | |

|                           |                                   |         |                   | |
| 24 oktober 2023 18:45 uur | Internazionale                    | 2 – 1   | Red Bull Salzburg | Stadion: Stadio Giuseppe Meazza, Milaan Toeschouwers: 71.825 Scheidsrechter: François Letexier Video-assistent: Jérôme Brisard AVAR: Benoît Millot |
| 24 oktober 2023 18:45 uur | Sánchez 19' Çalhanoğlu 64' (pen.) | Verslag | 57' Gloukh        | Stadion: Stadio Giuseppe Meazza, Milaan Toeschouwers: 71.825 Scheidsrechter: François Letexier Video-assistent: Jérôme Brisard AVAR: Benoît Millot |
| 24 oktober 2023 18:45 uur |                                   |         |                   | Stadion: Stadio Giuseppe Meazza, Milaan Toeschouwers: 71.825 Scheidsrechter: François Letexier Video-assistent: Jérôme Brisard AVAR: Benoît Millot |
| 24 oktober 2023 18:45 uur |                                   |         |                   | Stadion: Stadio Giuseppe Meazza, Milaan Toeschouwers: 71.825 Scheidsrechter: François Letexier Video-assistent: Jérôme Brisard AVAR: Benoît Millot |
|                           |                                   |         |                   | |

|                           |            |         |               | |
| 24 oktober 2023 21:00 uur | SL Benfica | 0 – 1   | Real Sociedad | Stadion: Estádio da Luz, Lissabon Toeschouwers: 56.002 Scheidsrechter: Clément Turpin Video-assistent: Willy Delajod AVAR: Bastian Dankert |
| 24 oktober 2023 21:00 uur |            | Verslag | 63' Méndez    | Stadion: Estádio da Luz, Lissabon Toeschouwers: 56.002 Scheidsrechter: Clément Turpin Video-assistent: Willy Delajod AVAR: Bastian Dankert |
| 24 oktober 2023 21:00 uur |            |         |               | Stadion: Estádio da Luz, Lissabon Toeschouwers: 56.002 Scheidsrechter: Clément Turpin Video-assistent: Willy Delajod AVAR: Bastian Dankert |
| 24 oktober 2023 21:00 uur |            |         |               | Stadion: Estádio da Luz, Lissabon Toeschouwers: 56.002 Scheidsrechter: Clément Turpin Video-assistent: Willy Delajod AVAR: Bastian Dankert |
|                           |            |         |               | |

|                           |                                                           |         |              | |
| 8 november 2023 18:45 uur | Real Sociedad                                             | 3 – 1   | SL Benfica   | Stadion: Estadio Anoeta, San Sebastian Toeschouwers: 36.815 Scheidsrechter: Anthony Taylor Video-assistent: Stuart Attwell AVAR: Willy Delajod |
| 8 november 2023 18:45 uur | Merino 6' Oyarzabal 11' Barrenetxea 21' Méndez 29' (pen.) | Verslag | 49' R. Silva | Stadion: Estadio Anoeta, San Sebastian Toeschouwers: 36.815 Scheidsrechter: Anthony Taylor Video-assistent: Stuart Attwell AVAR: Willy Delajod |
| 8 november 2023 18:45 uur |                                                           |         |              | Stadion: Estadio Anoeta, San Sebastian Toeschouwers: 36.815 Scheidsrechter: Anthony Taylor Video-assistent: Stuart Attwell AVAR: Willy Delajod |
| 8 november 2023 18:45 uur |                                                           |         |              | Stadion: Estadio Anoeta, San Sebastian Toeschouwers: 36.815 Scheidsrechter: Anthony Taylor Video-assistent: Stuart Attwell AVAR: Willy Delajod |
|                           |                                                           |         |              | |

|                           |                   |         |                     | |
| 8 november 2023 21:00 uur | Red Bull Salzburg | 0 – 1   | Internazionale      | Stadion: Red Bull Arena, Salzburg Toeschouwers: 30.071 Scheidsrechter: Serdar Gözübüyük Video-assistent: Dennis Higler AVAR: Marco Fritz |
| 8 november 2023 21:00 uur |                   | Verslag | 85' (pen.) Martínez | Stadion: Red Bull Arena, Salzburg Toeschouwers: 30.071 Scheidsrechter: Serdar Gözübüyük Video-assistent: Dennis Higler AVAR: Marco Fritz |
| 8 november 2023 21:00 uur |                   |         |                     | Stadion: Red Bull Arena, Salzburg Toeschouwers: 30.071 Scheidsrechter: Serdar Gözübüyük Video-assistent: Dennis Higler AVAR: Marco Fritz |
| 8 november 2023 21:00 uur |                   |         |                     | Stadion: Red Bull Arena, Salzburg Toeschouwers: 30.071 Scheidsrechter: Serdar Gözübüyük Video-assistent: Dennis Higler AVAR: Marco Fritz |
|                           |                   |         |                     | |

|                            |                                 |         |                                                | |
| 29 november 2023 21:00 uur | SL Benfica                      | 3 – 3   | Internazionale                                 | Stadion: Estádio da Luz, Lissabon Toeschouwers: 52.944 Scheidsrechter: Andris Treimanis Video-assistent: Ivan Bebek AVAR: Bastian Dankert |
| 29 november 2023 21:00 uur | Mário 5', 13', 34' A. Silva 86' | Verslag | 51' Arnautović 58' Frattesi 72' (pen.) Sánchez | Stadion: Estádio da Luz, Lissabon Toeschouwers: 52.944 Scheidsrechter: Andris Treimanis Video-assistent: Ivan Bebek AVAR: Bastian Dankert |
| 29 november 2023 21:00 uur |                                 |         |                                                | Stadion: Estádio da Luz, Lissabon Toeschouwers: 52.944 Scheidsrechter: Andris Treimanis Video-assistent: Ivan Bebek AVAR: Bastian Dankert |
| 29 november 2023 21:00 uur |                                 |         |                                                | Stadion: Estádio da Luz, Lissabon Toeschouwers: 52.944 Scheidsrechter: Andris Treimanis Video-assistent: Ivan Bebek AVAR: Bastian Dankert |
|                            |                                 |         |                                                | |

|                            |               |       |                   | |
| 29 november 2023 21:00 uur | Real Sociedad | 0 – 0 | Red Bull Salzburg | Stadion: Estadio Anoeta, San Sebastian Toeschouwers: 34.419 Scheidsrechter: Mykola Balakin Video-assistent: Tomasz Kwiatkowski AVAR: Alper Ulusoy |
| 29 november 2023 21:00 uur | Verslag       |       |                   | Stadion: Estadio Anoeta, San Sebastian Toeschouwers: 34.419 Scheidsrechter: Mykola Balakin Video-assistent: Tomasz Kwiatkowski AVAR: Alper Ulusoy |
| 29 november 2023 21:00 uur |               |       |                   | Stadion: Estadio Anoeta, San Sebastian Toeschouwers: 34.419 Scheidsrechter: Mykola Balakin Video-assistent: Tomasz Kwiatkowski AVAR: Alper Ulusoy |
| 29 november 2023 21:00 uur |               |       |                   | Stadion: Estadio Anoeta, San Sebastian Toeschouwers: 34.419 Scheidsrechter: Mykola Balakin Video-assistent: Tomasz Kwiatkowski AVAR: Alper Ulusoy |
|                            |               |       |                   | |

|                            |                |       |               | |
| 12 december 2023 21:00 uur | Internazionale | 0 – 0 | Real Sociedad | Stadion: Stadio Giuseppe Meazza, Milaan Toeschouwers: 69.010 Scheidsrechter: Sandro Schärer Video-assistent: Fedayi San AVAR: Benoît Millot |
| 12 december 2023 21:00 uur | Verslag        |       |               | Stadion: Stadio Giuseppe Meazza, Milaan Toeschouwers: 69.010 Scheidsrechter: Sandro Schärer Video-assistent: Fedayi San AVAR: Benoît Millot |
| 12 december 2023 21:00 uur |                |       |               | Stadion: Stadio Giuseppe Meazza, Milaan Toeschouwers: 69.010 Scheidsrechter: Sandro Schärer Video-assistent: Fedayi San AVAR: Benoît Millot |
| 12 december 2023 21:00 uur |                |       |               | Stadion: Stadio Giuseppe Meazza, Milaan Toeschouwers: 69.010 Scheidsrechter: Sandro Schärer Video-assistent: Fedayi San AVAR: Benoît Millot |
|                            |                |       |               | |

|                            |                   |         |                                          | |
| 12 december 2023 21:00 uur | Red Bull Salzburg | 1 – 3   | SL Benfica                               | Stadion: Red Bull Arena, Salzburg Toeschouwers: 27.134 Scheidsrechter: Daniel Siebert Video-assistent: Marco Fritz AVAR: Dennis Higler |
| 12 december 2023 21:00 uur | Sučić 57'         | Verslag | 32' Di María 45+1' R. Silva 90+2' Cabral | Stadion: Red Bull Arena, Salzburg Toeschouwers: 27.134 Scheidsrechter: Daniel Siebert Video-assistent: Marco Fritz AVAR: Dennis Higler |
| 12 december 2023 21:00 uur |                   |         |                                          | Stadion: Red Bull Arena, Salzburg Toeschouwers: 27.134 Scheidsrechter: Daniel Siebert Video-assistent: Marco Fritz AVAR: Dennis Higler |
| 12 december 2023 21:00 uur |                   |         |                                          | Stadion: Red Bull Arena, Salzburg Toeschouwers: 27.134 Scheidsrechter: Daniel Siebert Video-assistent: Marco Fritz AVAR: Dennis Higler |
|                            |                   |         |                                          | |

#### Groep E
| Pos | Team            | Wed | W | G | V | Ptn | DV | DT | +/− | Kwalificatie            |  | ATM   | LAZ   | FEY   | CEL   |
| --- | --------------- | --- | - | - | - | --- | -- | -- | --- | ----------------------- |  | ----- | ----- | ----- | ----- |
| 1   | Atlético Madrid | 6   | 4 | 2 | 0 | 14  | 17 | 6  | +11 | Naar de achtste finales |  |       | 2 – 0 | 3 – 2 | 6 – 0 |
| 2   | SS Lazio        | 6   | 3 | 1 | 2 | 10  | 7  | 7  | 0   | Naar de achtste finales |  | 1 – 1 |       | 1 – 0 | 2 – 0 |
| 3   | Feyenoord       | 6   | 2 | 0 | 4 | 6   | 9  | 10 | −1  | Naar de tussenronde EL  |  | 1 – 3 | 3 – 1 |       | 2 – 0 |
| 4   | Celtic FC       | 6   | 1 | 1 | 4 | 4   | 5  | 15 | −10 |                         |  | 2 – 2 | 1 – 2 | 2 – 1 |       |

##### Wedstrijden
|                             |                                                |         |                               | |
| 19 september 2023 21:00 uur | Feyenoord                                      | 2 – 0   | Celtic FC                     | Stadion: Stadion Feijenoord, Rotterdam Toeschouwers: 44.008 Scheidsrechter: Irfan Peljto Video-assistent: Ivan Bebek AVAR: Alper Ulusoy |
| 19 september 2023 21:00 uur | Stengs 45+2' Paixão 65' (pen.) Jahanbakhsh 76' | Verslag | 31', 63' Lagerbielke 68' Holm | Stadion: Stadion Feijenoord, Rotterdam Toeschouwers: 44.008 Scheidsrechter: Irfan Peljto Video-assistent: Ivan Bebek AVAR: Alper Ulusoy |
| 19 september 2023 21:00 uur |                                                |         |                               | Stadion: Stadion Feijenoord, Rotterdam Toeschouwers: 44.008 Scheidsrechter: Irfan Peljto Video-assistent: Ivan Bebek AVAR: Alper Ulusoy |
| 19 september 2023 21:00 uur |                                                |         |                               | Stadion: Stadion Feijenoord, Rotterdam Toeschouwers: 44.008 Scheidsrechter: Irfan Peljto Video-assistent: Ivan Bebek AVAR: Alper Ulusoy |
|                             |                                                |         |                               | |

|                             |                |         |                 | |
| 19 september 2023 21:00 uur | SS Lazio       | 1 – 1   | Atlético Madrid | Stadion: Olympisch Stadion, Rome Toeschouwers: 46.168 Scheidsrechter: Slavko Vinčić Video-assistent: Nejc Kajtazović AVAR: Bastian Dankert |
| 19 september 2023 21:00 uur | Provedel 90+5' | Verslag | 29' Barrios     | Stadion: Olympisch Stadion, Rome Toeschouwers: 46.168 Scheidsrechter: Slavko Vinčić Video-assistent: Nejc Kajtazović AVAR: Bastian Dankert |
| 19 september 2023 21:00 uur |                |         |                 | Stadion: Olympisch Stadion, Rome Toeschouwers: 46.168 Scheidsrechter: Slavko Vinčić Video-assistent: Nejc Kajtazović AVAR: Bastian Dankert |
| 19 september 2023 21:00 uur |                |         |                 | Stadion: Olympisch Stadion, Rome Toeschouwers: 46.168 Scheidsrechter: Slavko Vinčić Video-assistent: Nejc Kajtazović AVAR: Bastian Dankert |
|                             |                |         |                 | |

|                          |                                 |         |                              | |
| 4 oktober 2023 18:45 uur | Atlético Madrid                 | 3 – 2   | Feyenoord                    | Stadion: Estadio Metropolitano, Madrid Toeschouwers: 61.742 Scheidsrechter: François Letexier Video-assistent: Massimiliano Irrati AVAR: Jérôme Brisard |
| 4 oktober 2023 18:45 uur | Morata 12', 47' Griezmann 45+4' | Verslag | 7' (e.d.) Hermoso 34' Hancko | Stadion: Estadio Metropolitano, Madrid Toeschouwers: 61.742 Scheidsrechter: François Letexier Video-assistent: Massimiliano Irrati AVAR: Jérôme Brisard |
| 4 oktober 2023 18:45 uur |                                 |         |                              | Stadion: Estadio Metropolitano, Madrid Toeschouwers: 61.742 Scheidsrechter: François Letexier Video-assistent: Massimiliano Irrati AVAR: Jérôme Brisard |
| 4 oktober 2023 18:45 uur |                                 |         |                              | Stadion: Estadio Metropolitano, Madrid Toeschouwers: 61.742 Scheidsrechter: François Letexier Video-assistent: Massimiliano Irrati AVAR: Jérôme Brisard |
|                          |                                 |         |                              | |

|                          |               |         |                        | |
| 4 oktober 2023 21:00 uur | Celtic FC     | 1 – 2   | SS Lazio               | Stadion: Celtic Park, Glasgow Toeschouwers: 56.063 Scheidsrechter: Donatas Rumšas Video-assistent: Juan Martínez Munuera AVAR: Roi Reinshreiber |
| 4 oktober 2023 21:00 uur | Furuhashi 12' | Verslag | 29' Vecino 90+5' Pedro | Stadion: Celtic Park, Glasgow Toeschouwers: 56.063 Scheidsrechter: Donatas Rumšas Video-assistent: Juan Martínez Munuera AVAR: Roi Reinshreiber |
| 4 oktober 2023 21:00 uur |               |         |                        | Stadion: Celtic Park, Glasgow Toeschouwers: 56.063 Scheidsrechter: Donatas Rumšas Video-assistent: Juan Martínez Munuera AVAR: Roi Reinshreiber |
| 4 oktober 2023 21:00 uur |               |         |                        | Stadion: Celtic Park, Glasgow Toeschouwers: 56.063 Scheidsrechter: Donatas Rumšas Video-assistent: Juan Martínez Munuera AVAR: Roi Reinshreiber |
|                          |               |         |                        | |

|                           |                                 |         |                  | |
| 25 oktober 2023 18:45 uur | Feyenoord                       | 3 – 1   | SS Lazio         | Stadion: Stadion Feijenoord, Rotterdam Toeschouwers: 44.031 Scheidsrechter: Tobias Stieler Video-assistent: Bastian Dankert AVAR: Willy Delajod |
| 25 oktober 2023 18:45 uur | Giménez 31', 74' Zerrouki 45+2' | Verslag | 83' (pen.) Pedro | Stadion: Stadion Feijenoord, Rotterdam Toeschouwers: 44.031 Scheidsrechter: Tobias Stieler Video-assistent: Bastian Dankert AVAR: Willy Delajod |
| 25 oktober 2023 18:45 uur |                                 |         |                  | Stadion: Stadion Feijenoord, Rotterdam Toeschouwers: 44.031 Scheidsrechter: Tobias Stieler Video-assistent: Bastian Dankert AVAR: Willy Delajod |
| 25 oktober 2023 18:45 uur |                                 |         |                  | Stadion: Stadion Feijenoord, Rotterdam Toeschouwers: 44.031 Scheidsrechter: Tobias Stieler Video-assistent: Bastian Dankert AVAR: Willy Delajod |
|                           |                                 |         |                  | |

|                           |                        |         |                                                       | |
| 25 oktober 2023 21:00 uur | Celtic FC              | 2 – 2   | Atlético Madrid                                       | Stadion: Celtic Park, Glasgow] Toeschouwers: 55.844 Scheidsrechter: Felix Zwayer Video-assistent: Christian Dingert AVAR: Marco Fritz |
| 25 oktober 2023 21:00 uur | Furuhashi 4' Palma 28' | Verslag | 25' (pen.), 25' Griezmann 53' Morata 34', 82' De Paul | Stadion: Celtic Park, Glasgow] Toeschouwers: 55.844 Scheidsrechter: Felix Zwayer Video-assistent: Christian Dingert AVAR: Marco Fritz |
| 25 oktober 2023 21:00 uur |                        |         |                                                       | Stadion: Celtic Park, Glasgow] Toeschouwers: 55.844 Scheidsrechter: Felix Zwayer Video-assistent: Christian Dingert AVAR: Marco Fritz |
| 25 oktober 2023 21:00 uur |                        |         |                                                       | Stadion: Celtic Park, Glasgow] Toeschouwers: 55.844 Scheidsrechter: Felix Zwayer Video-assistent: Christian Dingert AVAR: Marco Fritz |
|                           |                        |         |                                                       | |

| |                                                       |         |             | |
| 7 november 2023 21:00 uur | Atlético Madrid                                       | 6 – 0   | Celtic FC   | Stadion: Estadio Metropolitano, Madrid Toeschouwers: 60.863 Scheidsrechter: Ivan Kružliak Video-assistent: Dennis Higler AVAR: Benoît Millot |
| 7 november 2023 21:00 uur | Griezmann 6', 60' Morata 45+2', 76' Lino 66' Saúl 84' | Verslag | 23' * Maeda | Stadion: Estadio Metropolitano, Madrid Toeschouwers: 60.863 Scheidsrechter: Ivan Kružliak Video-assistent: Dennis Higler AVAR: Benoît Millot |
| 7 november 2023 21:00 uur |                                                       |         |             | Stadion: Estadio Metropolitano, Madrid Toeschouwers: 60.863 Scheidsrechter: Ivan Kružliak Video-assistent: Dennis Higler AVAR: Benoît Millot |
| 7 november 2023 21:00 uur |                                                       |         |             | Stadion: Estadio Metropolitano, Madrid Toeschouwers: 60.863 Scheidsrechter: Ivan Kružliak Video-assistent: Dennis Higler AVAR: Benoît Millot |
| Bijz.: * Scheidsrechter toonde Daizen Maeda eerst de gele kaart. Na ingreep van de VAR werd dit echter omgedraaid naar een rode kaart. |                                                       |         |             | |

|                           |                |         |           | |
| 7 november 2023 21:00 uur | SS Lazio       | 1 – 0   | Feyenoord | Stadion: Olympisch Stadion, Rome Toeschouwers: 36.612 Scheidsrechter: Szymon Marciniak Video-assistent: Tomasz Kwiatkowski AVAR: Marco Fritz |
| 7 november 2023 21:00 uur | Immobile 45+1' | Verslag |           | Stadion: Olympisch Stadion, Rome Toeschouwers: 36.612 Scheidsrechter: Szymon Marciniak Video-assistent: Tomasz Kwiatkowski AVAR: Marco Fritz |
| 7 november 2023 21:00 uur |                |         |           | Stadion: Olympisch Stadion, Rome Toeschouwers: 36.612 Scheidsrechter: Szymon Marciniak Video-assistent: Tomasz Kwiatkowski AVAR: Marco Fritz |
| 7 november 2023 21:00 uur |                |         |           | Stadion: Olympisch Stadion, Rome Toeschouwers: 36.612 Scheidsrechter: Szymon Marciniak Video-assistent: Tomasz Kwiatkowski AVAR: Marco Fritz |
|                           |                |         |           | |

|                            |                   |         |           | |
| 28 november 2023 18:45 uur | SS Lazio          | 2 – 0   | Celtic FC | Stadion: Olympisch Stadion, Rome Toeschouwers: 55.055 Scheidsrechter: Halil Umut Meler Video-assistent: Alper Ulusoy AVAR: Bastian Dankert |
| 28 november 2023 18:45 uur | Immobile 82', 85' | Verslag |           | Stadion: Olympisch Stadion, Rome Toeschouwers: 55.055 Scheidsrechter: Halil Umut Meler Video-assistent: Alper Ulusoy AVAR: Bastian Dankert |
| 28 november 2023 18:45 uur |                   |         |           | Stadion: Olympisch Stadion, Rome Toeschouwers: 55.055 Scheidsrechter: Halil Umut Meler Video-assistent: Alper Ulusoy AVAR: Bastian Dankert |
| 28 november 2023 18:45 uur |                   |         |           | Stadion: Olympisch Stadion, Rome Toeschouwers: 55.055 Scheidsrechter: Halil Umut Meler Video-assistent: Alper Ulusoy AVAR: Bastian Dankert |
|                            |                   |         |           | |

|                            |             |         |                                                      | |
| 28 november 2023 21:00 uur | Feyenoord   | 1 – 3   | Atlético Madrid                                      | Stadion: Stadion Feijenoord, Rotterdam Toeschouwers: 43.992 Scheidsrechter: Anthony Taylor Video-assistent: Stuart Attwell AVAR: Tiago Martins |
| 28 november 2023 21:00 uur | Wieffer 77' | Verslag | 14' (e.d.) Geertruida 57' Hermoso 81' (e.d.) Giménez | Stadion: Stadion Feijenoord, Rotterdam Toeschouwers: 43.992 Scheidsrechter: Anthony Taylor Video-assistent: Stuart Attwell AVAR: Tiago Martins |
| 28 november 2023 21:00 uur |             |         |                                                      | Stadion: Stadion Feijenoord, Rotterdam Toeschouwers: 43.992 Scheidsrechter: Anthony Taylor Video-assistent: Stuart Attwell AVAR: Tiago Martins |
| 28 november 2023 21:00 uur |             |         |                                                      | Stadion: Stadion Feijenoord, Rotterdam Toeschouwers: 43.992 Scheidsrechter: Anthony Taylor Video-assistent: Stuart Attwell AVAR: Tiago Martins |
|                            |             |         |                                                      | |

|                            |                       |         |          | |
| 13 december 2023 21:00 uur | Atlético Madrid       | 2 – 0   | SS Lazio | Stadion: Estadio Metropolitano, Madrid Toeschouwers: 63.574 Scheidsrechter: Serdar Gözübüyük Video-assistent: Marco Fritz AVAR: Fedayi San |
| 13 december 2023 21:00 uur | Griezmann 6' Lino 51' | Verslag |          | Stadion: Estadio Metropolitano, Madrid Toeschouwers: 63.574 Scheidsrechter: Serdar Gözübüyük Video-assistent: Marco Fritz AVAR: Fedayi San |
| 13 december 2023 21:00 uur |                       |         |          | Stadion: Estadio Metropolitano, Madrid Toeschouwers: 63.574 Scheidsrechter: Serdar Gözübüyük Video-assistent: Marco Fritz AVAR: Fedayi San |
| 13 december 2023 21:00 uur |                       |         |          | Stadion: Estadio Metropolitano, Madrid Toeschouwers: 63.574 Scheidsrechter: Serdar Gözübüyük Video-assistent: Marco Fritz AVAR: Fedayi San |
|                            |                       |         |          | |

|                            |                                    |         |            | |
| 13 december 2023 21:00 uur | Celtic FC                          | 2 – 1   | Feyenoord  | Stadion: Celtic Park, Glasgow Toeschouwers: 56.391 Scheidsrechter: Benoît Bastien Video-assistent: Benoît Millot AVAR: Tiago Martins |
| 13 december 2023 21:00 uur | Palma 33' (pen.) Lagerbielke 90+1' | Verslag | 82' Minteh | Stadion: Celtic Park, Glasgow Toeschouwers: 56.391 Scheidsrechter: Benoît Bastien Video-assistent: Benoît Millot AVAR: Tiago Martins |
| 13 december 2023 21:00 uur |                                    |         |            | Stadion: Celtic Park, Glasgow Toeschouwers: 56.391 Scheidsrechter: Benoît Bastien Video-assistent: Benoît Millot AVAR: Tiago Martins |
| 13 december 2023 21:00 uur |                                    |         |            | Stadion: Celtic Park, Glasgow Toeschouwers: 56.391 Scheidsrechter: Benoît Bastien Video-assistent: Benoît Millot AVAR: Tiago Martins |
|                            |                                    |         |            | |

#### Groep F
| Pos | Team                | Wed | W | G | V | Ptn | DV | DT | +/− | Kwalificatie            |  | DOR   | PSG   | MIL   | NEW   |
| --- | ------------------- | --- | - | - | - | --- | -- | -- | --- | ----------------------- |  | ----- | ----- | ----- | ----- |
| 1   | Borussia Dortmund   | 6   | 3 | 2 | 1 | 11  | 7  | 4  | +3  | Naar de achtste finales |  |       | 1 – 1 | 0 – 0 | 2 – 0 |
| 2   | Paris Saint-Germain | 6   | 2 | 2 | 2 | 8   | 9  | 8  | +1  | Naar de achtste finales |  | 2 – 0 |       | 3 – 0 | 1 – 1 |
| 3   | AC Milan            | 6   | 2 | 2 | 2 | 8   | 5  | 8  | −3  | Naar de tussenronde EL  |  | 1 – 3 | 2 – 1 |       | 0 – 0 |
| 4   | Newcastle United    | 6   | 1 | 2 | 3 | 5   | 6  | 7  | −1  |                         |  | 0 – 1 | 4 – 1 | 1 – 2 |       |

1. 1 2  Onderlinge doelsaldo (Criteria b.): Paris Saint-Germain +2, AC Milan −2.

##### Wedstrijden
|                             |          |       |                  | |
| 19 september 2023 18:45 uur | AC Milan | 0 – 0 | Newcastle United | Stadion: Stadio Giuseppe Meazza, Milaan Toeschouwers: 65.695 Scheidsrechter: José María Sánchez Martínez Video-assistent: Alejandro Hernández AVAR: Marco Fritz |
| 19 september 2023 18:45 uur | Verslag  |       |                  | Stadion: Stadio Giuseppe Meazza, Milaan Toeschouwers: 65.695 Scheidsrechter: José María Sánchez Martínez Video-assistent: Alejandro Hernández AVAR: Marco Fritz |
| 19 september 2023 18:45 uur |          |       |                  | Stadion: Stadio Giuseppe Meazza, Milaan Toeschouwers: 65.695 Scheidsrechter: José María Sánchez Martínez Video-assistent: Alejandro Hernández AVAR: Marco Fritz |
| 19 september 2023 18:45 uur |          |       |                  | Stadion: Stadio Giuseppe Meazza, Milaan Toeschouwers: 65.695 Scheidsrechter: José María Sánchez Martínez Video-assistent: Alejandro Hernández AVAR: Marco Fritz |
|                             |          |       |                  | |

|                             |                              |         |                   | |
| 19 september 2023 21:00 uur | Paris Saint-Germain          | 2 – 0   | Borussia Dortmund | Stadion: Parc des Princes, Parijs Toeschouwers: 47.439 Scheidsrechter: Jesús Gil Manzano Video-assistent: Juan Martínez Munuera AVAR: Stuart Attwell |
| 19 september 2023 21:00 uur | Mbappé 49' (pen.) Hakimi 58' | Verslag |                   | Stadion: Parc des Princes, Parijs Toeschouwers: 47.439 Scheidsrechter: Jesús Gil Manzano Video-assistent: Juan Martínez Munuera AVAR: Stuart Attwell |
| 19 september 2023 21:00 uur |                              |         |                   | Stadion: Parc des Princes, Parijs Toeschouwers: 47.439 Scheidsrechter: Jesús Gil Manzano Video-assistent: Juan Martínez Munuera AVAR: Stuart Attwell |
| 19 september 2023 21:00 uur |                              |         |                   | Stadion: Parc des Princes, Parijs Toeschouwers: 47.439 Scheidsrechter: Jesús Gil Manzano Video-assistent: Juan Martínez Munuera AVAR: Stuart Attwell |
|                             |                              |         |                   | |

|                          |                   |       |          | |
| 4 oktober 2023 21:00 uur | Borussia Dortmund | 0 – 0 | AC Milan | Stadion: Signal Iduna Park, Dortmund Toeschouwers: 81.365 Scheidsrechter: Szymon Marciniak Video-assistent: Tomasz Kwiatkowski AVAR: Piotr Lasyk |
| 4 oktober 2023 21:00 uur | Verslag           |       |          | Stadion: Signal Iduna Park, Dortmund Toeschouwers: 81.365 Scheidsrechter: Szymon Marciniak Video-assistent: Tomasz Kwiatkowski AVAR: Piotr Lasyk |
| 4 oktober 2023 21:00 uur |                   |       |          | Stadion: Signal Iduna Park, Dortmund Toeschouwers: 81.365 Scheidsrechter: Szymon Marciniak Video-assistent: Tomasz Kwiatkowski AVAR: Piotr Lasyk |
| 4 oktober 2023 21:00 uur |                   |       |          | Stadion: Signal Iduna Park, Dortmund Toeschouwers: 81.365 Scheidsrechter: Szymon Marciniak Video-assistent: Tomasz Kwiatkowski AVAR: Piotr Lasyk |
|                          |                   |       |          | |

|                          |                                                |         |                     | |
| 4 oktober 2023 21:00 uur | Newcastle United                               | 4 – 1   | Paris Saint-Germain | Stadion: St. James' Park, Newcastle Toeschouwers: 52.009 Scheidsrechter: István Kovács Video-assistent: Marco Fritz AVAR: Rob Dieperink |
| 4 oktober 2023 21:00 uur | Almirón 17' Burn 39' Longstaff 50' Schär 90+1' | Verslag | 56' Hernández       | Stadion: St. James' Park, Newcastle Toeschouwers: 52.009 Scheidsrechter: István Kovács Video-assistent: Marco Fritz AVAR: Rob Dieperink |
| 4 oktober 2023 21:00 uur |                                                |         |                     | Stadion: St. James' Park, Newcastle Toeschouwers: 52.009 Scheidsrechter: István Kovács Video-assistent: Marco Fritz AVAR: Rob Dieperink |
| 4 oktober 2023 21:00 uur |                                                |         |                     | Stadion: St. James' Park, Newcastle Toeschouwers: 52.009 Scheidsrechter: István Kovács Video-assistent: Marco Fritz AVAR: Rob Dieperink |
|                          |                                                |         |                     | |

|                           |                                   |         |          | |
| 25 oktober 2023 21:00 uur | Paris Saint-Germain               | 3 – 0   | AC Milan | Stadion: Parc des Princes, Parijs Toeschouwers: 45.962 Scheidsrechter: Slavko Vinčić Video-assistent: Nejc Kajtazović AVAR: Ivan Bebek |
| 25 oktober 2023 21:00 uur | Mbappé 32' Kolo Muani 53' Lee 89' | Verslag |          | Stadion: Parc des Princes, Parijs Toeschouwers: 45.962 Scheidsrechter: Slavko Vinčić Video-assistent: Nejc Kajtazović AVAR: Ivan Bebek |
| 25 oktober 2023 21:00 uur |                                   |         |          | Stadion: Parc des Princes, Parijs Toeschouwers: 45.962 Scheidsrechter: Slavko Vinčić Video-assistent: Nejc Kajtazović AVAR: Ivan Bebek |
| 25 oktober 2023 21:00 uur |                                   |         |          | Stadion: Parc des Princes, Parijs Toeschouwers: 45.962 Scheidsrechter: Slavko Vinčić Video-assistent: Nejc Kajtazović AVAR: Ivan Bebek |
|                           |                                   |         |          | |

|                           |                  |         |                   | |
| 25 oktober 2023 21:00 uur | Newcastle United | 0 – 1   | Borussia Dortmund | Stadion: St. James' Park, Newcastle Toeschouwers: 52.024 Scheidsrechter: Artur Soares Dias Video-assistent: Tiago Martins AVAR: Pol van Boekel |
| 25 oktober 2023 21:00 uur |                  | Verslag | 45' Nmecha        | Stadion: St. James' Park, Newcastle Toeschouwers: 52.024 Scheidsrechter: Artur Soares Dias Video-assistent: Tiago Martins AVAR: Pol van Boekel |
| 25 oktober 2023 21:00 uur |                  |         |                   | Stadion: St. James' Park, Newcastle Toeschouwers: 52.024 Scheidsrechter: Artur Soares Dias Video-assistent: Tiago Martins AVAR: Pol van Boekel |
| 25 oktober 2023 21:00 uur |                  |         |                   | Stadion: St. James' Park, Newcastle Toeschouwers: 52.024 Scheidsrechter: Artur Soares Dias Video-assistent: Tiago Martins AVAR: Pol van Boekel |
|                           |                  |         |                   | |

|                           |                         |         |                  | |
| 7 november 2023 18:45 uur | Borussia Dortmund       | 2 – 0   | Newcastle United | Stadion: Signal Iduna Park, Dortmund Toeschouwers: 81.365 Scheidsrechter: Alejandro Hernández Video-assistent: Carlos del Cerro Grande AVAR: Tiago Martins |
| 7 november 2023 18:45 uur | Füllkrug 26' Brandt 79' | Verslag |                  | Stadion: Signal Iduna Park, Dortmund Toeschouwers: 81.365 Scheidsrechter: Alejandro Hernández Video-assistent: Carlos del Cerro Grande AVAR: Tiago Martins |
| 7 november 2023 18:45 uur |                         |         |                  | Stadion: Signal Iduna Park, Dortmund Toeschouwers: 81.365 Scheidsrechter: Alejandro Hernández Video-assistent: Carlos del Cerro Grande AVAR: Tiago Martins |
| 7 november 2023 18:45 uur |                         |         |                  | Stadion: Signal Iduna Park, Dortmund Toeschouwers: 81.365 Scheidsrechter: Alejandro Hernández Video-assistent: Carlos del Cerro Grande AVAR: Tiago Martins |
|                           |                         |         |                  | |

|                           |                     |         |                     | |
| 7 november 2023 21:00 uur | AC Milan            | 2 – 1   | Paris Saint-Germain | Stadion: Stadio Giuseppe Meazza, Milaan Toeschouwers: 75.649 Scheidsrechter: Jesús Gil Manzano Video-assistent: Juan Martínez Munuera AVAR: Pol van Boekel |
| 7 november 2023 21:00 uur | Leão 12' Giroud 50' | Verslag | 9' Škriniar         | Stadion: Stadio Giuseppe Meazza, Milaan Toeschouwers: 75.649 Scheidsrechter: Jesús Gil Manzano Video-assistent: Juan Martínez Munuera AVAR: Pol van Boekel |
| 7 november 2023 21:00 uur |                     |         |                     | Stadion: Stadio Giuseppe Meazza, Milaan Toeschouwers: 75.649 Scheidsrechter: Jesús Gil Manzano Video-assistent: Juan Martínez Munuera AVAR: Pol van Boekel |
| 7 november 2023 21:00 uur |                     |         |                     | Stadion: Stadio Giuseppe Meazza, Milaan Toeschouwers: 75.649 Scheidsrechter: Jesús Gil Manzano Video-assistent: Juan Martínez Munuera AVAR: Pol van Boekel |
|                           |                     |         |                     | |

|                            |                     |         |                  | |
| 28 november 2023 21:00 uur | Paris Saint-Germain | 1 – 1   | Newcastle United | Stadion: Parc des Princes, Parijs Toeschouwers: 46.435 Scheidsrechter: Szymon Marciniak Video-assistent: Tomasz Kwiatkowski AVAR: Ivan Bebek |
| 28 november 2023 21:00 uur | Mbappé 90+8' (pen.) | Verslag | 24' Isak         | Stadion: Parc des Princes, Parijs Toeschouwers: 46.435 Scheidsrechter: Szymon Marciniak Video-assistent: Tomasz Kwiatkowski AVAR: Ivan Bebek |
| 28 november 2023 21:00 uur |                     |         |                  | Stadion: Parc des Princes, Parijs Toeschouwers: 46.435 Scheidsrechter: Szymon Marciniak Video-assistent: Tomasz Kwiatkowski AVAR: Ivan Bebek |
| 28 november 2023 21:00 uur |                     |         |                  | Stadion: Parc des Princes, Parijs Toeschouwers: 46.435 Scheidsrechter: Szymon Marciniak Video-assistent: Tomasz Kwiatkowski AVAR: Ivan Bebek |
|                            |                     |         |                  | |

|                            |               |         |                                               | |
| 28 november 2023 21:00 uur | AC Milan      | 1 – 3   | Borussia Dortmund                             | Stadion: Stadio Giuseppe Meazza, Milaan Toeschouwers: 75.292 Scheidsrechter: István Kovács Video-assistent: Pol van Boekel AVAR: Cătălin Popa |
| 28 november 2023 21:00 uur | Chukwueze 37' | Verslag | 10' (pen.) Reus 59' Bynoe-Gittens 69' Adeyemi | Stadion: Stadio Giuseppe Meazza, Milaan Toeschouwers: 75.292 Scheidsrechter: István Kovács Video-assistent: Pol van Boekel AVAR: Cătălin Popa |
| 28 november 2023 21:00 uur |               |         |                                               | Stadion: Stadio Giuseppe Meazza, Milaan Toeschouwers: 75.292 Scheidsrechter: István Kovács Video-assistent: Pol van Boekel AVAR: Cătălin Popa |
| 28 november 2023 21:00 uur |               |         |                                               | Stadion: Stadio Giuseppe Meazza, Milaan Toeschouwers: 75.292 Scheidsrechter: István Kovács Video-assistent: Pol van Boekel AVAR: Cătălin Popa |
|                            |               |         |                                               | |

|                            |                   |         |                     | |
| 13 december 2023 21:00 uur | Borussia Dortmund | 1 – 1   | Paris Saint-Germain | Stadion: Signal Iduna Park, Dortmund Toeschouwers: 81.365 Scheidsrechter: Glenn Nyberg Video-assistent: Dennis Higler AVAR: Pol van Boekel |
| 13 december 2023 21:00 uur | Adeyemi 51'       | Verslag | 56' Zaïre-Emery     | Stadion: Signal Iduna Park, Dortmund Toeschouwers: 81.365 Scheidsrechter: Glenn Nyberg Video-assistent: Dennis Higler AVAR: Pol van Boekel |
| 13 december 2023 21:00 uur |                   |         |                     | Stadion: Signal Iduna Park, Dortmund Toeschouwers: 81.365 Scheidsrechter: Glenn Nyberg Video-assistent: Dennis Higler AVAR: Pol van Boekel |
| 13 december 2023 21:00 uur |                   |         |                     | Stadion: Signal Iduna Park, Dortmund Toeschouwers: 81.365 Scheidsrechter: Glenn Nyberg Video-assistent: Dennis Higler AVAR: Pol van Boekel |
|                            |                   |         |                     | |

|                            |                  |         |                           | |
| 13 december 2023 21:00 uur | Newcastle United | 1 – 2   | AC Milan                  | Stadion: St. James' Park, Newcastle Toeschouwers: 52.037 Scheidsrechter: Danny Makkelie Video-assistent: Rob Dieperink AVAR: Clay Ruperti |
| 13 december 2023 21:00 uur | Joelinton 33'    | Verslag | 59' Pulisic 84' Chukwueze | Stadion: St. James' Park, Newcastle Toeschouwers: 52.037 Scheidsrechter: Danny Makkelie Video-assistent: Rob Dieperink AVAR: Clay Ruperti |
| 13 december 2023 21:00 uur |                  |         |                           | Stadion: St. James' Park, Newcastle Toeschouwers: 52.037 Scheidsrechter: Danny Makkelie Video-assistent: Rob Dieperink AVAR: Clay Ruperti |
| 13 december 2023 21:00 uur |                  |         |                           | Stadion: St. James' Park, Newcastle Toeschouwers: 52.037 Scheidsrechter: Danny Makkelie Video-assistent: Rob Dieperink AVAR: Clay Ruperti |
|                            |                  |         |                           | |

#### Groep G
| Pos | Team               | Wed | W | G | V | Ptn | DV | DT | +/− | Kwalificatie            |  | MCI   | RBL   | YB    | RSB   |
| --- | ------------------ | --- | - | - | - | --- | -- | -- | --- | ----------------------- |  | ----- | ----- | ----- | ----- |
| 1   | Manchester City    | 6   | 6 | 0 | 0 | 18  | 18 | 7  | +11 | Naar de achtste finales |  |       | 3 – 2 | 3 – 0 | 3 – 1 |
| 2   | RB Leipzig         | 6   | 4 | 0 | 2 | 12  | 13 | 10 | +3  | Naar de achtste finales |  | 1 – 3 |       | 2 – 1 | 3 – 1 |
| 3   | Young Boys         | 6   | 1 | 1 | 4 | 4   | 7  | 13 | −6  | Naar de tussenronde EL  |  | 1 – 3 | 1 – 3 |       | 2 – 0 |
| 4   | Rode Ster Belgrado | 6   | 0 | 1 | 5 | 1   | 7  | 15 | −8  |                         |  | 2 – 3 | 1 – 2 | 2 – 2 |       |

##### Wedstrijden
|                             |            |         |                                     | |
| 19 september 2023 18:45 uur | Young Boys | 1 – 3   | RB Leipzig                          | Stadion: Stade de Suisse, Bern Toeschouwers: 31.500 Scheidsrechter: Enea Jorgji Video-assistent: Marco Guida AVAR: Rob Dieperink |
| 19 september 2023 18:45 uur | Elia 33'   | Verslag | 3' Simakan 73' Schlager 90+2' Šeško | Stadion: Stade de Suisse, Bern Toeschouwers: 31.500 Scheidsrechter: Enea Jorgji Video-assistent: Marco Guida AVAR: Rob Dieperink |
| 19 september 2023 18:45 uur |            |         |                                     | Stadion: Stade de Suisse, Bern Toeschouwers: 31.500 Scheidsrechter: Enea Jorgji Video-assistent: Marco Guida AVAR: Rob Dieperink |
| 19 september 2023 18:45 uur |            |         |                                     | Stadion: Stade de Suisse, Bern Toeschouwers: 31.500 Scheidsrechter: Enea Jorgji Video-assistent: Marco Guida AVAR: Rob Dieperink |
|                             |            |         |                                     | |

|                             |                            |         |                    | |
| 19 september 2023 21:00 uur | Manchester City            | 3 – 1   | Rode Ster Belgrado | Stadion: Etihad Stadium, Manchester Toeschouwers: 50.204 Scheidsrechter: João Pinheiro Video-assistent: Tiago Martins AVAR: Pol Van Boekel |
| 19 september 2023 21:00 uur | Álvarez 47', 60' Rodri 73' | Verslag | 45' Bukari         | Stadion: Etihad Stadium, Manchester Toeschouwers: 50.204 Scheidsrechter: João Pinheiro Video-assistent: Tiago Martins AVAR: Pol Van Boekel |
| 19 september 2023 21:00 uur |                            |         |                    | Stadion: Etihad Stadium, Manchester Toeschouwers: 50.204 Scheidsrechter: João Pinheiro Video-assistent: Tiago Martins AVAR: Pol Van Boekel |
| 19 september 2023 21:00 uur |                            |         |                    | Stadion: Etihad Stadium, Manchester Toeschouwers: 50.204 Scheidsrechter: João Pinheiro Video-assistent: Tiago Martins AVAR: Pol Van Boekel |
|                             |                            |         |                    | |

|                          |            |         |                                  | |
| 4 oktober 2023 21:00 uur | RB Leipzig | 1 – 3   | Manchester City                  | Stadion: Red Bull Arena, Leipzig Toeschouwers: 45.228 Scheidsrechter: Artur Soares Dias Video-assistent: Tiago Martins AVAR: Clay Ruperti |
| 4 oktober 2023 21:00 uur | Openda 48' | Verslag | 25' Foden 84' Álvarez 90+2' Doku | Stadion: Red Bull Arena, Leipzig Toeschouwers: 45.228 Scheidsrechter: Artur Soares Dias Video-assistent: Tiago Martins AVAR: Clay Ruperti |
| 4 oktober 2023 21:00 uur |            |         |                                  | Stadion: Red Bull Arena, Leipzig Toeschouwers: 45.228 Scheidsrechter: Artur Soares Dias Video-assistent: Tiago Martins AVAR: Clay Ruperti |
| 4 oktober 2023 21:00 uur |            |         |                                  | Stadion: Red Bull Arena, Leipzig Toeschouwers: 45.228 Scheidsrechter: Artur Soares Dias Video-assistent: Tiago Martins AVAR: Clay Ruperti |
|                          |            |         |                                  | |

|                          |                       |         |                              | |
| 4 oktober 2023 21:00 uur | Rode Ster Belgrado    | 2 – 2   | Young Boys                   | Stadion: Rajko Mitićstadion, Belgrado Toeschouwers: 47.201 Scheidsrechter: William Collum Video-assistent: David Coote AVAR: Andrew Dallas |
| 4 oktober 2023 21:00 uur | Ndiaye 35' Bukari 88' | Verslag | 48' Ugrinic 61' (pen.) Itten | Stadion: Rajko Mitićstadion, Belgrado Toeschouwers: 47.201 Scheidsrechter: William Collum Video-assistent: David Coote AVAR: Andrew Dallas |
| 4 oktober 2023 21:00 uur |                       |         |                              | Stadion: Rajko Mitićstadion, Belgrado Toeschouwers: 47.201 Scheidsrechter: William Collum Video-assistent: David Coote AVAR: Andrew Dallas |
| 4 oktober 2023 21:00 uur |                       |         |                              | Stadion: Rajko Mitićstadion, Belgrado Toeschouwers: 47.201 Scheidsrechter: William Collum Video-assistent: David Coote AVAR: Andrew Dallas |
|                          |                       |         |                              | |

|                           |                              |         |                    | |
| 25 oktober 2023 21:00 uur | RB Leipzig                   | 3 – 1   | Rode Ster Belgrado | Stadion: Red Bull Arena, Leipzig Toeschouwers: 42.209 Scheidsrechter: José María Sánchez Martínez Video-assistent: Carlos del Cerro Grande AVAR: Ricardo de Burgos Bengoetxea |
| 25 oktober 2023 21:00 uur | Raum 12' Simons 59' Olmo 84' | Verslag | 70' Stamenić       | Stadion: Red Bull Arena, Leipzig Toeschouwers: 42.209 Scheidsrechter: José María Sánchez Martínez Video-assistent: Carlos del Cerro Grande AVAR: Ricardo de Burgos Bengoetxea |
| 25 oktober 2023 21:00 uur |                              |         |                    | Stadion: Red Bull Arena, Leipzig Toeschouwers: 42.209 Scheidsrechter: José María Sánchez Martínez Video-assistent: Carlos del Cerro Grande AVAR: Ricardo de Burgos Bengoetxea |
| 25 oktober 2023 21:00 uur |                              |         |                    | Stadion: Red Bull Arena, Leipzig Toeschouwers: 42.209 Scheidsrechter: José María Sánchez Martínez Video-assistent: Carlos del Cerro Grande AVAR: Ricardo de Burgos Bengoetxea |
|                           |                              |         |                    | |

|                           |            |         |                               | |
| 25 oktober 2023 21:00 uur | Young Boys | 1 – 3   | Manchester City               | Stadion: Stade de Suisse, Bern Toeschouwers: 31.500 Scheidsrechter: Morten Krogh Video-assistent: Paolo Valeri AVAR: Massimiliano Irrati |
| 25 oktober 2023 21:00 uur | Elia 52'   | Verslag | 48' Akanji 67' (pen.) Haaland | Stadion: Stade de Suisse, Bern Toeschouwers: 31.500 Scheidsrechter: Morten Krogh Video-assistent: Paolo Valeri AVAR: Massimiliano Irrati |
| 25 oktober 2023 21:00 uur |            |         |                               | Stadion: Stade de Suisse, Bern Toeschouwers: 31.500 Scheidsrechter: Morten Krogh Video-assistent: Paolo Valeri AVAR: Massimiliano Irrati |
| 25 oktober 2023 21:00 uur |            |         |                               | Stadion: Stade de Suisse, Bern Toeschouwers: 31.500 Scheidsrechter: Morten Krogh Video-assistent: Paolo Valeri AVAR: Massimiliano Irrati |
|                           |            |         |                               | |

|                           |                                     |         |                 | |
| 7 november 2023 21:00 uur | Manchester City                     | 3 – 0   | Young Boys      | Stadion: Etihad Stadium, Manchester Toeschouwers: 51.049 Scheidsrechter: Erik Lambrechts Video-assistent: Willy Delajod AVAR: Bastian Dankert |
| 7 november 2023 21:00 uur | Haaland 23' (pen.), 51' Foden 45+1' | Verslag | 19', 53' Lauper | Stadion: Etihad Stadium, Manchester Toeschouwers: 51.049 Scheidsrechter: Erik Lambrechts Video-assistent: Willy Delajod AVAR: Bastian Dankert |
| 7 november 2023 21:00 uur |                                     |         |                 | Stadion: Etihad Stadium, Manchester Toeschouwers: 51.049 Scheidsrechter: Erik Lambrechts Video-assistent: Willy Delajod AVAR: Bastian Dankert |
| 7 november 2023 21:00 uur |                                     |         |                 | Stadion: Etihad Stadium, Manchester Toeschouwers: 51.049 Scheidsrechter: Erik Lambrechts Video-assistent: Willy Delajod AVAR: Bastian Dankert |
|                           |                                     |         |                 | |

|                           |                     |         |                      | |
| 7 november 2023 21:00 uur | Rode Ster Belgrado  | 1 – 2   | RB Leipzig           | Stadion: Rajko Mitićstadion, Belgrado Toeschouwers: 41.961 Scheidsrechter: Daniele Orsato Video-assistent: Marco Di Bello AVAR: Luca Pairetto |
| 7 november 2023 21:00 uur | Henrichs 81' (e.d.) | Verslag | 8' Simons 77' Openda | Stadion: Rajko Mitićstadion, Belgrado Toeschouwers: 41.961 Scheidsrechter: Daniele Orsato Video-assistent: Marco Di Bello AVAR: Luca Pairetto |
| 7 november 2023 21:00 uur |                     |         |                      | Stadion: Rajko Mitićstadion, Belgrado Toeschouwers: 41.961 Scheidsrechter: Daniele Orsato Video-assistent: Marco Di Bello AVAR: Luca Pairetto |
| 7 november 2023 21:00 uur |                     |         |                      | Stadion: Rajko Mitićstadion, Belgrado Toeschouwers: 41.961 Scheidsrechter: Daniele Orsato Video-assistent: Marco Di Bello AVAR: Luca Pairetto |
|                           |                     |         |                      | |

|                            |                                   |         |                 | |
| 28 november 2023 21:00 uur | Manchester City                   | 3 – 2   | RB Leipzig      | Stadion: Etihad Stadium, Manchester Toeschouwers: 51.402 Scheidsrechter: Glenn Nyberg Video-assistent: Alejandro Hernández AVAR: Carlos del Cerro Grande |
| 28 november 2023 21:00 uur | Haaland 54' Foden 70' Álvarez 87' | Verslag | 13', 33' Openda | Stadion: Etihad Stadium, Manchester Toeschouwers: 51.402 Scheidsrechter: Glenn Nyberg Video-assistent: Alejandro Hernández AVAR: Carlos del Cerro Grande |
| 28 november 2023 21:00 uur |                                   |         |                 | Stadion: Etihad Stadium, Manchester Toeschouwers: 51.402 Scheidsrechter: Glenn Nyberg Video-assistent: Alejandro Hernández AVAR: Carlos del Cerro Grande |
| 28 november 2023 21:00 uur |                                   |         |                 | Stadion: Etihad Stadium, Manchester Toeschouwers: 51.402 Scheidsrechter: Glenn Nyberg Video-assistent: Alejandro Hernández AVAR: Carlos del Cerro Grande |
|                            |                                   |         |                 | |

|                            |                                |         |                    | |
| 28 november 2023 21:00 uur | Young Boys                     | 2 – 0   | Rode Ster Belgrado | Stadion: Stade de Suisse, Bern Toeschouwers: 31.500 Scheidsrechter: Danny Makkelie Video-assistent: Clay Ruperti AVAR: Nejc Kajtazović |
| 28 november 2023 21:00 uur | Nedeljković 8' (e.d.) Blum 29' | Verslag |                    | Stadion: Stade de Suisse, Bern Toeschouwers: 31.500 Scheidsrechter: Danny Makkelie Video-assistent: Clay Ruperti AVAR: Nejc Kajtazović |
| 28 november 2023 21:00 uur |                                |         |                    | Stadion: Stade de Suisse, Bern Toeschouwers: 31.500 Scheidsrechter: Danny Makkelie Video-assistent: Clay Ruperti AVAR: Nejc Kajtazović |
| 28 november 2023 21:00 uur |                                |         |                    | Stadion: Stade de Suisse, Bern Toeschouwers: 31.500 Scheidsrechter: Danny Makkelie Video-assistent: Clay Ruperti AVAR: Nejc Kajtazović |
|                            |                                |         |                    | |

|                            |                        |         |            | |
| 13 december 2023 18:45 uur | RB Leipzig             | 2 – 1   | Young Boys | Stadion: Red Bull Arena, Leipzig Toeschouwers: 43.331 Scheidsrechter: Manfredas Lukjančukas Video-assistent: Stuart Attwell AVAR: Nejc Kajtazović |
| 13 december 2023 18:45 uur | Šeško 51' Forsberg 56' | Verslag | 53' Colley | Stadion: Red Bull Arena, Leipzig Toeschouwers: 43.331 Scheidsrechter: Manfredas Lukjančukas Video-assistent: Stuart Attwell AVAR: Nejc Kajtazović |
| 13 december 2023 18:45 uur |                        |         |            | Stadion: Red Bull Arena, Leipzig Toeschouwers: 43.331 Scheidsrechter: Manfredas Lukjančukas Video-assistent: Stuart Attwell AVAR: Nejc Kajtazović |
| 13 december 2023 18:45 uur |                        |         |            | Stadion: Red Bull Arena, Leipzig Toeschouwers: 43.331 Scheidsrechter: Manfredas Lukjančukas Video-assistent: Stuart Attwell AVAR: Nejc Kajtazović |
|                            |                        |         |            | |

|                            |                       |         |                                           | |
| 13 december 2023 18:45 uur | Rode Ster Belgrado    | 2 – 3   | Manchester City                           | Stadion: Rajko Mitićstadion, Belgrado Toeschouwers: 49.443 Scheidsrechter: Aliyar Ağayev Video-assistent: Alper Ulusoy AVAR: Abdulkadir Bitigen |
| 13 december 2023 18:45 uur | Hwang 76' Katai 90+1' | Verslag | 19' Hamilton 62' Bobb 85' (pen.) Phillips | Stadion: Rajko Mitićstadion, Belgrado Toeschouwers: 49.443 Scheidsrechter: Aliyar Ağayev Video-assistent: Alper Ulusoy AVAR: Abdulkadir Bitigen |
| 13 december 2023 18:45 uur |                       |         |                                           | Stadion: Rajko Mitićstadion, Belgrado Toeschouwers: 49.443 Scheidsrechter: Aliyar Ağayev Video-assistent: Alper Ulusoy AVAR: Abdulkadir Bitigen |
| 13 december 2023 18:45 uur |                       |         |                                           | Stadion: Rajko Mitićstadion, Belgrado Toeschouwers: 49.443 Scheidsrechter: Aliyar Ağayev Video-assistent: Alper Ulusoy AVAR: Abdulkadir Bitigen |
|                            |                       |         |                                           | |

#### Groep H
| Pos | Team             | Wed | W | G | V | Ptn | DV | DT | +/− | Kwalificatie            |  | BAR   | POR   | SHK   | ANT   |
| --- | ---------------- | --- | - | - | - | --- | -- | -- | --- | ----------------------- |  | ----- | ----- | ----- | ----- |
| 1   | FC Barcelona     | 6   | 4 | 0 | 2 | 12  | 12 | 6  | +6  | Naar de achtste finales |  |       | 2 – 1 | 2 – 1 | 5 – 0 |
| 2   | FC Porto         | 6   | 4 | 0 | 2 | 12  | 15 | 8  | +7  | Naar de achtste finales |  | 0 – 1 |       | 5 – 3 | 2 – 0 |
| 3   | Sjachtar Donetsk | 6   | 3 | 0 | 3 | 9   | 10 | 12 | −2  | Naar de tussenronde EL  |  | 1 – 0 | 1 – 3 |       | 1 – 0 |
| 4   | Antwerp FC       | 6   | 1 | 0 | 5 | 3   | 6  | 17 | −11 |                         |  | 3 – 2 | 1 – 4 | 2 – 3 |       |

1. 1 2  Onderlinge punten (Criteria a.): FC Barcelona 6, FC Porto 0.

##### Wedstrijden
|                             |                  |         |                           | |
| 19 september 2023 21:00 uur | Sjachtar Donetsk | 1 – 3   | FC Porto                  | Stadion: Volksparkstadion, Hamburg Toeschouwers: 46.729 Scheidsrechter: Davide Massa Video-assistent: Aleandro Di Paolo AVAR: Massimiliano Irrati |
| 19 september 2023 21:00 uur | Kelsy 13'        | Verslag | 8', 15' Galeno 29' Taremi | Stadion: Volksparkstadion, Hamburg Toeschouwers: 46.729 Scheidsrechter: Davide Massa Video-assistent: Aleandro Di Paolo AVAR: Massimiliano Irrati |
| 19 september 2023 21:00 uur |                  |         |                           | Stadion: Volksparkstadion, Hamburg Toeschouwers: 46.729 Scheidsrechter: Davide Massa Video-assistent: Aleandro Di Paolo AVAR: Massimiliano Irrati |
| 19 september 2023 21:00 uur |                  |         |                           | Stadion: Volksparkstadion, Hamburg Toeschouwers: 46.729 Scheidsrechter: Davide Massa Video-assistent: Aleandro Di Paolo AVAR: Massimiliano Irrati |
|                             |                  |         |                           | |

|                             |                                                                  |         |            | |
| 19 september 2023 21:00 uur | FC Barcelona                                                     | 5 – 0   | Antwerp FC | Stadion: Olympisch Stadion Lluís Companys, Barcelona Toeschouwers: 40.989 Scheidsrechter: Radu Petrescu Video-assistent: Cătălin Popa AVAR: Ovidiu Haţegan |
| 19 september 2023 21:00 uur | João Félix 11', 66' Lewandowski 19' Bataille 22' (e.d.) Gavi 54' | Verslag |            | Stadion: Olympisch Stadion Lluís Companys, Barcelona Toeschouwers: 40.989 Scheidsrechter: Radu Petrescu Video-assistent: Cătălin Popa AVAR: Ovidiu Haţegan |
| 19 september 2023 21:00 uur |                                                                  |         |            | Stadion: Olympisch Stadion Lluís Companys, Barcelona Toeschouwers: 40.989 Scheidsrechter: Radu Petrescu Video-assistent: Cătălin Popa AVAR: Ovidiu Haţegan |
| 19 september 2023 21:00 uur |                                                                  |         |            | Stadion: Olympisch Stadion Lluís Companys, Barcelona Toeschouwers: 40.989 Scheidsrechter: Radu Petrescu Video-assistent: Cătălin Popa AVAR: Ovidiu Haţegan |
|                             |                                                                  |         |            | |

|                          |                                                  |         |                              | |
| 4 oktober 2023 18:45 uur | Antwerp FC                                       | 2 – 3   | Sjachtar Donetsk             | Stadion: Bosuilstadion, Antwerpen Toeschouwers: 13.509 Scheidsrechter: Rade Obrenovič Video-assistent: Nejc Kajtazović AVAR: Ivan Bebek |
| 4 oktober 2023 18:45 uur | Muja 3' Balikwisha 33' Alderweireld 90+8' (pen.) | Verslag | 48', 76' Sikan 71' Rakitskyj | Stadion: Bosuilstadion, Antwerpen Toeschouwers: 13.509 Scheidsrechter: Rade Obrenovič Video-assistent: Nejc Kajtazović AVAR: Ivan Bebek |
| 4 oktober 2023 18:45 uur |                                                  |         |                              | Stadion: Bosuilstadion, Antwerpen Toeschouwers: 13.509 Scheidsrechter: Rade Obrenovič Video-assistent: Nejc Kajtazović AVAR: Ivan Bebek |
| 4 oktober 2023 18:45 uur |                                                  |         |                              | Stadion: Bosuilstadion, Antwerpen Toeschouwers: 13.509 Scheidsrechter: Rade Obrenovič Video-assistent: Nejc Kajtazović AVAR: Ivan Bebek |
|                          |                                                  |         |                              | |

|                          |          |         |                              | |
| 4 oktober 2023 21:00 uur | FC Porto | 0 – 1   | FC Barcelona                 | Stadion: Estádio do Dragão, Porto Toeschouwers: 49.722 Scheidsrechter: Anthony Taylor Video-assistent: Stuart Attwell AVAR: Bastian Dankert |
| 4 oktober 2023 21:00 uur |          | Verslag | 45+1' Torres 36', 90+3' Gavi | Stadion: Estádio do Dragão, Porto Toeschouwers: 49.722 Scheidsrechter: Anthony Taylor Video-assistent: Stuart Attwell AVAR: Bastian Dankert |
| 4 oktober 2023 21:00 uur |          |         |                              | Stadion: Estádio do Dragão, Porto Toeschouwers: 49.722 Scheidsrechter: Anthony Taylor Video-assistent: Stuart Attwell AVAR: Bastian Dankert |
| 4 oktober 2023 21:00 uur |          |         |                              | Stadion: Estádio do Dragão, Porto Toeschouwers: 49.722 Scheidsrechter: Anthony Taylor Video-assistent: Stuart Attwell AVAR: Bastian Dankert |
|                          |          |         |                              | |

|                           |                      |         |                  | |
| 25 oktober 2023 18:45 uur | FC Barcelona         | 2 – 1   | Sjachtar Donetsk | Stadion: Olympisch Stadion Lluís Companys, Barcelona Toeschouwers: 41.409 Scheidsrechter: Ivan Kružliak Video-assistent: Tomasz Kwiatkowski AVAR: Piotr Lysak |
| 25 oktober 2023 18:45 uur | Torres 28' López 36' | Verslag | 62' Sudakov      | Stadion: Olympisch Stadion Lluís Companys, Barcelona Toeschouwers: 41.409 Scheidsrechter: Ivan Kružliak Video-assistent: Tomasz Kwiatkowski AVAR: Piotr Lysak |
| 25 oktober 2023 18:45 uur |                      |         |                  | Stadion: Olympisch Stadion Lluís Companys, Barcelona Toeschouwers: 41.409 Scheidsrechter: Ivan Kružliak Video-assistent: Tomasz Kwiatkowski AVAR: Piotr Lysak |
| 25 oktober 2023 18:45 uur |                      |         |                  | Stadion: Olympisch Stadion Lluís Companys, Barcelona Toeschouwers: 41.409 Scheidsrechter: Ivan Kružliak Video-assistent: Tomasz Kwiatkowski AVAR: Piotr Lysak |
|                           |                      |         |                  | |

|                           |            |         |                                       | |
| 25 oktober 2023 21:00 uur | Antwerp FC | 1 – 4   | FC Porto                              | Stadion: Bosuilstadion, Antwerpen Toeschouwers: 13.654 Scheidsrechter: Benoît Bastien Video-assistent: Benoît Millot AVAR: Jérôme Brisard |
| 25 oktober 2023 21:00 uur | Yusuf 37'  | Verslag | 46', 69', 84' Evanilson 54' Eustáquio | Stadion: Bosuilstadion, Antwerpen Toeschouwers: 13.654 Scheidsrechter: Benoît Bastien Video-assistent: Benoît Millot AVAR: Jérôme Brisard |
| 25 oktober 2023 21:00 uur |            |         |                                       | Stadion: Bosuilstadion, Antwerpen Toeschouwers: 13.654 Scheidsrechter: Benoît Bastien Video-assistent: Benoît Millot AVAR: Jérôme Brisard |
| 25 oktober 2023 21:00 uur |            |         |                                       | Stadion: Bosuilstadion, Antwerpen Toeschouwers: 13.654 Scheidsrechter: Benoît Bastien Video-assistent: Benoît Millot AVAR: Jérôme Brisard |
|                           |            |         |                                       | |

|                           |                  |         |              | |
| 7 november 2023 18:45 uur | Sjachtar Donetsk | 1 – 0   | FC Barcelona | Stadion: Volksparkstadion, Hamburg Toeschouwers: 49.147 Scheidsrechter: Irfan Peljto Video-assistent: Ivan Bebek AVAR: Christian Dingert |
| 7 november 2023 18:45 uur | Sikan 40'        | Verslag |              | Stadion: Volksparkstadion, Hamburg Toeschouwers: 49.147 Scheidsrechter: Irfan Peljto Video-assistent: Ivan Bebek AVAR: Christian Dingert |
| 7 november 2023 18:45 uur |                  |         |              | Stadion: Volksparkstadion, Hamburg Toeschouwers: 49.147 Scheidsrechter: Irfan Peljto Video-assistent: Ivan Bebek AVAR: Christian Dingert |
| 7 november 2023 18:45 uur |                  |         |              | Stadion: Volksparkstadion, Hamburg Toeschouwers: 49.147 Scheidsrechter: Irfan Peljto Video-assistent: Ivan Bebek AVAR: Christian Dingert |
|                           |                  |         |              | |

| |                                 |         |                   | |
| 7 november 2023 21:00 uur | FC Porto                        | 2 – 0   | Antwerp FC        | Stadion: Estádio do Dragão, Porto Toeschouwers: 44.830 Scheidsrechter: Maurizio Mariani Video-assistent: Paolo Valeri AVAR: Massimiliano Irrati |
| 7 november 2023 21:00 uur | Evanilson 32' (pen.) Pepe 90+1' | Verslag | 52' * Ekkelenkamp | Stadion: Estádio do Dragão, Porto Toeschouwers: 44.830 Scheidsrechter: Maurizio Mariani Video-assistent: Paolo Valeri AVAR: Massimiliano Irrati |
| 7 november 2023 21:00 uur |                                 |         |                   | Stadion: Estádio do Dragão, Porto Toeschouwers: 44.830 Scheidsrechter: Maurizio Mariani Video-assistent: Paolo Valeri AVAR: Massimiliano Irrati |
| 7 november 2023 21:00 uur |                                 |         |                   | Stadion: Estádio do Dragão, Porto Toeschouwers: 44.830 Scheidsrechter: Maurizio Mariani Video-assistent: Paolo Valeri AVAR: Massimiliano Irrati |
| Bijz.: * Scheidsrechter toonde Jurgen Ekkelenkamp eerst de gele kaart. Na ingreep van de VAR werd dit echter omgedraaid naar een rode kaart. |                                 |         |                   | |

|                            |                  |         |                   | |
| 28 november 2023 18:45 uur | Sjachtar Donetsk | 1 – 0   | Antwerp FC        | Stadion: Volksparkstadion, Hamburg Toeschouwers: 47.209 Scheidsrechter: Bartosz Frankowski Video-assistent: Marco Fritz AVAR: Jérôme Brisard |
| 28 november 2023 18:45 uur | Matviyenko 12'   | Verslag | 90+4', 90+7' Muja | Stadion: Volksparkstadion, Hamburg Toeschouwers: 47.209 Scheidsrechter: Bartosz Frankowski Video-assistent: Marco Fritz AVAR: Jérôme Brisard |
| 28 november 2023 18:45 uur |                  |         |                   | Stadion: Volksparkstadion, Hamburg Toeschouwers: 47.209 Scheidsrechter: Bartosz Frankowski Video-assistent: Marco Fritz AVAR: Jérôme Brisard |
| 28 november 2023 18:45 uur |                  |         |                   | Stadion: Volksparkstadion, Hamburg Toeschouwers: 47.209 Scheidsrechter: Bartosz Frankowski Video-assistent: Marco Fritz AVAR: Jérôme Brisard |
|                            |                  |         |                   | |

|                            |                       |         |          | |
| 28 november 2023 21:00 uur | FC Barcelona          | 2 – 1   | FC Porto | Stadion: Olympisch Stadion Lluís Companys, Barcelona Toeschouwers: 43.533 Scheidsrechter: Daniele Orsato Video-assistent: Massimiliano Irrati AVAR: Paolo Valeri |
| 28 november 2023 21:00 uur | Cancelo 32' Félix 57' | Verslag | 30' Pepe | Stadion: Olympisch Stadion Lluís Companys, Barcelona Toeschouwers: 43.533 Scheidsrechter: Daniele Orsato Video-assistent: Massimiliano Irrati AVAR: Paolo Valeri |
| 28 november 2023 21:00 uur |                       |         |          | Stadion: Olympisch Stadion Lluís Companys, Barcelona Toeschouwers: 43.533 Scheidsrechter: Daniele Orsato Video-assistent: Massimiliano Irrati AVAR: Paolo Valeri |
| 28 november 2023 21:00 uur |                       |         |          | Stadion: Olympisch Stadion Lluís Companys, Barcelona Toeschouwers: 43.533 Scheidsrechter: Daniele Orsato Video-assistent: Massimiliano Irrati AVAR: Paolo Valeri |
|                            |                       |         |          | |

|                            |                                                  |         |                                              | |
| 13 december 2023 21:00 uur | FC Porto                                         | 5 – 3   | Sjachtar Donetsk                             | Stadion: Estádio do Dragão, Porto Toeschouwers: 48.113 Scheidsrechter: István Kovács Video-assistent: Massimiliano Irrati AVAR: Cătălin Popa |
| 13 december 2023 21:00 uur | Galeno 9', 43' Taremi 62' Pepe 75' Conceição 82' | Verslag | 29' Sikan 72' (e.d.) Eustáquio 88' Eguinaldo | Stadion: Estádio do Dragão, Porto Toeschouwers: 48.113 Scheidsrechter: István Kovács Video-assistent: Massimiliano Irrati AVAR: Cătălin Popa |
| 13 december 2023 21:00 uur |                                                  |         |                                              | Stadion: Estádio do Dragão, Porto Toeschouwers: 48.113 Scheidsrechter: István Kovács Video-assistent: Massimiliano Irrati AVAR: Cătălin Popa |
| 13 december 2023 21:00 uur |                                                  |         |                                              | Stadion: Estádio do Dragão, Porto Toeschouwers: 48.113 Scheidsrechter: István Kovács Video-assistent: Massimiliano Irrati AVAR: Cătălin Popa |
|                            |                                                  |         |                                              | |

|                            |                                           |         |                       | |
| 13 december 2023 21:00 uur | Antwerp FC                                | 3 – 2   | FC Barcelona          | Stadion: Bosuilstadion, Antwerpen Toeschouwers: 13.550 Scheidsrechter: Marco Guida Video-assistent: Paolo Valeri AVAR: David Coote |
| 13 december 2023 21:00 uur | Vermeeren 2' Janssen 56' Ilenikhena 90+2' | Verslag | 35' Torres 90+1' Guiu | Stadion: Bosuilstadion, Antwerpen Toeschouwers: 13.550 Scheidsrechter: Marco Guida Video-assistent: Paolo Valeri AVAR: David Coote |
| 13 december 2023 21:00 uur |                                           |         |                       | Stadion: Bosuilstadion, Antwerpen Toeschouwers: 13.550 Scheidsrechter: Marco Guida Video-assistent: Paolo Valeri AVAR: David Coote |
| 13 december 2023 21:00 uur |                                           |         |                       | Stadion: Bosuilstadion, Antwerpen Toeschouwers: 13.550 Scheidsrechter: Marco Guida Video-assistent: Paolo Valeri AVAR: David Coote |
|                            |                                           |         |                       | |

### Knock-outfase
- Tijdens de loting voor de achtste finale hebben de acht groepswinnaars een geplaatste status, de acht nummers twee een ongeplaatste status. De geplaatste teams worden geloot tegen de ongeplaatste teams. Ploegen die in dezelfde groep zitten en ploegen uit dezelfde landen kunnen in de achtste finales niet tegen elkaar loten.
- De acht groepswinnaars spelen hun tweede wedstrijd in de achtste finale thuis.
- Vanaf de kwartfinales zijn er geen geplaatste en ongeplaatste statussen meer en kan iedereen elkaar loten.

#### Schema
|  | Achtste finales          | Achtste finales     | Achtste finales | Achtste finales |                                  |                   | Kwartfinales      | Kwartfinales | Kwartfinales | Kwartfinales |  |  | Halve finales | Halve finales | Halve finales | Halve finales |  |  | Finale | Finale | Finale | Finale |
|  |                          |                     |                 |                 |                                  |                   |                   |              |              |              |  |  |               |               |               |               |  |  |        |        |        |        |
|  | 20 feb + 13 mrt          |                     |                 |                 |                                  |                   |                   |              |              |              |  |  |               |               |               |               |  |  |        |        |        |        |
|  |                          |                     |                 |                 |                                  |                   |                   |              |              |              |  |  |               |               |               |               |  |  |        |        |        |        |
|  | Internazionale           | 1                   | 1               | 2 (2)           |                                  |                   |                   |              |              |              |  |  |               |               |               |               |  |  |        |        |        |        |
|  | Internazionale           | 1                   | 1               | 2 (2)           | 10 apr + 16 apr                  |                   |                   |              |              |              |  |  |               |               |               |               |  |  |        |        |        |        |
|  | Atlético Madrid (w.n.s.) | 0                   | 2               | 2 (3)           |                                  |                   |                   |              |              |              |  |  |               |               |               |               |  |  |        |        |        |        |
|  | Atlético Madrid (w.n.s.) | 0                   | 2               | 2 (3)           | Atlético Madrid                  | 2                 | 2                 | 4            |              |              |  |  |               |               |               |               |  |  |        |        |        |        |
|  | 20 feb + 13 mrt          |                     |                 |                 | Atlético Madrid                  | 2                 | 2                 | 4            |              |              |  |  |               |               |               |               |  |  |        |        |        |        |
|  |                          | Borussia Dortmund   | 1               | 4               | 5                                |                   |                   |              |              |              |  |  |               |               |               |               |  |  |        |        |        |        |
|  | PSV                      | Borussia Dortmund   | 1               | 4               | 5                                | 1                 | 0                 | 1            |              |              |  |  |               |               |               |               |  |  |        |        |        |        |
|  | PSV                      |                     |                 |                 | 1 mei + 7 mei                    | 1                 | 0                 | 1            |              |              |  |  |               |               |               |               |  |  |        |        |        |        |
|  | Borussia Dortmund        | 1                   | 2               | 3               |                                  |                   |                   |              |              |              |  |  |               |               |               |               |  |  |        |        |        |        |
|  | Borussia Dortmund        | 1                   | 2               | 3               | Borussia Dortmund                | 1                 | 1                 | 2            |              |              |  |  |               |               |               |               |  |  |        |        |        |        |
|  | 14 feb + 5 mrt           |                     |                 |                 | Borussia Dortmund                | 1                 | 1                 | 2            |              |              |  |  |               |               |               |               |  |  |        |        |        |        |
|  |                          | Paris Saint-Germain | 0               | 0               | 0                                |                   |                   |              |              |              |  |  |               |               |               |               |  |  |        |        |        |        |
|  | Paris Saint-Germain      | Paris Saint-Germain | 0               | 0               | 0                                | 2                 | 2                 | 4            |              |              |  |  |               |               |               |               |  |  |        |        |        |        |
|  | Paris Saint-Germain      | 10 apr + 16 apr     |                 |                 |                                  | 2                 | 2                 | 4            |              |              |  |  |               |               |               |               |  |  |        |        |        |        |
|  | Real Sociedad            | 0                   | 1               | 1               |                                  |                   |                   |              |              |              |  |  |               |               |               |               |  |  |        |        |        |        |
|  | Real Sociedad            | 0                   | 1               | 1               | Paris Saint-Germain              | 2                 | 4                 | 6            |              |              |  |  |               |               |               |               |  |  |        |        |        |        |
|  | 21 feb + 12 mrt          |                     |                 |                 | Paris Saint-Germain              | 2                 | 4                 | 6            |              |              |  |  |               |               |               |               |  |  |        |        |        |        |
|  |                          | FC Barcelona        | 3               | 1               | 4                                |                   |                   |              |              |              |  |  |               |               |               |               |  |  |        |        |        |        |
|  | SSC Napoli               | FC Barcelona        | 3               | 1               | 4                                | 1                 | 1                 | 2            |              |              |  |  |               |               |               |               |  |  |        |        |        |        |
|  | SSC Napoli               |                     |                 |                 | 1 jun – Londen (Wembley Stadium) | 1                 | 1                 | 2            |              |              |  |  |               |               |               |               |  |  |        |        |        |        |
|  | FC Barcelona             | 1                   | 3               | 4               |                                  |                   |                   |              |              |              |  |  |               |               |               |               |  |  |        |        |        |        |
|  | FC Barcelona             | 1                   | 3               | 4               | Borussia Dortmund                | Borussia Dortmund | Borussia Dortmund | 0            |              |              |  |  |               |               |               |               |  |  |        |        |        |        |
|  | 21 feb + 12 mrt          |                     |                 |                 | Borussia Dortmund                | Borussia Dortmund | Borussia Dortmund | 0            |              |              |  |  |               |               |               |               |  |  |        |        |        |        |
|  |                          | Real Madrid         | Real Madrid     | Real Madrid     | 2                                |                   |                   |              |              |              |  |  |               |               |               |               |  |  |        |        |        |        |
|  | FC Porto                 | Real Madrid         | Real Madrid     | Real Madrid     | 2                                | 1                 | 0                 | 1 (2)        |              |              |  |  |               |               |               |               |  |  |        |        |        |        |
|  | FC Porto                 | 9 apr + 17 apr      |                 |                 |                                  | 1                 | 0                 | 1 (2)        |              |              |  |  |               |               |               |               |  |  |        |        |        |        |
|  | Arsenal FC (w.n.s.)      | 0                   | 1               | 1 (4)           |                                  |                   |                   |              |              |              |  |  |               |               |               |               |  |  |        |        |        |        |
|  | Arsenal FC (w.n.s.)      | 0                   | 1               | 1 (4)           | Arsenal FC                       | 2                 | 0                 | 2            |              |              |  |  |               |               |               |               |  |  |        |        |        |        |
|  | 14 feb + 5 mrt           |                     |                 |                 | Arsenal FC                       | 2                 | 0                 | 2            |              |              |  |  |               |               |               |               |  |  |        |        |        |        |
|  |                          | Bayern München      | 2               | 1               | 3                                |                   |                   |              |              |              |  |  |               |               |               |               |  |  |        |        |        |        |
|  | SS Lazio                 | Bayern München      | 2               | 1               | 3                                | 1                 | 0                 | 1            |              |              |  |  |               |               |               |               |  |  |        |        |        |        |
|  | SS Lazio                 |                     |                 |                 | 30 apr + 8 mei                   | 1                 | 0                 | 1            |              |              |  |  |               |               |               |               |  |  |        |        |        |        |
|  | Bayern München           | 0                   | 3               | 3               |                                  |                   |                   |              |              |              |  |  |               |               |               |               |  |  |        |        |        |        |
|  | Bayern München           | 0                   | 3               | 3               | Bayern München                   | 2                 | 1                 | 3            |              |              |  |  |               |               |               |               |  |  |        |        |        |        |
|  | 13 feb + 6 mrt           |                     |                 |                 | Bayern München                   | 2                 | 1                 | 3            |              |              |  |  |               |               |               |               |  |  |        |        |        |        |
|  |                          | Real Madrid         | 2               | 2               | 4                                |                   |                   |              |              |              |  |  |               |               |               |               |  |  |        |        |        |        |
|  | RB Leipzig               | Real Madrid         | 2               | 2               | 4                                | 0                 | 1                 | 1            |              |              |  |  |               |               |               |               |  |  |        |        |        |        |
|  | RB Leipzig               | 9 apr + 17 apr      |                 |                 |                                  | 0                 | 1                 | 1            |              |              |  |  |               |               |               |               |  |  |        |        |        |        |
|  | Real Madrid              | 1                   | 1               | 2               |                                  |                   |                   |              |              |              |  |  |               |               |               |               |  |  |        |        |        |        |
|  | Real Madrid              | 1                   | 1               | 2               | Real Madrid (w.n.s.)             | 3                 | 1                 | 4 (4)        |              |              |  |  |               |               |               |               |  |  |        |        |        |        |
|  | 13 feb + 6 mrt           |                     |                 |                 | Real Madrid (w.n.s.)             | 3                 | 1                 | 4 (4)        |              |              |  |  |               |               |               |               |  |  |        |        |        |        |
|  |                          | Manchester CityTH   | 3               | 1               | 4 (3)                            |                   |                   |              |              |              |  |  |               |               |               |               |  |  |        |        |        |        |
|  | FC Kopenhagen            | Manchester CityTH   | 3               | 1               | 4 (3)                            | 1                 | 1                 | 2            |              |              |  |  |               |               |               |               |  |  |        |        |        |        |
|  | FC Kopenhagen            |                     |                 |                 |                                  | 1                 | 1                 | 2            |              |              |  |  |               |               |               |               |  |  |        |        |        |        |
|  | Manchester City TH       | 3                   | 3               | 6               |                                  |                   |                   |              |              |              |  |  |               |               |               |               |  |  |        |        |        |        |
|  | Manchester City TH       | 3                   | 3               | 6               |                                  |                   |                   |              |              |              |  |  |               |               |               |               |  |  |        |        |        |        |

#### Achtste finales

##### Loting
De loting vond plaats op 18 december 2023. De heenwedstrijden werden gespeeld op 13, 14, 20 en 21 februari 2024. De terugwedstrijden vonden plaats op 5, 6, 12 en 13 maart 2024.
| Groep | Groepswinnaar (geplaatst) | Nummer twee (ongeplaatst) |
| ----- | ------------------------- | ------------------------- |
| A     | Bayern München            | FC Kopenhagen             |
| B     | Arsenal FC                | PSV                       |
| C     | Real Madrid               | SSC Napoli                |
| D     | Real Sociedad             | Internazionale            |
| E     | Atlético Madrid           | SS Lazio                  |
| F     | Borussia Dortmund         | Paris Saint-Germain       |
| G     | Manchester City TH        | RB Leipzig                |
| H     | FC Barcelona              | FC Porto                  |

| Legenda               |
| Geplaatst Ongeplaatst |

| Team 1              | Tot.               | Team 2            | 1e wedstr. | 2e wedstr.   |
| ------------------- | ------------------ | ----------------- | ---------- | ------------ |
| FC Porto            | 1 – 1 (2–4 n.s.)   | Arsenal FC        | 1 – 0      | 0 – 1 (n.v.) |
| SSC Napoli          | 2 – 4              | FC Barcelona      | 1 – 1      | 1 – 3        |
| Paris Saint-Germain | 4 – 1              | Real Sociedad     | 2 – 0      | 2 – 1        |
| Internazionale      | 2 – 2 (2 – 3 n.s.) | Atlético Madrid   | 1 – 0      | 2 – 1 (n.v.) |
| PSV                 | 1 – 3              | Borussia Dortmund | 1 – 1      | 2 – 0        |
| SS Lazio            | 1 – 3              | Bayern München    | 1 – 0      | 0 – 3        |
| FC Kopenhagen       | 2 – 6              | Manchester City   | 1 – 3      | 1 – 3        |
| RB Leipzig          | 1 – 2              | Real Madrid       | 0 – 1      | 1 – 1        |

##### Wedstrijden

###### Heen- en terugwedstrijden
|                            |              |         |         | |
| 21 februari 2024 21:00 uur | FC Porto     | 1 – 0   | Arsenal | Stadion: Estádio do Dragão, Porto Toeschouwers: 49.111 Scheidsrechter: Serdar Gözübüyük Video-assistent: Dennis Higler AVAR: Pol van Boekel |
| 21 februari 2024 21:00 uur | Galeno 90+4' | Verslag |         | Stadion: Estádio do Dragão, Porto Toeschouwers: 49.111 Scheidsrechter: Serdar Gözübüyük Video-assistent: Dennis Higler AVAR: Pol van Boekel |
| 21 februari 2024 21:00 uur |              |         |         | Stadion: Estádio do Dragão, Porto Toeschouwers: 49.111 Scheidsrechter: Serdar Gözübüyük Video-assistent: Dennis Higler AVAR: Pol van Boekel |
| 21 februari 2024 21:00 uur |              |         |         | Stadion: Estádio do Dragão, Porto Toeschouwers: 49.111 Scheidsrechter: Serdar Gözübüyük Video-assistent: Dennis Higler AVAR: Pol van Boekel |
|                            |              |         |         | |

| |                            |                         |                            | |
| 12 maart 2024 21:00 uur | Arsenal                    | 1 – 0 (n.v.) 4 – 2 pen. | FC Porto                   | Stadion: Emirates Stadium, Londen Toeschouwers: 60.257 Scheidsrechter: Clément Turpin Video-assistent: Jérôme Brisard AVAR: Willy Delajod |
| 12 maart 2024 21:00 uur | Trossard 41'               | Verslag                 |                            | Stadion: Emirates Stadium, Londen Toeschouwers: 60.257 Scheidsrechter: Clément Turpin Video-assistent: Jérôme Brisard AVAR: Willy Delajod |
| 12 maart 2024 21:00 uur | Strafschoppen              |                         |                            | Stadion: Emirates Stadium, Londen Toeschouwers: 60.257 Scheidsrechter: Clément Turpin Video-assistent: Jérôme Brisard AVAR: Willy Delajod |
| 12 maart 2024 21:00 uur | Ødegaard Havertz Saka Rice |                         | Pepê Wendell Grujić Galeno | Stadion: Emirates Stadium, Londen Toeschouwers: 60.257 Scheidsrechter: Clément Turpin Video-assistent: Jérôme Brisard AVAR: Willy Delajod |
| Bijz.: Arsenal FC speelde over twee wedstrijden gelijk met een totaalscore van 1 – 1, maar won de strafschoppenserie met 4 – 2. |                            |                         |                            | |

|                            |             |         |                 | |
| 21 februari 2024 21:00 uur | SSC Napoli  | 1 – 1   | FC Barcelona    | Stadion: Stadio Diego Armando Maradona, Napels Toeschouwers: 49.529 Scheidsrechter: Felix Zwayer Video-assistent: Bastian Dankert AVAR: Sören Storks |
| 21 februari 2024 21:00 uur | Osimhen 75' | Verslag | 60' Lewandowski | Stadion: Stadio Diego Armando Maradona, Napels Toeschouwers: 49.529 Scheidsrechter: Felix Zwayer Video-assistent: Bastian Dankert AVAR: Sören Storks |
| 21 februari 2024 21:00 uur |             |         |                 | Stadion: Stadio Diego Armando Maradona, Napels Toeschouwers: 49.529 Scheidsrechter: Felix Zwayer Video-assistent: Bastian Dankert AVAR: Sören Storks |
| 21 februari 2024 21:00 uur |             |         |                 | Stadion: Stadio Diego Armando Maradona, Napels Toeschouwers: 49.529 Scheidsrechter: Felix Zwayer Video-assistent: Bastian Dankert AVAR: Sören Storks |
|                            |             |         |                 | |

|                                                                              |                                       |         |              | |
| 12 maart 2024 21:00 uur                                                      | FC Barcelona                          | 3 – 1   | SSC Napoli   | Stadion: Olympisch Stadion Lluís Companys, Barcelona Toeschouwers: 50.301 Scheidsrechter: Danny Makkelie Video-assistent: Rob Dieperink AVAR: Clay Ruperti |
| 12 maart 2024 21:00 uur                                                      | López 15' Cancelo 17' Lewandowski 83' | Verslag | 30' Rrahmani | Stadion: Olympisch Stadion Lluís Companys, Barcelona Toeschouwers: 50.301 Scheidsrechter: Danny Makkelie Video-assistent: Rob Dieperink AVAR: Clay Ruperti |
| 12 maart 2024 21:00 uur                                                      |                                       |         |              | Stadion: Olympisch Stadion Lluís Companys, Barcelona Toeschouwers: 50.301 Scheidsrechter: Danny Makkelie Video-assistent: Rob Dieperink AVAR: Clay Ruperti |
| 12 maart 2024 21:00 uur                                                      |                                       |         |              | Stadion: Olympisch Stadion Lluís Companys, Barcelona Toeschouwers: 50.301 Scheidsrechter: Danny Makkelie Video-assistent: Rob Dieperink AVAR: Clay Ruperti |
| Bijz.: FC Barcelona won over twee wedstrijden met een totaalscore van 4 – 2. |                                       |         |              | |

|                            |                        |         |               | |
| 14 februari 2024 21:00 uur | Paris Saint-Germain    | 2 – 0   | Real Sociedad | Stadion: Parc des Princes, Parijs Toeschouwers: 46.435 Scheidsrechter: Marco Guida Video-assistent: Paolo Valeri AVAR: Aleandro Di Paolo |
| 14 februari 2024 21:00 uur | Mbappé 58' Barcola 70' | Verslag |               | Stadion: Parc des Princes, Parijs Toeschouwers: 46.435 Scheidsrechter: Marco Guida Video-assistent: Paolo Valeri AVAR: Aleandro Di Paolo |
| 14 februari 2024 21:00 uur |                        |         |               | Stadion: Parc des Princes, Parijs Toeschouwers: 46.435 Scheidsrechter: Marco Guida Video-assistent: Paolo Valeri AVAR: Aleandro Di Paolo |
| 14 februari 2024 21:00 uur |                        |         |               | Stadion: Parc des Princes, Parijs Toeschouwers: 46.435 Scheidsrechter: Marco Guida Video-assistent: Paolo Valeri AVAR: Aleandro Di Paolo |
|                            |                        |         |               | |

|                                                                                        |               |         |                     | |
| 5 maart 2024 21:00 uur                                                                 | Real Sociedad | 1 – 2   | Paris Saint-Germain | Stadion: Estadio Anoeta, San Sebastian Toeschouwers: 39.336 Scheidsrechter: Michael Oliver Video-assistent: Stuart Attwell AVAR: David Coote |
| 5 maart 2024 21:00 uur                                                                 | Merino 89'    | Verslag | 15', 56' Mbappé     | Stadion: Estadio Anoeta, San Sebastian Toeschouwers: 39.336 Scheidsrechter: Michael Oliver Video-assistent: Stuart Attwell AVAR: David Coote |
| 5 maart 2024 21:00 uur                                                                 |               |         |                     | Stadion: Estadio Anoeta, San Sebastian Toeschouwers: 39.336 Scheidsrechter: Michael Oliver Video-assistent: Stuart Attwell AVAR: David Coote |
| 5 maart 2024 21:00 uur                                                                 |               |         |                     | Stadion: Estadio Anoeta, San Sebastian Toeschouwers: 39.336 Scheidsrechter: Michael Oliver Video-assistent: Stuart Attwell AVAR: David Coote |
| Bijz.: Paris Saint-Germain FC won over twee wedstrijden met een totaalscore van 4 – 1. |               |         |                     | |

|                            |                |         |                 | |
| 20 februari 2024 21:00 uur | Internazionale | 1 – 0   | Atlético Madrid | Stadion: Stadio Giuseppe Meazza, Milaan Toeschouwers: 73.709 Scheidsrechter: István Kovács Video-assistent: Marco Fritz AVAR: Cătălin Popa |
| 20 februari 2024 21:00 uur | Arnautović 79' | Verslag |                 | Stadion: Stadio Giuseppe Meazza, Milaan Toeschouwers: 73.709 Scheidsrechter: István Kovács Video-assistent: Marco Fritz AVAR: Cătălin Popa |
| 20 februari 2024 21:00 uur |                |         |                 | Stadion: Stadio Giuseppe Meazza, Milaan Toeschouwers: 73.709 Scheidsrechter: István Kovács Video-assistent: Marco Fritz AVAR: Cătălin Popa |
| 20 februari 2024 21:00 uur |                |         |                 | Stadion: Stadio Giuseppe Meazza, Milaan Toeschouwers: 73.709 Scheidsrechter: István Kovács Video-assistent: Marco Fritz AVAR: Cătălin Popa |
|                            |                |         |                 | |

| |                            |                         |                                             | |
| 13 maart 2024 21:10 uur | Atlético Madrid            | 2 – 1 (n.v.) 3 – 2 pen. | Internazionale                              | Stadion: Estadio Metropolitano, Madrid Toeschouwers: 69.196 Scheidsrechter: Szymon Marciniak Video-assistent: Tomasz Kwiatkowski AVAR: Bartosz Frankowski |
| 13 maart 2024 21:10 uur | Griezmann 35' Depay 87'    | Verslag                 | 33' Dimarco                                 | Stadion: Estadio Metropolitano, Madrid Toeschouwers: 69.196 Scheidsrechter: Szymon Marciniak Video-assistent: Tomasz Kwiatkowski AVAR: Bartosz Frankowski |
| 13 maart 2024 21:10 uur | Strafschoppen              |                         |                                             | Stadion: Estadio Metropolitano, Madrid Toeschouwers: 69.196 Scheidsrechter: Szymon Marciniak Video-assistent: Tomasz Kwiatkowski AVAR: Bartosz Frankowski |
| 13 maart 2024 21:10 uur | Depay Saúl Riquelme Correa |                         | Çalhanoğlu Sánchez Klaassen Acerbi Martínez | Stadion: Estadio Metropolitano, Madrid Toeschouwers: 69.196 Scheidsrechter: Szymon Marciniak Video-assistent: Tomasz Kwiatkowski AVAR: Bartosz Frankowski |
| Bijz.: Atlético Madrid speelde over twee wedstrijden gelijk met een totaalscore van 2 – 2, maar won de strafschoppenserie met 3 – 2. |                            |                         |                                             | |

|                            |                    |         |                   | |
| 20 februari 2024 21:00 uur | PSV                | 1 – 1   | Borussia Dortmund | Stadion: Philips Stadion, Eindhoven Toeschouwers: 34.950 Scheidsrechter: Srđan Jovanović Video-assistent: Nejc Kajtazović AVAR: Ivan Bebek |
| 20 februari 2024 21:00 uur | De Jong 56' (pen.) | Verslag | 24' Malen         | Stadion: Philips Stadion, Eindhoven Toeschouwers: 34.950 Scheidsrechter: Srđan Jovanović Video-assistent: Nejc Kajtazović AVAR: Ivan Bebek |
| 20 februari 2024 21:00 uur |                    |         |                   | Stadion: Philips Stadion, Eindhoven Toeschouwers: 34.950 Scheidsrechter: Srđan Jovanović Video-assistent: Nejc Kajtazović AVAR: Ivan Bebek |
| 20 februari 2024 21:00 uur |                    |         |                   | Stadion: Philips Stadion, Eindhoven Toeschouwers: 34.950 Scheidsrechter: Srđan Jovanović Video-assistent: Nejc Kajtazović AVAR: Ivan Bebek |
|                            |                    |         |                   | |

|                                                                                   |                      |         |     | |
| 13 maart 2024 21:00 uur                                                           | Borussia Dortmund    | 2 – 0   | PSV | Stadion: Signal Iduna Park, Dortmund Toeschouwers: 81.365 Scheidsrechter: Daniele Orsato Video-assistent: Paolo Valeri AVAR: Massimiliano Irrati |
| 13 maart 2024 21:00 uur                                                           | Sancho 3' Reus 90+5' | Verslag |     | Stadion: Signal Iduna Park, Dortmund Toeschouwers: 81.365 Scheidsrechter: Daniele Orsato Video-assistent: Paolo Valeri AVAR: Massimiliano Irrati |
| 13 maart 2024 21:00 uur                                                           |                      |         |     | Stadion: Signal Iduna Park, Dortmund Toeschouwers: 81.365 Scheidsrechter: Daniele Orsato Video-assistent: Paolo Valeri AVAR: Massimiliano Irrati |
| 13 maart 2024 21:00 uur                                                           |                      |         |     | Stadion: Signal Iduna Park, Dortmund Toeschouwers: 81.365 Scheidsrechter: Daniele Orsato Video-assistent: Paolo Valeri AVAR: Massimiliano Irrati |
| Bijz.: Borussia Dortmund won over twee wedstrijden met een totaalscore van 3 – 1. |                      |         |     | |

|                            |                     |         |                | |
| 14 februari 2024 21:00 uur | SS Lazio            | 1 – 0   | Bayern München | Stadion: Olympisch Stadion, Rome Toeschouwers: 57.470 Scheidsrechter: François Letexier Video-assistent: Jérôme Brisard AVAR: Willy Delajod |
| 14 februari 2024 21:00 uur | Immobile 69' (pen.) | Verslag | 67' Upamecano  | Stadion: Olympisch Stadion, Rome Toeschouwers: 57.470 Scheidsrechter: François Letexier Video-assistent: Jérôme Brisard AVAR: Willy Delajod |
| 14 februari 2024 21:00 uur |                     |         |                | Stadion: Olympisch Stadion, Rome Toeschouwers: 57.470 Scheidsrechter: François Letexier Video-assistent: Jérôme Brisard AVAR: Willy Delajod |
| 14 februari 2024 21:00 uur |                     |         |                | Stadion: Olympisch Stadion, Rome Toeschouwers: 57.470 Scheidsrechter: François Letexier Video-assistent: Jérôme Brisard AVAR: Willy Delajod |
|                            |                     |         |                | |

|                                                                                   |                            |         |          | |
| 5 maart 2024 21:00 uur                                                            | Bayern München             | 3 – 0   | SS Lazio | Stadion: Allianz Arena, München Toeschouwers: 75.000 Scheidsrechter: Slavko Vinčić Video-assistent: Nejc Kajtazović AVAR: Rade Obrenovič |
| 5 maart 2024 21:00 uur                                                            | Kane 38', 66' Müller 45+2' | Verslag |          | Stadion: Allianz Arena, München Toeschouwers: 75.000 Scheidsrechter: Slavko Vinčić Video-assistent: Nejc Kajtazović AVAR: Rade Obrenovič |
| 5 maart 2024 21:00 uur                                                            |                            |         |          | Stadion: Allianz Arena, München Toeschouwers: 75.000 Scheidsrechter: Slavko Vinčić Video-assistent: Nejc Kajtazović AVAR: Rade Obrenovič |
| 5 maart 2024 21:00 uur                                                            |                            |         |          | Stadion: Allianz Arena, München Toeschouwers: 75.000 Scheidsrechter: Slavko Vinčić Video-assistent: Nejc Kajtazović AVAR: Rade Obrenovič |
| Bijz.: FC Bayern München won over twee wedstrijden met een totaalscore van 3 – 1. |                            |         |          | |

|                            |               |         |                                       | |
| 13 februari 2024 21:00 uur | FC Kopenhagen | 1 – 3   | Manchester City                       | Stadion: Telia Parken, Kopenhagen Toeschouwers: 35.853 Scheidsrechter: José María Sánchez Martínez Video-assistent: Juan Martínez Munuera AVAR: Guillermo Cuadra Fernández |
| 13 februari 2024 21:00 uur | Mattsson 34'  | Verslag | 11' De Bruyne 45+1' Silva 90+2' Foden | Stadion: Telia Parken, Kopenhagen Toeschouwers: 35.853 Scheidsrechter: José María Sánchez Martínez Video-assistent: Juan Martínez Munuera AVAR: Guillermo Cuadra Fernández |
| 13 februari 2024 21:00 uur |               |         |                                       | Stadion: Telia Parken, Kopenhagen Toeschouwers: 35.853 Scheidsrechter: José María Sánchez Martínez Video-assistent: Juan Martínez Munuera AVAR: Guillermo Cuadra Fernández |
| 13 februari 2024 21:00 uur |               |         |                                       | Stadion: Telia Parken, Kopenhagen Toeschouwers: 35.853 Scheidsrechter: José María Sánchez Martínez Video-assistent: Juan Martínez Munuera AVAR: Guillermo Cuadra Fernández |
|                            |               |         |                                       | |

|                                                                                    |                                    |         |                 | |
| 6 maart 2024 21:00 uur                                                             | Manchester City                    | 3 – 1   | FC Kopenhagen   | Stadion: Etihad Stadium, Manchester Toeschouwers: 51.531 Scheidsrechter: Espen Eskås Video-assistent: Dennis Higler AVAR: Rob Dieperink |
| 6 maart 2024 21:00 uur                                                             | Akanji 5' Álvarez 9' Haaland 45+3' | Verslag | 29' Elyounoussi | Stadion: Etihad Stadium, Manchester Toeschouwers: 51.531 Scheidsrechter: Espen Eskås Video-assistent: Dennis Higler AVAR: Rob Dieperink |
| 6 maart 2024 21:00 uur                                                             |                                    |         |                 | Stadion: Etihad Stadium, Manchester Toeschouwers: 51.531 Scheidsrechter: Espen Eskås Video-assistent: Dennis Higler AVAR: Rob Dieperink |
| 6 maart 2024 21:00 uur                                                             |                                    |         |                 | Stadion: Etihad Stadium, Manchester Toeschouwers: 51.531 Scheidsrechter: Espen Eskås Video-assistent: Dennis Higler AVAR: Rob Dieperink |
| Bijz.: Manchester City FC won over twee wedstrijden met een totaalscore van 6 – 2. |                                    |         |                 | |

|                            |            |         |             | |
| 13 februari 2024 21:00 uur | RB Leipzig | 0 – 1   | Real Madrid | Stadion: Red Bull Arena, Leipzig Toeschouwers: 45.028 Scheidsrechter: Irfan Peljto Video-assistent: Pol van Boekel AVAR: Dennis Higler |
| 13 februari 2024 21:00 uur |            | Verslag | 48' Díaz    | Stadion: Red Bull Arena, Leipzig Toeschouwers: 45.028 Scheidsrechter: Irfan Peljto Video-assistent: Pol van Boekel AVAR: Dennis Higler |
| 13 februari 2024 21:00 uur |            |         |             | Stadion: Red Bull Arena, Leipzig Toeschouwers: 45.028 Scheidsrechter: Irfan Peljto Video-assistent: Pol van Boekel AVAR: Dennis Higler |
| 13 februari 2024 21:00 uur |            |         |             | Stadion: Red Bull Arena, Leipzig Toeschouwers: 45.028 Scheidsrechter: Irfan Peljto Video-assistent: Pol van Boekel AVAR: Dennis Higler |
|                            |            |         |             | |

|                                                                                |              |         |            | |
| 6 maart 2024 21:00 uur                                                         | Real Madrid  | 1 – 1   | RB Leipzig | Stadion: Estadio Santiago Bernabéu, Madrid Toeschouwers: 76.126 Scheidsrechter: Davide Massa Video-assistent: Massimiliano Irrati AVAR: Paolo Valeri |
| 6 maart 2024 21:00 uur                                                         | Vinícius 65' | Verslag | 68' Orban  | Stadion: Estadio Santiago Bernabéu, Madrid Toeschouwers: 76.126 Scheidsrechter: Davide Massa Video-assistent: Massimiliano Irrati AVAR: Paolo Valeri |
| 6 maart 2024 21:00 uur                                                         |              |         |            | Stadion: Estadio Santiago Bernabéu, Madrid Toeschouwers: 76.126 Scheidsrechter: Davide Massa Video-assistent: Massimiliano Irrati AVAR: Paolo Valeri |
| 6 maart 2024 21:00 uur                                                         |              |         |            | Stadion: Estadio Santiago Bernabéu, Madrid Toeschouwers: 76.126 Scheidsrechter: Davide Massa Video-assistent: Massimiliano Irrati AVAR: Paolo Valeri |
| Bijz.: Real Madrid CF won over twee wedstrijden met een totaalscore van 2 – 1. |              |         |            | |

#### Kwartfinales
De loting vond plaats op 15 maart 2024. De heenwedstrijd werden gespeeld op 9 en 10 april 2024. Op 16 en 17 april 2024 vonden de terugwedstrijden plaats.

##### Loting
| Team 1              | Tot.               | Team 2            | 1e wedstr. | 2e wedstr. |
| ------------------- | ------------------ | ----------------- | ---------- | ---------- |
| Arsenal FC          | 2 – 3              | Bayern München    | 2 – 2      | 0 – 1      |
| Atlético Madrid     | 4 – 5              | Borussia Dortmund | 2 – 1      | 2 – 4      |
| Real Madrid         | 4 – 4 (3 – 4 n.s.) | Manchester City   | 3 – 3      | 1 – 1 n.v. |
| Paris Saint-Germain | 6 – 4              | FC Barcelona      | 2 – 3      | 4 – 1      |

##### Wedstrijden

###### Heen- en terugwedstrijden
|                        |                       |         |                            | |
| 9 april 2024 21:00 uur | Arsenal FC            | 2 – 2   | Bayern München             | Stadion: Emirates Stadium, Londen Toeschouwers: 60.221 Scheidsrechter: Glenn Nyberg Video-assistent: Pol van Boekel AVAR: Dennis Higler |
| 9 april 2024 21:00 uur | Saka 12' Trossard 76' | Verslag | 18' Gnabry 32' (pen.) Kane | Stadion: Emirates Stadium, Londen Toeschouwers: 60.221 Scheidsrechter: Glenn Nyberg Video-assistent: Pol van Boekel AVAR: Dennis Higler |
| 9 april 2024 21:00 uur |                       |         |                            | Stadion: Emirates Stadium, Londen Toeschouwers: 60.221 Scheidsrechter: Glenn Nyberg Video-assistent: Pol van Boekel AVAR: Dennis Higler |
| 9 april 2024 21:00 uur |                       |         |                            | Stadion: Emirates Stadium, Londen Toeschouwers: 60.221 Scheidsrechter: Glenn Nyberg Video-assistent: Pol van Boekel AVAR: Dennis Higler |
|                        |                       |         |                            | |

|                                                                                |                |         |            | |
| 17 april 2024 21:00 uur                                                        | Bayern München | 1 – 0   | Arsenal FC | Stadion: Allianz Arena, München Toeschouwers: 75.000 Scheidsrechter: Danny Makkelie Video-assistent: Rob Dieperink AVAR: Clay Ruperti |
| 17 april 2024 21:00 uur                                                        | Kimmich 63'    | Verslag |            | Stadion: Allianz Arena, München Toeschouwers: 75.000 Scheidsrechter: Danny Makkelie Video-assistent: Rob Dieperink AVAR: Clay Ruperti |
| 17 april 2024 21:00 uur                                                        |                |         |            | Stadion: Allianz Arena, München Toeschouwers: 75.000 Scheidsrechter: Danny Makkelie Video-assistent: Rob Dieperink AVAR: Clay Ruperti |
| 17 april 2024 21:00 uur                                                        |                |         |            | Stadion: Allianz Arena, München Toeschouwers: 75.000 Scheidsrechter: Danny Makkelie Video-assistent: Rob Dieperink AVAR: Clay Ruperti |
| Bijz.: Bayern München won over twee wedstrijden met een totaalscore van 3 – 2. |                |         |            | |

|                         |                     |         |                   | |
| 10 april 2024 21:00 uur | Atlético Madrid     | 2 – 1   | Borussia Dortmund | Stadion: Estadio Metropolitano, Madrid Toeschouwers: 68.641 Scheidsrechter: Marco Guida Video-assistent: Paolo Valeri AVAR: Massimiliano Irrati |
| 10 april 2024 21:00 uur | De Paul 4' Lino 32' | Verslag | 81' Haller        | Stadion: Estadio Metropolitano, Madrid Toeschouwers: 68.641 Scheidsrechter: Marco Guida Video-assistent: Paolo Valeri AVAR: Massimiliano Irrati |
| 10 april 2024 21:00 uur |                     |         |                   | Stadion: Estadio Metropolitano, Madrid Toeschouwers: 68.641 Scheidsrechter: Marco Guida Video-assistent: Paolo Valeri AVAR: Massimiliano Irrati |
| 10 april 2024 21:00 uur |                     |         |                   | Stadion: Estadio Metropolitano, Madrid Toeschouwers: 68.641 Scheidsrechter: Marco Guida Video-assistent: Paolo Valeri AVAR: Massimiliano Irrati |
|                         |                     |         |                   | |

|                                                                                   |                                                  |         |                               | |
| 16 april 2024 21:00 uur                                                           | Borussia Dortmund                                | 4 – 2   | Atlético Madrid               | Stadion: Signal Iduna Park, Dortmund Toeschouwers: 81.365 Scheidsrechter: Slavko Vinčić Video-assistent: Nejc Kajtazović AVAR: Rade Obrenovič |
| 16 april 2024 21:00 uur                                                           | Brandt 34' Maatsen 39' Füllkrug 71' Sabitzer 74' | Verslag | 49' (e.d.) Hummels 64' Correa | Stadion: Signal Iduna Park, Dortmund Toeschouwers: 81.365 Scheidsrechter: Slavko Vinčić Video-assistent: Nejc Kajtazović AVAR: Rade Obrenovič |
| 16 april 2024 21:00 uur                                                           |                                                  |         |                               | Stadion: Signal Iduna Park, Dortmund Toeschouwers: 81.365 Scheidsrechter: Slavko Vinčić Video-assistent: Nejc Kajtazović AVAR: Rade Obrenovič |
| 16 april 2024 21:00 uur                                                           |                                                  |         |                               | Stadion: Signal Iduna Park, Dortmund Toeschouwers: 81.365 Scheidsrechter: Slavko Vinčić Video-assistent: Nejc Kajtazović AVAR: Rade Obrenovič |
| Bijz.: Borussia Dortmund won over twee wedstrijden met een totaalscore van 5 – 4. |                                                  |         |                               | |

|                        |                                          |         |                                 | |
| 9 april 2024 21:00 uur | Real Madrid                              | 3 – 3   | Manchester City                 | Stadion: Estadio Santiago Bernabéu, Madrid Toeschouwers: 76.680 Scheidsrechter: François Letexier Video-assistent: Jérôme Brisard AVAR: Willy Delajod |
| 9 april 2024 21:00 uur | Dias 12' (e.d.) Rodrygo 14' Valverde 79' | Verslag | 2' Silva 66' Foden 71' Gvardiol | Stadion: Estadio Santiago Bernabéu, Madrid Toeschouwers: 76.680 Scheidsrechter: François Letexier Video-assistent: Jérôme Brisard AVAR: Willy Delajod |
| 9 april 2024 21:00 uur |                                          |         |                                 | Stadion: Estadio Santiago Bernabéu, Madrid Toeschouwers: 76.680 Scheidsrechter: François Letexier Video-assistent: Jérôme Brisard AVAR: Willy Delajod |
| 9 april 2024 21:00 uur |                                          |         |                                 | Stadion: Estadio Santiago Bernabéu, Madrid Toeschouwers: 76.680 Scheidsrechter: François Letexier Video-assistent: Jérôme Brisard AVAR: Willy Delajod |
|                        |                                          |         |                                 | |

| |                                     |                         |                                         | |
| 17 april 2024 21:00 uur | Manchester City                     | 1 – 1 (n.v.) 3 – 4 pen. | Real Madrid                             | Stadion: Etihad Stadium, Manchester Toeschouwers: 52.306 Scheidsrechter: Daniele Orsato Video-assistent: Massimiliano Irrati AVAR: Paolo Valeri |
| 17 april 2024 21:00 uur | De Bruyne 76'                       | Verslag                 | 12' Rodrygo                             | Stadion: Etihad Stadium, Manchester Toeschouwers: 52.306 Scheidsrechter: Daniele Orsato Video-assistent: Massimiliano Irrati AVAR: Paolo Valeri |
| 17 april 2024 21:00 uur | Strafschoppen                       |                         |                                         | Stadion: Etihad Stadium, Manchester Toeschouwers: 52.306 Scheidsrechter: Daniele Orsato Video-assistent: Massimiliano Irrati AVAR: Paolo Valeri |
| 17 april 2024 21:00 uur | Álvarez Silva Kovačić Foden Ederson |                         | Modrić Bellingham Vázquez Nacho Rüdiger | Stadion: Etihad Stadium, Manchester Toeschouwers: 52.306 Scheidsrechter: Daniele Orsato Video-assistent: Massimiliano Irrati AVAR: Paolo Valeri |
| Bijz.: Real Madrid speelde over twee wedstrijden gelijk met een totaalscore van 4 – 4, maar won de strafschoppenserie met 4 – 3. |                                     |                         |                                         | |

|                         |                         |         |                                   | |
| 10 april 2024 21:00 uur | Paris Saint-Germain     | 2 – 3   | FC Barcelona                      | Stadion: Parc des Princes, Parijs Toeschouwers: 47.470 Scheidsrechter: Anthony Taylor Video-assistent: Stuart Attwell AVAR: David Coote |
| 10 april 2024 21:00 uur | Dembélé 48' Vitinha 51' | Verslag | 37', 62' Raphinha 77' Christensen | Stadion: Parc des Princes, Parijs Toeschouwers: 47.470 Scheidsrechter: Anthony Taylor Video-assistent: Stuart Attwell AVAR: David Coote |
| 10 april 2024 21:00 uur |                         |         |                                   | Stadion: Parc des Princes, Parijs Toeschouwers: 47.470 Scheidsrechter: Anthony Taylor Video-assistent: Stuart Attwell AVAR: David Coote |
| 10 april 2024 21:00 uur |                         |         |                                   | Stadion: Parc des Princes, Parijs Toeschouwers: 47.470 Scheidsrechter: Anthony Taylor Video-assistent: Stuart Attwell AVAR: David Coote |
|                         |                         |         |                                   | |

|                                                                                     |                         |         |                                                | |
| 16 april 2024 21:00 uur                                                             | FC Barcelona            | 1 – 4   | Paris Saint-Germain                            | Stadion: Olympisch Stadion Lluís Companys, Barcelona Toeschouwers: 50.309 Scheidsrechter: István Kovács Video-assistent: Marco Fritz AVAR: Bastian Dankert |
| 16 april 2024 21:00 uur                                                             | Raphinha 12' Araújo 29' | Verslag | 40' Dembélé 54' Vitinha 61' (pen.), 89' Mbappé | Stadion: Olympisch Stadion Lluís Companys, Barcelona Toeschouwers: 50.309 Scheidsrechter: István Kovács Video-assistent: Marco Fritz AVAR: Bastian Dankert |
| 16 april 2024 21:00 uur                                                             |                         |         |                                                | Stadion: Olympisch Stadion Lluís Companys, Barcelona Toeschouwers: 50.309 Scheidsrechter: István Kovács Video-assistent: Marco Fritz AVAR: Bastian Dankert |
| 16 april 2024 21:00 uur                                                             |                         |         |                                                | Stadion: Olympisch Stadion Lluís Companys, Barcelona Toeschouwers: 50.309 Scheidsrechter: István Kovács Video-assistent: Marco Fritz AVAR: Bastian Dankert |
| Bijz.: Paris Saint-Germain won over twee wedstrijden met een totaalscore van 6 – 4. |                         |         |                                                | |

#### Halve finales
De loting vond plaats op 15 maart 2024. De heenwedstrijd werden gespeeld op 30 april en 1 mei 2024. Op 7 en 8 mei 2024 vonden de terugwedstrijden plaats.

##### Loting
| Team 1            | Tot.  | Team 2              | 1e wedstr. | 2e wedstr. |
| ----------------- | ----- | ------------------- | ---------- | ---------- |
| Borussia Dortmund | 2 – 0 | Paris Saint-Germain | 1 – 0      | 0 – 1      |
| Bayern München    | 3 – 4 | Real Madrid         | 2 – 2      | 2 – 1      |

##### Wedstrijden

###### Heen- en terugwedstrijden
|                      |                   |         |                     | |
| 1 mei 2024 21:00 uur | Borussia Dortmund | 1 – 0   | Paris Saint-Germain | Stadion: Signal Iduna Park, Dortmund Toeschouwers: 81.365 Scheidsrechter: Anthony Taylor Video-assistent: Stuart Attwell AVAR: David Coote |
| 1 mei 2024 21:00 uur | Füllkrug 36'      | Verslag |                     | Stadion: Signal Iduna Park, Dortmund Toeschouwers: 81.365 Scheidsrechter: Anthony Taylor Video-assistent: Stuart Attwell AVAR: David Coote |
| 1 mei 2024 21:00 uur |                   |         |                     | Stadion: Signal Iduna Park, Dortmund Toeschouwers: 81.365 Scheidsrechter: Anthony Taylor Video-assistent: Stuart Attwell AVAR: David Coote |
| 1 mei 2024 21:00 uur |                   |         |                     | Stadion: Signal Iduna Park, Dortmund Toeschouwers: 81.365 Scheidsrechter: Anthony Taylor Video-assistent: Stuart Attwell AVAR: David Coote |
|                      |                   |         |                     | |

|                                                                                   |                     |         |                   | |
| 7 mei 2024 21:00 uur                                                              | Paris Saint-Germain | 0 – 1   | Borussia Dortmund | Stadion: Parc des Princes, Parijs Toeschouwers: 46.435 Scheidsrechter: Daniele Orsato Video-assistent: Massimiliano Irrati AVAR: Paolo Valeri |
| 7 mei 2024 21:00 uur                                                              |                     | Verslag | 50' Hummels       | Stadion: Parc des Princes, Parijs Toeschouwers: 46.435 Scheidsrechter: Daniele Orsato Video-assistent: Massimiliano Irrati AVAR: Paolo Valeri |
| 7 mei 2024 21:00 uur                                                              |                     |         |                   | Stadion: Parc des Princes, Parijs Toeschouwers: 46.435 Scheidsrechter: Daniele Orsato Video-assistent: Massimiliano Irrati AVAR: Paolo Valeri |
| 7 mei 2024 21:00 uur                                                              |                     |         |                   | Stadion: Parc des Princes, Parijs Toeschouwers: 46.435 Scheidsrechter: Daniele Orsato Video-assistent: Massimiliano Irrati AVAR: Paolo Valeri |
| Bijz.: Borussia Dortmund won over twee wedstrijden met een totaalscore van 2 – 0. |                     |         |                   | |

|                       |                          |         |                          | |
| 30 apr 2024 21:00 uur | Bayern München           | 2 – 2   | Real Madrid              | Stadion: Allianz Arena, München Toeschouwers: 75.000 Scheidsrechter: Clément Turpin Video-assistent: Jérôme Brisard AVAR: Willy Delajod |
| 30 apr 2024 21:00 uur | Sané 53' Kane 57' (pen.) | Verslag | 24', 83' (pen.) Vinícius | Stadion: Allianz Arena, München Toeschouwers: 75.000 Scheidsrechter: Clément Turpin Video-assistent: Jérôme Brisard AVAR: Willy Delajod |
| 30 apr 2024 21:00 uur |                          |         |                          | Stadion: Allianz Arena, München Toeschouwers: 75.000 Scheidsrechter: Clément Turpin Video-assistent: Jérôme Brisard AVAR: Willy Delajod |
| 30 apr 2024 21:00 uur |                          |         |                          | Stadion: Allianz Arena, München Toeschouwers: 75.000 Scheidsrechter: Clément Turpin Video-assistent: Jérôme Brisard AVAR: Willy Delajod |
|                       |                          |         |                          | |

|                                                                             |                   |         |                | |
| 8 mei 2024 21:00 uur                                                        | Real Madrid       | 2 – 1   | Bayern München | Stadion: Estadio Santiago Bernabéu, Madrid Toeschouwers: 76.579 Scheidsrechter: Szymon Marciniak Video-assistent: Tomasz Kwiatkowski AVAR: Bartosz Frankowski |
| 8 mei 2024 21:00 uur                                                        | Joselu 88', 90+1' | Verslag | 68' Davies     | Stadion: Estadio Santiago Bernabéu, Madrid Toeschouwers: 76.579 Scheidsrechter: Szymon Marciniak Video-assistent: Tomasz Kwiatkowski AVAR: Bartosz Frankowski |
| 8 mei 2024 21:00 uur                                                        |                   |         |                | Stadion: Estadio Santiago Bernabéu, Madrid Toeschouwers: 76.579 Scheidsrechter: Szymon Marciniak Video-assistent: Tomasz Kwiatkowski AVAR: Bartosz Frankowski |
| 8 mei 2024 21:00 uur                                                        |                   |         |                | Stadion: Estadio Santiago Bernabéu, Madrid Toeschouwers: 76.579 Scheidsrechter: Szymon Marciniak Video-assistent: Tomasz Kwiatkowski AVAR: Bartosz Frankowski |
| Bijz.: Real Madrid won over twee wedstrijden met een totaalscore van 4 – 3. |                   |         |                | |

#### Finale
De loting van 15 maart 2024 voor de kwart- en halve finales bepaalde de 'thuisspelende' club in de finale. De finale werd gespeeld op 1 juni 2024 in het Wembley Stadium.
|                       |                   |         |                           | |
| 1 juni 2024 21:00 uur | Borussia Dortmund | 0 – 2   | Real Madrid               | Stadion: Wembley Stadium, Londen Toeschouwers: 86.212 Scheidsrechter: Slavko Vinčić Video-assistent: Nejc Kajtazović AVAR: Rade Obrenovič |
| 1 juni 2024 21:00 uur |                   | Verslag | 74' Carvajal 83' Vinícius | Stadion: Wembley Stadium, Londen Toeschouwers: 86.212 Scheidsrechter: Slavko Vinčić Video-assistent: Nejc Kajtazović AVAR: Rade Obrenovič |
| 1 juni 2024 21:00 uur |                   |         |                           | Stadion: Wembley Stadium, Londen Toeschouwers: 86.212 Scheidsrechter: Slavko Vinčić Video-assistent: Nejc Kajtazović AVAR: Rade Obrenovič |
| 1 juni 2024 21:00 uur |                   |         |                           | Stadion: Wembley Stadium, Londen Toeschouwers: 86.212 Scheidsrechter: Slavko Vinčić Video-assistent: Nejc Kajtazović AVAR: Rade Obrenovič |
|                       |                   |         |                           | |

## Statistieken

### Topscorers
| №  | Speler            | Club                | Goals | Speelminuten |
| -- | ----------------- | ------------------- | ----- | ------------ |
| 1. | Harry Kane        | Bayern München      | 8     | 1064         |
| 1. | Kylian Mbappé     | Paris Saint-Germain | 8     | 1080         |
| 3. | Erling Haaland    | Manchester City     | 6     | 778          |
| 3. | Antoine Griezmann | Atlético Madrid     | 6     | 821          |
| 3. | Vinícius Júnior   | Real Madrid         | 6     | 901          |
| 6. | Joselu            | Real Madrid         | 5     | 273          |
| 6. | Julián Álvarez    | Manchester City     | 5     | 279          |
| 6. | Rasmus Højlund    | Manchester United   | 5     | 489          |
| 6. | Galeno            | FC Porto            | 5     | 651          |
| 6. | Álvaro Morata     | Atlético Madrid     | 5     | 667          |
| 6. | Phil Foden        | Manchester City     | 5     | 684          |
| 6. | Rodrygo           | Real Madrid         | 5     | 1021         |

Bron: UEFA.

### Assists
| №  | Speler             | Club                | Assists | Speelminuten |
| -- | ------------------ | ------------------- | ------- | ------------ |
| 1. | Vinícius Júnior    | Real Madrid         | 5       | 901          |
| 1. | Marcel Sabitzer    | Borussia Dortmund   | 5       | 929          |
| 1. | Jude Bellingham    | Real Madrid         | 5       | 993          |
| 4. | Raphinha           | FC Barcelona        | 4       | 472          |
| 4. | Galeno             | FC Porto            | 4       | 651          |
| 4. | Bukayo Saka        | Arsenal FC          | 4       | 725          |
| 4. | İlkay Gündoğan     | FC Barcelona        | 4       | 835          |
| 4. | Harry Kane         | Bayern München      | 4       | 1064         |
| 9. | Pedri              | FC Barcelona        | 3       | 327          |
| 9. | Gabriel Jesus      | Arsenal FC          | 3       | 407          |
| 9. | Ivan Rakitić       | Sevilla FC          | 3       | 459          |
| 9. | Matt O'Riley       | Celtic FC           | 3       | 487          |
| 9. | Ricardo Horta      | SC Braga            | 3       | 503          |
| 9. | Samuel Lino        | Atlético Madrid     | 3       | 507          |
| 9. | Phil Foden         | Manchester City     | 3       | 684          |
| 9. | Nahuel Molina      | Atlético Madrid     | 3       | 791          |
| 9. | Warren Zaïre-Emery | Paris Saint-Germain | 3       | 905          |

Bron: UEFA.

## Individuele prijzen
Speler van het Seizoen
- Vinícius Júnior ( Real Madrid)[3]

Jonge Speler van het Seizoen
- Jude Bellingham ( Real Madrid)[4]

Doelpunt van het Seizoen
- Federico Valverde ( Real Madrid)[5]

Team van het Seizoen
- Gregor Kobel ( Borussia Dortmund)
- Dani Carvajal ( Real Madrid)
- Antonio Rüdiger ( Real Madrid)
- Mats Hummels ( Borussia Dortmund)
- Ian Maatsen ( Borussia Dortmund)
- Marcel Sabitzer ( Borussia Dortmund)
- Vitinha ( Paris Saint-Germain)
- Jude Bellingham ( Borussia Dortmund)
- Phil Foden ( Manchester City)
- Harry Kane ( Bayern München)
- Vinícius Júnior ( Real Madrid)